# Liste des lignes de bus de Nantes
Pour un article plus général, voir Autobus de Nantes.
Les lignes de bus de Nantes constituent une série de lignes du réseau NAOLIB , anciennement TAN exploitées par la Semitan et ses sous-traitants. Ces lignes viennent apporter une desserte complémentaire aux lignes de tramway, Busway et Navibus.

## Lignes régulières

### Lignes 10 à 19
| Ligne | Caractéristiques | Caractéristiques                        | Caractéristiques                        | Caractéristiques                        | Caractéristiques                                                                                | Caractéristiques                              | Caractéristiques                         | Caractéristiques                        | Caractéristiques                            |
| 10    | Gare de Chantenay ⥋ Boulevard de Doulon | Gare de Chantenay ⥋ Boulevard de Doulon | Gare de Chantenay ⥋ Boulevard de Doulon | Gare de Chantenay ⥋ Boulevard de Doulon | Gare de Chantenay ⥋ Boulevard de Doulon                                                         | Gare de Chantenay ⥋ Boulevard de Doulon       | Gare de Chantenay ⥋ Boulevard de Doulon  | Gare de Chantenay ⥋ Boulevard de Doulon | Gare de Chantenay ⥋ Boulevard de Doulon     |
| ----- | --- | --------------------------------------- | --------------------------------------- | --------------------------------------- | ----------------------------------------------------------------------------------------------- | --------------------------------------------- | ---------------------------------------- | --------------------------------------- | ------------------------------------------- |
| 10    | Ouverture / Fermeture 24 août 2015 / — | Longueur 9,5 km                         | Durée 30-35 min                         | Nb. d’arrêts 30                         | Matériel GX 317 GNV GX 327 GNV Urbanway 12 GNV GX 427 GNV GX 427 HYB GX 437 HYB Urbanway 18 GNV | Jours de fonctionnement L, Ma, Me, J, V, S, D | Jour / Soir / Nuit / Fêtes O / N / N / O | Voy. / an —                             | Exploitant (Dépôt) SEMITAN (Le Bêle)        |
| 10    | Desserte : - Ville(s) desservie(s) : Nantes - Gares et stations desservies : Gare de Chantenay, Bas-Chantenay N2 , Égalité 1 , Rond-Point de Vannes 3 , Michelet – Sciences 2 , Boulevard de Doulon 1 . - Principaux lieux desservis : Lycée Louis-Antoine de Bougainville, Pôle emploi - Nantes Chantenay, Docks de Chantenay, Grue Noire, Pôle emploi - Direction régionale Pays de la Loire, Mairie annexe de Chantenay, Cinéma Le Concorde, Square de Prinquiau, Parc de Procé, Stade Pascal-Laporte, Gymnase du Breil Malville, Rond-point de Vannes, Rond-point de Rennes, Campus Saint-Félix-La Salle, Collège Le Bon Conseil, Lycée Michelet, Lycée Saint-Joseph-du-Loquidy, Parc du Plessis-Tison, Rond-point de Paris, Collège La Noë-Lambert, Gymnase de la Noe Lambert, Plaine de Jeux de la Mitrie, Parc de la Noë Mitrie, Église Notre-Dame-de-Toutes-Aides, Square Jules Bréchoir, Parc de Broussais. |                                         |                                         |                                         |                                                                                                 |                                               |                                          |                                         |                                             |
| 10    | Autre : - Amplitude horaire et fréquence : - Jour bleu : de 6 h 10 à 20 h 55 avec un bus toutes les 10 minutes. - Jour vert : de 6 h 15 à 20 h 50 avec un bus toutes les 15 minutes. - Jour jaune : de 6 h 15 à 20 h 55 avec un bus toutes les 20 minutes en heures de pointe et toutes les 25 minutes en heures creuses. - Jour violet : de 6 h 15 à 20 h 55 avec un bus toutes les 25 minutes. - Jour blanc : de 9 h 05 à 20 h 40 avec un bus toutes les 35 minutes. - Particularités : - Cette ligne fait partie des lignes de rocade terminant par 0 : elle ne passe donc pas par le centre de Nantes. - La ligne est exploitée avec des bus articulés en jours bleu et vert et avec des bus standards en jours jaune, violet et blanc. Les renforts scolaires sont assurés avec des bus standards. - Tracé : La ligne 10 est une ligne périphérique reliant le Boulevard de Doulon à Chantenay sans passer par le centre-ville, via les boulevards de ceinture. - Histoire : Elle a remplacé la ligne 70, datant du 6 mars 1978. - Date de dernière mise à jour : 11 avril 2020 |                                         |                                         |                                         |                                                                                                 |                                               |                                          |                                         |                                             |
| 10    | Dernière actualisation : — |                                         |                                         |                                         |                                                                                                 |                                               |                                          |                                         |                                             |
| 11    | Tertre ⥋ Perray | Tertre ⥋ Perray                         | Tertre ⥋ Perray                         | Tertre ⥋ Perray                         | Tertre ⥋ Perray                                                                                 | Tertre ⥋ Perray                               | Tertre ⥋ Perray                          | Tertre ⥋ Perray                         | Tertre ⥋ Perray                             |
| 11    | Ouverture / Fermeture 26 janvier 1958 / — | Longueur 14,7 km                        | Durée 50-60 min                         | Nb. d’arrêts 45                         | Matériel GX 317 GNV GX 327 GNV Urbanway 12 GNV                                                  | Jours de fonctionnement L, Ma, Me, J, V, S, D | Jour / Soir / Nuit / Fêtes O / N / N / O | Voy. / an —                             | Exploitant (Dépôt) SEMITAN (Le Bêle)        |
| 11    | Desserte : - Ville(s) desservie(s) : Nantes - Gares et stations desservies : Tertre, Croix Bonneau, Jean Moulin, Égalité, Chantiers Navals, Médiathèque 1 , Commerce 1 2 3 , Place du Cirque 2 , Foch – Cathédrale 4 , Pin Sec 1 . - Principaux lieux desservis : Complexe Sportif Durantière, Collège La Durantière, Vélodrome du Petit Breton, Piscine de la Durantière, Square de la Marseillaise, Mairie-annexe de Chantenay, Cinéma Le Concorde, Square de Prinquiau, Place du Général-Mellinet, Place René Bouhier, Square des Combattants d'Afrique du Nord, Quai de la Fosse, Mémorial de l'abolition de l'esclavage, Médiathèque Jacques-Demy, Piscine Léo-Lagrange, Place de la Petite-Hollande, Passerelle Victor-Schœlcher, CHU de Nantes, Square Jean-Baptiste-Daviais, Place du Commerce, Île Feydeau, Cours des 50-Otages, Hôtel de ville, Square Amiral-Halgan, Cathédrale de Nantes, Place Maréchal-Foch, Musée d'Arts de Nantes, Lycée Georges-Clemenceau, Jardin des plantes, Cimetière La Bouteillerie, Parc de la Noë Mitrie, Plaine de Jeux de la Mitrie, Parc Potager Croissant, Lycée Léonard-de-Vinci, Mairie annexe de la Bottière, Square Augustin Fresnel, Paroisse Sainte-Marie de Doulon, Parc de Bottière-Chesnaie, Clinique Jules Verne, Piscine Jules-Verne, Zone Commerciale Paridis. |                                         |                                         |                                         |                                                                                                 |                                               |                                          |                                         |                                             |
| 11    | Autre : - Amplitude horaire et fréquence : - Jour bleu : de 5 h 45 à 21 h 40 avec un bus toutes les 14 à 16 minutes. - Jour vert : de 5 h 45 à 21 h 40 avec un bus toutes les 15 minutes. - Jour jaune : de 5 h 50 à 21 h 30 avec un bus toutes les 20 minutes. - Jour violet : de 6 h 15 à 20 h 55 avec un bus toutes les 25 minutes. - Jour blanc : de 7 h 00 à 21 h 20 avec un bus toutes les 40 minutes. - Tracé : La ligne 11 est une ligne reliant la Zone Commerciale Paridis (à l'arrêt Perray) et la station Tertre du Tramway au sud du quartier de Preux, en passant par l'hyper-centre. - Histoire : Elle est la plus ancienne ligne de bus du réseau TAN encore en service (inaugurée le 26 janvier 1958). Elle circulait, en 2009, entre Mendès France – Bellevue et Jules Verne, actuel terminus de la ligne 12. En 2011, avec la suppression de la ligne 24, Tertre deviens le nouveau terminus ouest de la ligne 11, et, en 2012, année de création de la ligne C1, Perray deviens son terminus est. En 2012 également, l'indice de la ligne change de couleur, passant du mauve au marron. Le 26 août 2019, lors de la rentrée du réseau TAN, le tracé de la ligne est modifié dans le secteur Commerce : la ligne emprunte désormais le cours Olivier-de-Clisson afin de desservir un nouvel arrêt Square Daviais. À la rentrée 2020 (qui a lieu exceptionnellement le 2 novembre 2020 à cause de la crise sanitaire), le tracé de la ligne 11 est modifié entre les arrêts Square Daviais et René Bouhier : le tracé de déviation entre ces 2 arrêts via le Quai de la Fosse est pérennisé, et la ligne ne passera donc plus par la Place Graslin,. Par ailleurs, une voie de bus provisoire a été installée sur le quai de la Fosse le 11 août 2020 afin de faciliter le passage des bus de la ligne 11 et des vélos sur cet axe très fréquenté. Malgré les nombreuses critiques à sa mise en place, Nantes Métropole annonce le 1er février 2021 que la voie bus dans le sens entrant est finalement pérennisée, et celle dans le sens sortant est retirée afin de remettre une voie suppémentaire à la circulation générale. - Date de dernière mise à jour : 8 février 2021 |                                         |                                         |                                         |                                                                                                 |                                               |                                          |                                         |                                             |
| 11    | Dernière actualisation : — |                                         |                                         |                                         |                                                                                                 |                                               |                                          |                                         |                                             |
| 12    | Beauséjour ⥋ Jules Verne | Beauséjour ⥋ Jules Verne                | Beauséjour ⥋ Jules Verne                | Beauséjour ⥋ Jules Verne                | Beauséjour ⥋ Jules Verne                                                                        | Beauséjour ⥋ Jules Verne                      | Beauséjour ⥋ Jules Verne                 | Beauséjour ⥋ Jules Verne                | Beauséjour ⥋ Jules Verne                    |
| 12    | Ouverture / Fermeture 15 avril 1985 / — | Longueur 12,1 km                        | Durée 40-45 min                         | Nb. d’arrêts 37                         | Matériel GX 317 GNV GX 327 GNV Urbanway 12 GNV                                                  | Jours de fonctionnement L, Ma, Me, J, V, S, D | Jour / Soir / Nuit / Fêtes O / N / N / O | Voy. / an —                             | Exploitant (Dépôt) SEMITAN (Saint-Herblain) |
| 12    | Desserte : - Ville(s) desservie(s) : Nantes - Gares et Stations desservies : Beauséjour 3 , 50 Otages 2 , Foch – Cathédrale 4 , Mairie de Doulon 1 . - Principaux lieux desservis : Collège Hector Berlioz, Rond-point de Rennes, Clinique du Parc, Archives départementales de la Loire-Atlantique, Lycée Saint-Stanislas, Lycée Talensac, Marché de Talensac, Préfecture de Loire-Atlantique, Cours des 50-Otages, Hôtel de ville, Square Amiral-Halgan, Cathédrale de Nantes, Place Maréchal-Foch, Musée d'Arts de Nantes, Lycée Georges-Clemenceau, Jardin des plantes, Cimetière La Bouteillerie, Parc de la Noë Mitrie, Église Notre-Dame-de-Toutes-Aides, Square Jules Bréchoir, Parc de Broussais, Gymnase de Toutes-Aides, Mairie annexe de Doulon, Cimetière Toutes-Aides, Parc du Grand-Blottereau, Lycée La Colinière, Collège La Colinière, Maison de quartier de Doulon, Quartier du Vieux-Doulon, Square Abbé Derideau, Zone Commerciale Paridis, Clinique Jules Verne, Piscine Jules-Verne. |                                         |                                         |                                         |                                                                                                 |                                               |                                          |                                         |                                             |
| 12    | Autre : - Amplitude horaire et fréquence : - Jour bleu : de 6 h 00 à 21 h 30 avec un bus toutes les 17 minutes. - Jour vert : de 6 h 00 à 21 h 30 avec un bus toutes les 17 à 19 minutes. - Jour jaune : de 6 h 00 à 21 h 20 avec un bus toutes les 20 minutes en heures de pointe et toutes les 25 minutes en heures creuses. - Jour violet : de 6 h 00 à 21 h 10 avec un bus toutes les 25 minutes. - Jour blanc : de 9 h 05 à 21 h 00 avec un bus toutes les 45 minutes. - Tracé : La ligne 12 est une ligne reliant le quartier Jules Verne (à proximité de la Zone Commerciale Paridis) et le pôle multimodal de Beauséjour en passant par le centre et l'axe principal Nord-Sud (Rues Paul Bellamy et Robert Schuman). - Histoire : Au départ, la ligne 12 circulait entre Forum d'Orvault et Colinière. Puis, en 2009 a été instauré une desserte partielle du terminus Jules Verne commun avec la ligne 11 ; ce terminus partiel est devenu le terminus de la ligne 12 en 2014. En 2010, la ligne a été limitée à Beauséjour à l'ouest et, en 2017, a pris fin la desserte de la Gare Nord, en prévision des travaux de réaménagement de la gare. - Date de dernière mise à jour : 11 avril 2020 |                                         |                                         |                                         |                                                                                                 |                                               |                                          |                                         |                                             |
| 12    | Dernière actualisation : — |                                         |                                         |                                         |                                                                                                 |                                               |                                          |                                         |                                             |

### Lignes 20 à 29
| Ligne | Caractéristiques | Caractéristiques                                   | Caractéristiques                                   | Caractéristiques                                   | Caractéristiques                                                                                | Caractéristiques                                   | Caractéristiques                                   | Caractéristiques                                            | Caractéristiques                                    |
| 23    | Mendès France – Bellevue ⥋ Haluchère – Batignolles | Mendès France – Bellevue ⥋ Haluchère – Batignolles | Mendès France – Bellevue ⥋ Haluchère – Batignolles | Mendès France – Bellevue ⥋ Haluchère – Batignolles | Mendès France – Bellevue ⥋ Haluchère – Batignolles                                              | Mendès France – Bellevue ⥋ Haluchère – Batignolles | Mendès France – Bellevue ⥋ Haluchère – Batignolles | Mendès France – Bellevue ⥋ Haluchère – Batignolles          | Mendès France – Bellevue ⥋ Haluchère – Batignolles  |
| ----- | --- | -------------------------------------------------- | -------------------------------------------------- | -------------------------------------------------- | ----------------------------------------------------------------------------------------------- | -------------------------------------------------- | -------------------------------------------------- | ----------------------------------------------------------- | --------------------------------------------------- |
| 23    | Ouverture / Fermeture 4 septembre 1978 / — | Longueur 14,3 km                                   | Durée 50-60 min                                    | Nb. d’arrêts 45                                    | Matériel GX 317 GNV GX 327 GNV Urbanway 12 GNV GX 427 GNV GX 427 HYB GX 437 HYB Urbanway 18 GNV | Jours de fonctionnement L, Ma, Me, J, V, S, D      | Jour / Soir / Nuit / Fêtes O / O / N / O           | Voy. / an —                                                 | Exploitant (Dépôt) SEMITAN (Le Bêle)                |
| 23    | Desserte : - Ville(s) desservie(s) : Nantes et Saint-Herblain - Gares et stations desservies : Mendès France – Bellevue, Neruda 1 , Place du Cirque, 50 Otages , Michelet – Sciences 2 , Port-Boyer N3 , Ranzay, Haluchère – Batignolles 1 . - Principaux lieux desservis : Parc du Clos Fleuri, Collège Ernest Renan, Square de la Rabotière, Piscine Ernest Renan, Parc Crémeterie, Cimetière Saint-Clair, Place du Général-Mellinet, Place Canclaux, Place de l'Édit-de-Nantes, Salle Francine Vasse, Place Delorme, Basilique Saint-Nicolas de Nantes, Cours des 50-Otages, Préfecture de Loire-Atlantique, Marché de Talensac, Lycée Talensac, Lycée Saint-Stanislas, Archives départementales de la Loire-Atlantique, Rond-point de Rennes, Collège Le Bon Conseil, Campus St Félix – La Salle, Lycée Saint-Joseph-du-Loquidy, Lycée Michelet, Collège Libertaire Rutigliano, Gymnase du Port-Boyer, Parc tertiaire de l'Éraudière, Stade de l'Éraudière, Salle Festive Nantes – Erdre, Mairie annexe de Ranzay, Pôle emploi - Nantes Haluchère, Clinique Jules Verne, Piscine Jules-Verne. |                                                    |                                                    |                                                    |                                                                                                 |                                                    |                                                    |                                                             |                                                     |
| 23    | Autre : - Amplitude horaire et fréquence : - Jour bleu : de 5 h 40 à 21 h 50 avec un bus toutes les 10 minutes en heures de pointe et toutes les 20 minutes en heures creuses. - Jour vert : de 5 h 45 à 21 h 50 avec un bus toutes les 15 minutes en heures de pointe et toutes les 20 minutes en heures creuses. - Jour jaune : de 5 h 45 à 21 h 50 avec un bus toutes les 20 minutes. - Jour violet : de 6 h 00 à 21 h 45 avec un bus toutes les 25 à 30 minutes. - Jour blanc : de 7 h 25 à 21 h 20 avec un bus toutes les 30 à 35 minutes. - Particularités : - La ligne est exploitée avec des bus articulés en jours bleu, vert et jaune, et avec des bus standards en jours violet et blanc. - Tracé : La ligne 23 est une ligne reliant 2 pôles majeurs du réseau (Mendès France – Bellevue et Haluchère – Batignolles) par le centre-ville de Nantes. - Histoire : Jusqu'en 2012 la ligne 23 partageait son tracé entre Mellinet et Chocolaterie avec la ligne 21 (actuellement ligne C1). À partir de la rentrée 2012, la ligne 23 est raccourcie de moitié et a pour terminus Commerce. Puis depuis 2013, elle retourne à Haluchère – Batigolles après le réaménagement du pôle multimodal, en reprenant l'ancien tracé de la ligne 52. Son tracé à l'ouest n'a pas changé. - Date de dernière mise à jour : 11 avril 2020                                                    |                                                    |                                                    |                                                    |                                                                                                 |                                                    |                                                    |                                                             |                                                     |
| 23    | Dernière actualisation : — |                                                    |                                                    |                                                    |                                                                                                 |                                                    |                                                    |                                                             |                                                     |
| 26    | Hôtel de Région ⥋ Jonelière | Hôtel de Région ⥋ Jonelière                        | Hôtel de Région ⥋ Jonelière                        | Hôtel de Région ⥋ Jonelière                        | Hôtel de Région ⥋ Jonelière                                                                     | Hôtel de Région ⥋ Jonelière                        | Hôtel de Région ⥋ Jonelière                        | Hôtel de Région ⥋ Jonelière                                 | Hôtel de Région ⥋ Jonelière                         |
| 26    | Ouverture / Fermeture 26 août 2013 / — | Longueur 13,4 km                                   | Durée 40 min                                       | Nb. d’arrêts 41                                    | Matériel GX 317 GNV Urbanway 12 GNV                                                             | Jours de fonctionnement L, Ma, Me, J, V, S, D      | Jour / Soir / Nuit / Fêtes O / N / N / O           | Voy. / an —                                                 | Exploitant (Dépôt) SEMITAN (Trentemoult)            |
| 26    | Desserte : - Ville(s) desservie(s) : Nantes - Gares et stations desservies : Pompidou, Galarne, Conservatoire 5 , Beaulieu 4 , Mangin 2 3 , République 5 , Commerce 1 2 3 , Félix Faure 3 , Morrhonnière – Petit Port, Bourgeonnière, Recteur Schmitt 2 . - Principaux lieux desservis : Hôtel de région, Parc de Beaulieu et CRAPA, Ursaaf Pays de la Loire, CPAM de Loire-Atlantique, Stade Michel Lecointre Beaulieu, Lycée Nelson-Mandela, Conservatoire de Nantes, Jardin des Cinq Sens, Centre Commercial Beaulieu, Square Marcel Launay, Gymnase Mangin Beaulieu, Place Victor Mangin, Square Vertais, Ancien MIN, Place de la République, Collège Aristide Briand, CHU de Nantes, Square Jean-Baptiste-Daviais, Île Feydeau, Place du Commerce , Cours des 50-Otages, Basilique Saint-Nicolas de Nantes, Place Delorme, Lycée Gabriel-Guist'hau, Salle Francine Vasse, Collège Chavagnes, Église Notre-Dame-de-Toutes-Joies de Nantes, Cimetière Miséricorde, Rond-point de Rennes, Lycée La Perverie, Centre de loisirs du Petit Port (Piscine et patinoire), Camping et mini-golf du Petit Port, Hippodrome du Petit Port, Parc de l'Hippodrome, Gymnase de la Barboire, Institut régional d'administration de Nantes. |                                                    |                                                    |                                                    |                                                                                                 |                                                    |                                                    |                                                             |                                                     |
| 26    | Autre : - Amplitude horaire et fréquence : - Jour bleu : de 6 h 10 à 21 h 05 avec un bus toutes les 15 minutes en heure de pointe et toutes les 20 minutes en heures creuses. - Jour vert : de 6 h 05 à 21 h 05 avec un bus toutes les 20 à 22 minutes. - Jour jaune : de 6 h 10 à 21 h 00 avec un bus toutes les 22 minutes. - Jour violet : de 6 h 05 à 21 h 05 avec un bus toutes les 25 minutes. - Jour blanc : de 9 h 00 à 20 h 55 avec un bus toutes les 35 minutes. - Tracé : Elle dessert le sud de l'Île de Nantes, le centre-ville et remonte vers le campus du Petit-Port en faisant le tour ouest de l'Hippodrome du Petit Port. - Histoire : Elle est apparue en 2013, résultat de la fusion des lignes 51 (Commerce ↔ Jonelière) et 52 (entre Commerce et Hôtel de Région). - Date de dernière mise à jour : 7 juillet 2021 |                                                    |                                                    |                                                    |                                                                                                 |                                                    |                                                    |                                                             |                                                     |
| 26    | Dernière actualisation : — |                                                    |                                                    |                                                    |                                                                                                 |                                                    |                                                    |                                                             |                                                     |
| 27    | Pirmil ⥋ La Herdrie | Pirmil ⥋ La Herdrie                                | Pirmil ⥋ La Herdrie                                | Pirmil ⥋ La Herdrie                                | Pirmil ⥋ La Herdrie                                                                             | Pirmil ⥋ La Herdrie                                | Pirmil ⥋ La Herdrie                                | Pirmil ⥋ La Herdrie                                         | Pirmil ⥋ La Herdrie                                 |
| 27    | Ouverture / Fermeture 26 août 1991 / — | Longueur 10,1 km                                   | Durée 25 min                                       | Nb. d’arrêts 25                                    | Matériel Citaro Facelift Citaro C2                                                              | Jours de fonctionnement L, Ma, Me, J, V, S, D      | Jour / Soir / Nuit / Fêtes O / N / N / O           | Voy. / an Plus de 2 500 voyageurs / jour bleu (2 018/2 019) | Exploitant (Dépôt) Voyages Quérard (Les Sorinières) |
| 27    | Desserte : - Villes desservies : Nantes, Saint-Sébastien-sur-Loire et Basse-Goulaine - Gares et stations desservies : Pirmil 2 3 , Greneraie 4 , Gare de Vertou. - Principaux lieux desservis : Place Pirmil, Jardin Confluent, Hôpital Saint-Jacques, École d'Infirmière, ESCALL, Centre Commercial Saint-Sébastien (Galerie Commerciale, Cinéma et Bowling), Pôle Emploi St-Sébastien, Centre Commercial Pôle Sud (Galerie Commerciale et Cinéma), Lycée de La Herdrie, Gymnase de La Herdrie. |                                                    |                                                    |                                                    |                                                                                                 |                                                    |                                                    |                                                             |                                                     |
| 27    | Autre : - Amplitude horaire et fréquence : - Jour bleu : de 6 h 15 à 22 h 45 avec un bus toutes les 15 minutes en heures de pointe et toutes les 25 minutes en heures creuses. - Jour vert : de 6 h 15 à 22 h 40 avec un bus toutes les 17 minutes en heures de pointe et toutes les 25 minutes en heures creuses. - Jour jaune : de 6 h 25 à 22 h 40 avec un bus toutes les 23 minutes en heures de pointe et toutes les 30 minutes en heures creuses. - Jour violet : de 6 h 30 à 22 h 40 avec un bus toutes les 31 minutes. - Jour blanc : de 9 h 20 à 21 h 10 avec un bus toutes les 60 minutes. - Particularités : - Après 21 h 00, la ligne 27 est limitée à Chalonges (elle ne dessert pas le terminus La Herdrie). Le dernier départ de La Herdrie s'effectue à 21 h 00. - Tracé : Elle relie le Pôle d'échanges Pirmil au Lycée de La Herdrie de Basse-Goulaine, à proximité de la RN 249, en passant par Saint-Sébastien-sur-Loire, la Gare de Vertou et les centres commerciaux de Saint-Sébastien et de Pôle Sud. - Histoire : La ligne 27 (Commerce ↔ Gripots) a été modifiée en 2006 avec la création de la ligne 4, et reprend grossièrement l'itinéraire de l'ancienne ligne 39 (Pirmil ↔ La Herdrie). Depuis le passage de la ligne 29 en Chronobus (ligne C9), la ligne 27 est la seule à aller au Lycée de la Herdrie. - Date de dernière mise à jour : 7 juillet 2021 |                                                    |                                                    |                                                    |                                                                                                 |                                                    |                                                    |                                                             |                                                     |
| 27    | Dernière actualisation : — |                                                    |                                                    |                                                    |                                                                                                 |                                                    |                                                    |                                                             |                                                     |
| 28    | Pirmil ⥋ Vertou | Pirmil ⥋ Vertou                                    | Pirmil ⥋ Vertou                                    | Pirmil ⥋ Vertou                                    | Pirmil ⥋ Vertou                                                                                 | Pirmil ⥋ Vertou                                    | Pirmil ⥋ Vertou                                    | Pirmil ⥋ Vertou                                             | Pirmil ⥋ Vertou                                     |
| 28    | Ouverture / Fermeture 1er septembre 1980 / — | Longueur 11,3 km                                   | Durée 25 min                                       | Nb. d’arrêts 26                                    | Matériel Urbanway 12 Renforts scolaires GX 317 GNV Citaro G GNV                                 | Jours de fonctionnement L, Ma, Me, J, V, S, D      | Jour / Soir / Nuit / Fêtes O / O / O / O           | Voy. / an Environ 2 400 voyageurs / jour bleu (2 018/2 019) | Exploitant (Dépôt) Voyages Lefort (Vertou)          |
| 28    | Desserte : - Villes desservies : Nantes, Saint-Sébastien-sur-Loire et Vertou - Gares et stations desservies : Pirmil 2 3 , Greneraie 4 , Gare de Saint-Sébastien-Frêne-Rond, Porte de Vertou 4 . - Principaux lieux desservis : Place Pirmil, Jardin Confluent, Hôpital Saint-Jacques, École d'Infirmière, ESCALL, Collège René Bernier, Gymnase Raymond Durand, Stade Raymond Durand, Usine de la Biscuiterie nantaise, Cimetière de Vertou-Centre, Bibliothèque Libre Cour, Église Saint-Martin, Mairie de Vertou. |                                                    |                                                    |                                                    |                                                                                                 |                                                    |                                                    |                                                             |                                                     |
| 28    | Autre : - Amplitude horaire et fréquence : - Jour bleu : de 5 h 30 à 1 h 10 (3 h 10 le vendredi) avec un bus toutes les 15 minutes en heures de pointe, toutes les 25 minutes en heures creuses et toutes les 60 minutes après 21 h 00. - Jour vert : de 5 h 30 à 1 h 10 (3 h 10 le vendredi) avec un bus toutes les 20 minutes en heures de pointe, toutes les 25 minutes en heures creuses et toutes les 60 minutes après 21 h 00. - Jour jaune : de 6 h 00 à 1 h 10 (3 h 10 le vendredi et le samedi) avec un bus toutes les 25 à 30 minutes en journée et toutes les 60 minutes après 21 h 00. - Jour violet : de 5 h 55 à 3 h 10 avec un bus toutes les 33 minutes en journée et toutes les 60 minutes après 21 h 00. - Jour blanc : de 8 h 45 à 1 h 10 avec un bus toutes les 60 minutes. - Particularités : - La ligne 28 fait partie des 6 lignes de bus régulières qui assurent un service nocturne à partir de 22 h 30. - Tracé : Elle relie le pôle d'échanges multimodal Pirmil au centre de Vertou, en passant par la Gare de Saint-Sébastien-Frêne-Rond, la porte de Vertou et le Boulevard de l'Europe. - Histoire : Auparavant, la ligne 28 montait jusqu'à Commerce. Puis, en 2006, lors de la mise en service de la ligne 4, son tracé a été modifié, et elle effectue depuis son terminus à Pirmil. - Date de dernière mise à jour : 7 juillet 2021                    |                                                    |                                                    |                                                    |                                                                                                 |                                                    |                                                    |                                                             |                                                     |
| 28    | Dernière actualisation : — |                                                    |                                                    |                                                    |                                                                                                 |                                                    |                                                    |                                                             |                                                     |

### Lignes 30 à 39
| Ligne | Caractéristiques | Caractéristiques                        | Caractéristiques                        | Caractéristiques                        | Caractéristiques                                | Caractéristiques                              | Caractéristiques                         | Caractéristiques                                            | Caractéristiques                                |
| 30    | Trentemoult ⥋ Joliverie / Îles de Loire | Trentemoult ⥋ Joliverie / Îles de Loire | Trentemoult ⥋ Joliverie / Îles de Loire | Trentemoult ⥋ Joliverie / Îles de Loire | Trentemoult ⥋ Joliverie / Îles de Loire         | Trentemoult ⥋ Joliverie / Îles de Loire       | Trentemoult ⥋ Joliverie / Îles de Loire  | Trentemoult ⥋ Joliverie / Îles de Loire                     | Trentemoult ⥋ Joliverie / Îles de Loire         |
| ----- | --- | --------------------------------------- | --------------------------------------- | --------------------------------------- | ----------------------------------------------- | --------------------------------------------- | ---------------------------------------- | ----------------------------------------------------------- | ----------------------------------------------- |
| 30    | Ouverture / Fermeture 6 novembre 2006 / — | Longueur 9,7 / 13,4 km                  | Durée 20-40 min                         | Nb. d’arrêts 37                         | Matériel GX 317 GNV Urbanway 12 GNV             | Jours de fonctionnement L, Ma, Me, J, V, S, D | Jour / Soir / Nuit / Fêtes O / N / N / O | Voy. / an —                                                 | Exploitant (Dépôt) SEMITAN (Trentemoult)        |
| 30    | Desserte : - Ville(s) desservie(s) : Rezé, Nantes et Saint-Sébastien-sur-Loire - Gares et stations desservies : Trentemoult – Roquios N1 , Espace Diderot 3 , Bourdonnières, Joliverie 4 . - Principaux lieux desservis : Quartier de Trentemoult, Calyps'Atlantic, Port de plaisance de Trentemoult, Centre Commercial Atout Sud, Église Saint-Pierre de Rezé, Mairie de Rezé, Square de la Fraternité, Maison Radieuse, Parc et potager de la Maison Radieuse, Médiathèque Diderot, Parc Paul Allain, Lycée Jean Perrin, Lycée Louis-Jacques Goussier, Gymnase Lucien Cavalin, Parc de Praud, Église Saint-Vincent de Paul, Théâtre des Roussipontains, Centre socioculturel Jaunais-Blordière, Lycée Les Bourdonnières, Stade de la Gilarderie, Lycée La Joliverie, Centre Départemental Enfance Familles (CDEF), Mairie de Saint-Sébastien-sur-Loire, Médiathèque de Saint-Sébastien, Église Protestante Baptiste Libre, Chapelle de la Savarière, Lycée Les Savarières, Gymnase des Savarières, Collège Îles de Loire. |                                         |                                         |                                         |                                                 |                                               |                                          |                                                             |                                                 |
| 30    | Autre : - Amplitude horaire et fréquence : - Jour bleu : de 5 h 40 à 20 h 45 avec un bus toutes les 13 minutes en heures de pointe et toutes les 16 minutes en heures creuses. - Jour vert : de 5 h 45 à 20 h 40 avec un bus toutes les 16 minutes. - Jour jaune : de 6 h 0 à 20 h 40 avec un bus toutes les 20 minutes. - Jour violet : de 6 h 0 à 20 h 35 avec un bus toutes les 20 minutes. - Jour blanc : de 8 h 30 à 20 h 20 avec un bus toutes les 60 minutes. - Particularités : - Le terminus Îles de Loire n'est desservi qu'en heures de pointe de jours bleus et verts. Le reste du temps, la ligne est limitée à Joliverie. - Cette ligne fait partie des lignes de rocade terminant par 0 : elle ne passe donc pas par le centre de Nantes. - Tracé : La ligne 30 est une ligne périphérique qui relie le dépôt de Trentemoult de la SEMITAN à l'est de Saint-Sébastien-sur-Loire (arrêt Îles de Loire), en desservant Rezé d'ouest en est et Saint-Sébastien-sur-Loire du sud au nord-est. - Histoire : Avec la création de la ligne 4 en 2006, une réorganisation du sud-Loire a eu lieu. La ligne 30 est donc née, résultat de la fusion de l'ancienne ligne 31 (Trentemoult ↔ Gare SNCF Sud), d'un petit bout du tracé de l'ancienne ligne 38 entre Naudières et Marterie, et de l'ancien tracé de la ligne 26 entre Saint-Jean et Savarières. - Date de dernière mise à jour : 11 avril 2020 |                                         |                                         |                                         |                                                 |                                               |                                          |                                                             |                                                 |
| 30    | Dernière actualisation : — |                                         |                                         |                                         |                                                 |                                               |                                          |                                                             |                                                 |
| 33    | Espace Diderot ⥋ Robinière / L’Aufrère | Espace Diderot ⥋ Robinière / L’Aufrère  | Espace Diderot ⥋ Robinière / L’Aufrère  | Espace Diderot ⥋ Robinière / L’Aufrère  | Espace Diderot ⥋ Robinière / L’Aufrère          | Espace Diderot ⥋ Robinière / L’Aufrère        | Espace Diderot ⥋ Robinière / L’Aufrère   | Espace Diderot ⥋ Robinière / L’Aufrère                      | Espace Diderot ⥋ Robinière / L’Aufrère          |
| 33    | Ouverture / Fermeture 29 août 2005 / — | Longueur 4,7 / 5,7 km                   | Durée 10-15 min                         | Nb. d’arrêts 17                         | Matériel GX 337 Citaro Facelift Lion's City A37 | Jours de fonctionnement L, Ma, Me, J, V, S    | Jour / Soir / Nuit / Fêtes O / N / N / N | Voy. / an —                                                 | Exploitant (Dépôt) Voyages Quérard (Bouguenais) |
| 33    | Desserte : - Ville(s) desservie(s) : Rezé - Gares et stations desservies : Espace Diderot 3 . - Principaux lieux desservis : Médiathèque Diderot, Parc Paul Allain, Parc de la Classerie, Cimetière de la Classerie, Maison Funéraire, Gymnase Arthur-Dugast, Stade de la Robinière, Centre de loisirs de la Robinière. |                                         |                                         |                                         |                                                 |                                               |                                          |                                                             |                                                 |
| 33    | Autre : - Amplitude horaire et fréquence : - Jour bleu : de 6 h 30 à 20 h 10 avec un bus toutes les 20 à 30 minutes en heures de pointe et toutes les 35 minutes en heures creuses. - Jour vert : de 6 h 30 à 20 h 10 avec un bus toutes les 20 à 30 minutes en heures de pointe et toutes les 35 minutes en heures creuses. - Jour jaune : de 6 h 35 à 20 h 10 avec un bus toutes les 40 minutes. - Jour violet : de 6 h 35 à 20 h 10 avec un bus toutes les 40 minutes. - Particularités : - Le terminus L'Aufrère n'est desservi qu'en heures de pointe de jours bleus et verts. Le reste du temps, la ligne est limitée à Robinière. - Tracé : La ligne 33 est une ligne desservant les quartiers sud de Rezé : le Moulin à l'Huile, la Classerie, le Génetais, Ragon et la Robinière. - Histoire : La ligne 33 a remplacé la ligne 37 entre Espace Diderot et Classerie en 2005 (2 arrêts ont été créés pour prolonger cette ligne : Gauguin et Jean Monnet). Puis, avec la création de la ligne 4 en 2006, elle a été prolongée et a repris l'itinéraire de la ligne 38 entre Chapelles et L'Aufrère. - Date de dernière mise à jour : 11 avril 2020 |                                         |                                         |                                         |                                                 |                                               |                                          |                                                             |                                                 |
| 33    | Dernière actualisation : — |                                         |                                         |                                         |                                                 |                                               |                                          |                                                             |                                                 |
| 36    | Croix Jeannette ⥋ Greneraie | Croix Jeannette ⥋ Greneraie             | Croix Jeannette ⥋ Greneraie             | Croix Jeannette ⥋ Greneraie             | Croix Jeannette ⥋ Greneraie                     | Croix Jeannette ⥋ Greneraie                   | Croix Jeannette ⥋ Greneraie              | Croix Jeannette ⥋ Greneraie                                 | Croix Jeannette ⥋ Greneraie                     |
| 36    | Ouverture / Fermeture 6 septembre 1976 / — | Longueur 13,2 km                        | Durée 35 min                            | Nb. d’arrêts 32                         | Matériel GX 317 GNV Urbanway 12 GNV             | Jours de fonctionnement L, Ma, Me, J, V, S, D | Jour / Soir / Nuit / Fêtes O / O / O / O | Voy. / an Environ 3 300 voyageurs / jour bleu (2 018/2 019) | Exploitant (Dépôt) SEMITAN (Trentemoult)        |
| 36    | Desserte : - Ville(s) desservie(s) : Bouguenais, Rezé et Nantes - Gares et stations desservies : Neustrie 3 , Pirmil 2 3 , Greneraie 4 . - Principaux lieux desservis : Stade de la Croix Jeannette, Piscine municipale de Bouguenais, Salle Joël Dubois, Médiathèque Condorcet Bouguenais, Lycée Professionnel Pablo Neruda, Maison de quartier de la Pierre Blanche, Résidence La Croix du Gué, Cimetière de Bouguenais, Cinéma Le Beaulieu, Bois de Beauvoir, Église Saint-Pierre de Bouguenais, Mairie de Bouguenais, Salle de spectacles Piano'cktail, Collège La Neustrie, Salle omnisports de la Baronnais, CFC Jardiniers d'Auteuil, Lycée Professionnel Hôtelier Daniel Brottier, Calyps'Atlantic, Quartier de Trentemoult, Centre Commercial Atout Sud, Transfert (Site des anciens abattoirs de Rezé), Hôpital privé du Confluent, Jardin Confluent, Place Pirmil, Hôpital Saint-Jacques, École d'Infirmière. |                                         |                                         |                                         |                                                 |                                               |                                          |                                                             |                                                 |
| 36    | Autre : - Amplitude horaire et fréquence : - Jour bleu : de 5 h 40 à 1 h 15 (3 h 20 le vendredi) avec un bus toutes les 13 minutes en heures de pointe, toutes les 20 minutes en heures creuses et toutes les 60 minutes après 21 h 00. - Jour vert : de 5 h 40 à 1 h 15 (3 h 20 le vendredi) avec un bus toutes les 15 minutes en heures de pointe, toutes les 25 minutes en heures creuses et toutes les 60 minutes après 21 h 00. - Jour jaune : de 6 h 00 à 1 h 15 (3 h 20 le vendredi et le samedi) avec un bus toutes les 20 minutes en heures de pointe, toutes les 25 minutes en heures creuses et toutes les 60 minutes après 21 h 00. - Jour violet : de 6 h 00 à 3 h 20 avec un bus toutes les 26 minutes en journée et toutes les 60 minutes après 21 h 00. - Jour blanc : de 8 h 40 à 1 h 15 avec un bus toutes les 70 minutes. - Particularités : - Le premier départ en direction de Greneraie se fait depuis Neustrie en jour bleu et vert. - La ligne 36 fait partie des 6 lignes de bus régulières qui assurent un service nocturne à partir de 22 h 30. - Tracé : Elle relie les 2 pôles importants du sud de Nantes (Greneraie et Pirmil) au quartier résidentiel de la Croix Jeannette à Bouguenais en desservant les Nouvelles Cliniques Nantaises, la ZAC des Isles, Trentemoult, le quartier du Châtelier, le pôle de Neustrie, le Piano'cktail, et le centre de Bouguenais. - Histoire : Jusqu'en 2006, la ligne 36 allait jusqu'à Chalonges. Puis, avec la création de la ligne 4, elle a été limitée à Greneraie, son terminus actuel. À la rentrée 2020 (qui a lieu exceptionnellement le 2 novembre 2020 à cause de la crise sanitaire), la ligne retrouve son tracé normal via les arrêts Tabarly, Haute Île, Platière, Basse Île et Sorin après 22 h 30 (ces arrêts n'étaient auparavant pas desservis en service nocturne, les bus effectuaient donc un trajet direct entre Pirmil et Seil),. - Date de dernière mise à jour : 12 avril 2020 |                                         |                                         |                                         |                                                 |                                               |                                          |                                                             |                                                 |
| 36    | Dernière actualisation : — |                                         |                                         |                                         |                                                 |                                               |                                          |                                                             |                                                 |
| 38    | Aéroport ⥋ Greneraie | Aéroport ⥋ Greneraie                    | Aéroport ⥋ Greneraie                    | Aéroport ⥋ Greneraie                    | Aéroport ⥋ Greneraie                            | Aéroport ⥋ Greneraie                          | Aéroport ⥋ Greneraie                     | Aéroport ⥋ Greneraie                                        | Aéroport ⥋ Greneraie                            |
| 38    | Ouverture / Fermeture 30 août 2021 / — | Longueur 9,6 km                         | Durée 20 min                            | Nb. d’arrêts 22                         | Matériel GX 317 GNV Urbanway 12 GNV             | Jours de fonctionnement L, Ma, Me, J, V, S, D | Jour / Soir / Nuit / Fêtes O / N / N / N | Voy. / an —                                                 | Exploitant (Dépôt) SEMITAN (Trentemoult)        |
| 38    | Desserte : - Ville(s) desservie(s) : Bouguenais, Saint-Aignan-de-Grand-Lieu, Rezé et Nantes - Gares et stations desservies : Balinière, 8 Mai, Pont Rousseau – Martyrs 3 , Gare de Rezé-Pont-Rousseau 2 , Pirmil 2 3 , Greneraie 4 . - Principaux lieux desservis : Aéroport de Nantes-Atlantique, Pôle d'activités de l'Aéroport, Technocampus Ocean, Usine Airbus, IRT Jules Verne, Gymnase Lucien Cavalin, Centre musical de la Balinière, Centre d'Information et d'Orientation, Salle La Soufflerie, Sous-direction de l'accès à la nationalité française, Parc de la Carterie, Office français de l'immigration et de l'intégration, Sous-direction des Naturalisations, Église Notre Dame du Rosaire, Prairie de sèvres, Hôpital privé du Confluent, Place Pirmil, Jardin Confluent, Hôpital Saint-Jacques, École d'Infirmière. |                                         |                                         |                                         |                                                 |                                               |                                          |                                                             |                                                 |
| 38    | Autre : - Amplitude horaire et fréquence : - Jour bleu : de 5 h 40 à 23 h 35 avec un bus toutes les 14 minutes en heures de pointe et toutes les 25 minutes en heures creuses. - Jour vert : de 6 h 10 à 23 h 30 avec un bus toutes les 18 minutes en heures de pointe et toutes les 30 minutes en heures creuses. - Jour jaune : de 6 h 10 à 23 h 30 avec un bus toutes les 30 minutes. - Jour violet : de 6 h 10 à 23 h 30 avec un bus toutes les 30 minutes. - Jour blanc : de 6 h 30 à 23 h 30 avec un bus toutes les 60 minutes. - Tracé : La ligne 38 relie les pôles d'échanges Greneraie et Pirmil à l'Aéroport Nantes Atlantique et son parc d'activités. - Histoire : La ligne a été créée à la rentrée 2021 en reprenant le tronçon de la ligne 98 entre Greneraie et l'aéroport et la partie desservie uniquement en heure de pointe de l'ancienne ligne 48. - Date de dernière mise à jour : 31 août 2022 |                                         |                                         |                                         |                                                 |                                               |                                          |                                                             |                                                 |
| 38    | Dernière actualisation : — |                                         |                                         |                                         |                                                 |                                               |                                          |                                                             |                                                 |

### Lignes 40 à 49
| Ligne | Caractéristiques | Caractéristiques                    | Caractéristiques                    | Caractéristiques                    | Caractéristiques                                                  | Caractéristiques                              | Caractéristiques                         | Caractéristiques                    | Caractéristiques                                    |
| 40    | Mendès France – Bellevue ⥋ Neustrie | Mendès France – Bellevue ⥋ Neustrie | Mendès France – Bellevue ⥋ Neustrie | Mendès France – Bellevue ⥋ Neustrie | Mendès France – Bellevue ⥋ Neustrie                               | Mendès France – Bellevue ⥋ Neustrie           | Mendès France – Bellevue ⥋ Neustrie      | Mendès France – Bellevue ⥋ Neustrie | Mendès France – Bellevue ⥋ Neustrie                 |
| ----- | --- | ----------------------------------- | ----------------------------------- | ----------------------------------- | ----------------------------------------------------------------- | --------------------------------------------- | ---------------------------------------- | ----------------------------------- | --------------------------------------------------- |
| 40    | Ouverture / Fermeture 24 août 2015 / — | Longueur 7,1 km                     | Durée 10 min                        | Nb. d’arrêts 5                      | Matériel GX 337 Citaro Facelift S 415 LE Business Lion's City A37 | Jours de fonctionnement L, Ma, Me, J, V, S    | Jour / Soir / Nuit / Fêtes O / N / N / N | Voy. / an —                         | Exploitant (Dépôt) Voyages Quérard (Bouguenais)     |
| 40    | Desserte : - Ville(s) desservie(s) : Saint-Herblain, Nantes et Bouguenais - Gares et stations desservies : Mendès France – Bellevue 1 , Neustrie 3 . - Principaux lieux desservis : Parc du Clos Fleuri, Théâtre de verdure, Plaine de jeux de la Bernardière, Parc d'activités de la Janvraie, Pont de Cheviré, Salle omnisports de la Baronnais, Collège La Neustrie. |                                     |                                     |                                     |                                                                   |                                               |                                          |                                     |                                                     |
| 40    | Autre : - Amplitude horaire et fréquence : - Jour bleu : de 6 h 25 à 19 h 10 avec un bus toutes les 40 minutes en heure de pointe et toutes les 60 minutes en heures creuses. - Jour vert : de 6 h 25 à 19 h 10 avec un bus toutes les 40 minutes en heure de pointe et toutes les 60 minutes en heures creuses. - Jour jaune : de 7 h 20 à 19 h 30 avec un bus toutes les 60 minutes. - Jour violet : de 7 h 20 à 19 h 30 avec un bus toutes les 60 minutes. - Particularités : - La ligne 40 est la seule ligne de bus à relier le nord-Loire et le sud-Loire, via le Pont de Cheviré - Cette ligne fait partie des lignes de rocade terminant par 0 : elle ne passe donc pas par le centre de Nantes. - Tracé : Elle relie les pôles d'échanges de Mendès France – Bellevue et Neustrie, en passant par le Pont de Cheviré. - Histoire : Elle a remplacé la ligne 74, datant du 26 août 1991. - Date de dernière mise à jour : 7 juillet 2021 |                                     |                                     |                                     |                                                                   |                                               |                                          |                                     |                                                     |
| 40    | Dernière actualisation : — |                                     |                                     |                                     |                                                                   |                                               |                                          |                                     |                                                     |
| 42    | Pirmil ⥋ Vertou | Pirmil ⥋ Vertou                     | Pirmil ⥋ Vertou                     | Pirmil ⥋ Vertou                     | Pirmil ⥋ Vertou                                                   | Pirmil ⥋ Vertou                               | Pirmil ⥋ Vertou                          | Pirmil ⥋ Vertou                     | Pirmil ⥋ Vertou                                     |
| 42    | Ouverture / Fermeture 5 septembre 1977 / — | Longueur 9,4 km                     | Durée 25-30 min                     | Nb. d’arrêts 27                     | Matériel Citaro Facelift Lion's City A21 GNV                      | Jours de fonctionnement L, Ma, Me, J, V, S, D | Jour / Soir / Nuit / Fêtes O / N / N / O | Voy. / an —                         | Exploitant (Dépôt) Voyages Quérard (Les Sorinières) |
| 42    | Desserte : - Ville(s) desservie(s) : Nantes, Saint-Sébastien-sur-Loire et Vertou - Gares et stations desservies : Pirmil 2 3 , Bourdonnières, Joliverie, Chapeau Verni 4 , Gare de Vertou. - Principaux lieux desservis : Place Pirmil, Jardin Confluent, Hôpital Saint-Jacques, Collège Privé Saint-Jacques-de-Compostelle, Revue Bonne Garde, Ireps Pays de Loire, Parc Potager de la Crapaudine, Gymnase Gobelets Ripossière, Lycée Les Bourdonnières, Stade de la Gilarderie, Lycée La Joliverie, Centre commercial Saint-Sébastien (Galerie Commerciale, Cinéma et Bowling), Pôle Emploi Saint-Sébastien, Théâtre en Liberté, Collège Lucie Aubrac, Cimetière paysager, Salle des Échalonnière, Complexe Sportif des Échalonnières, Stade des Échalonnières, Cimetière de Vertou-Centre, Bibliothèque Libre Cour, Église Saint-Martin, Mairie de Vertou. |                                     |                                     |                                     |                                                                   |                                               |                                          |                                     |                                                     |
| 42    | Autre : - Amplitude horaire et fréquence : - Jour bleu : de 5 h 40 à 21 h 25 avec un bus toutes les 16 minutes en heures de pointe et toutes les 18 minutes en heures creuses. - Jour vert : de 5 h 40 à 21 h 20 avec un bus toutes les 20 minutes en heures de pointe et toutes les 22 minutes en heures creuses. - Jour jaune : de 5 h 45 à 21 h 25 avec un bus toutes les 21 minutes en heures de pointe et toutes les 31 minutes en heures creuses. - Jour violet : de 5 h 45 à 21 h 10 avec un bus toutes les 30 minutes. - Jour blanc : de 8 h 20 à 21 h 10 avec un bus toutes les 60 minutes. - Tracé : La ligne 42 relie le pôle multimodal Pirmil au centre de Vertou. Elle dessert les quartiers des bords de Sèvre, la Route de Clisson, la Gare de Vertou Nord, le quartier résidentiel nord de Vertou et le hameau du Bignonnet. - Histoire : Entre le 10 janvier 2005 et le 3 novembre 2006, une ligne secondaire, la 42 P+R, reliait Pirmil au parc relais des Bourdonnières. Jusqu'en 2006, la ligne circulait entre Commerce et Poste de Beautour. Puis, avec la création de la ligne 4, elle a été prolongée à Vertou via l'ancien itinéraire de la 43. Elle a ensuite été limitée à Pirmil en 2013. - Date de dernière mise à jour : 7 juillet 2021 |                                     |                                     |                                     |                                                                   |                                               |                                          |                                     |                                                     |
| 42    | Dernière actualisation : — |                                     |                                     |                                     |                                                                   |                                               |                                          |                                     |                                                     |
| 47    | Vertou ⥋ Pégers / Grande Noëlle | Vertou ⥋ Pégers / Grande Noëlle     | Vertou ⥋ Pégers / Grande Noëlle     | Vertou ⥋ Pégers / Grande Noëlle     | Vertou ⥋ Pégers / Grande Noëlle                                   | Vertou ⥋ Pégers / Grande Noëlle               | Vertou ⥋ Pégers / Grande Noëlle          | Vertou ⥋ Pégers / Grande Noëlle     | Vertou ⥋ Pégers / Grande Noëlle                     |
| 47    | Ouverture / Fermeture 23 août 2004 / — | Longueur 7 / 11,3 km                | Durée 15-25 min                     | Nb. d’arrêts 33                     | Matériel Citelis 12 Urbanway 12                                   | Jours de fonctionnement L, Ma, Me, J, V       | Jour / Soir / Nuit / Fêtes O / N / N / N | Voy. / an —                         | Exploitant (Dépôt) Voyages Lefort (Vertou)          |
| 47    | Desserte : - Ville(s) desservie(s) : Vertou - Principaux lieux desservis : Cimetière de Vertou-Centre, Bibliothèque Libre Cour, Église Saint-Martin, Mairie de Vertou, Ciné Vaillant, Collège Saint-Blaise, Piscine municipale de Vertou, Gymnase Jean-Pierre Morel, Salle Sèvre et Maine, Stade Vertou, Centre Médico Social, Hippodrome de Vertou, Pont du Portillon, Salle des Reigniers. |                                     |                                     |                                     |                                                                   |                                               |                                          |                                     |                                                     |
| 47    | Autre : - Amplitude horaire et fréquence : - Jour bleu : de 6 h 40 à 18 h 30, avec : - 5 départs depuis Vertou vers Pégers et 3 vers Grande Noëlle (le mercredi, trois départs supplémentaires : 2 vers Pégers et un vers Grande Noëlle) ; - 5 départs depuis Pégers vers Vertou et 3 depuis Grande Noëlle. - Jour vert : de 6 h 40 à 18 h 30, avec : - 5 départs depuis Vertou vers Pégers et 3 vers Grande Noëlle (le mercredi, trois départs supplémentaires : 2 vers Pégers et un vers Grande Noëlle) ; - 5 départs depuis Pégers vers Vertou et 3 depuis Grande Noëlle. - Tracé : La ligne 47 relie le centre de Vertou aux villages sud, via 2 branches : une vers Grande Noëlle (limitée à Landas jusqu'en 2009), et une autre vers Pégers. - Histoire : La ligne a été créée en 2004 pour desservir les villages sud de Vertou en heure de pointe, à la place du TAD Vertou (qui lui circule en heures creuses). - Date de dernière mise à jour : 7 juillet 2020 |                                     |                                     |                                     |                                                                   |                                               |                                          |                                     |                                                     |
| 47    | Dernière actualisation : — |                                     |                                     |                                     |                                                                   |                                               |                                          |                                     |                                                     |

### Lignes 50 à 59
| Ligne | Caractéristiques | Caractéristiques                           | Caractéristiques                           | Caractéristiques                           | Caractéristiques                                                          | Caractéristiques                              | Caractéristiques                           | Caractéristiques                             | Caractéristiques                            |
| 50    | Basse-Indre ⥋ Porte de La Chapelle | Basse-Indre ⥋ Porte de La Chapelle         | Basse-Indre ⥋ Porte de La Chapelle         | Basse-Indre ⥋ Porte de La Chapelle         | Basse-Indre ⥋ Porte de La Chapelle                                        | Basse-Indre ⥋ Porte de La Chapelle            | Basse-Indre ⥋ Porte de La Chapelle         | Basse-Indre ⥋ Porte de La Chapelle           | Basse-Indre ⥋ Porte de La Chapelle          |
| ----- | --- | ------------------------------------------ | ------------------------------------------ | ------------------------------------------ | ------------------------------------------------------------------------- | --------------------------------------------- | ------------------------------------------ | -------------------------------------------- | ------------------------------------------- |
| 50    | Ouverture / Fermeture 24 août 2015 / — | Longueur 16,7 km                           | Durée 45-50 min                            | Nb. d’arrêts 46                            | Matériel GX 317 GNV GX 327 GNV Urbanway 12 GNV GX 427 GNV Urbanway 18 GNV | Jours de fonctionnement L, Ma, Me, J, V, S, D | Jour / Soir / Nuit / Fêtes O / O / N / O   | Voy. / an 6 311 voyages / jour bleu en 2 020 | Exploitant (Dépôt) SEMITAN (Saint-Herblain) |
| 50    | Desserte : - Ville(s) desservie(s) : Nantes, Orvault, Saint-Herblain et Indre - Gares et stations desservies : Bac d'Indre, Gare de La Basse-Indre - Saint-Herblain, François Mitterrand 1 , Marcel Paul, Sillon de Bretagne, Orvault – Morlière 3 , Orvault – Grand Val, Le Cardo, René Cassin 2 . - Principaux lieux desservis : Cercle Nautique d'Indre, Golf Miniature d'Indre, Bibliothèque municipale, Église de Saint-Hermeland, Stade d'Indre, Mairie d'Indre, École Municipale de Musique, Ludothèque Haute-Chaussée, Collège Anne de Bretagne, Ensembles Sportifs de la Bourgonnière, Parc de la Bourgonnière, Piscine de la Bourgonnière, Maison de retraite "La Bourgonnière", Centre des Finances Publiques, Mairie de Saint-Herblain, Centre Socio-Culturel du Bourg, Cinéma Lutetia, Stade des Calvaires, Salle des Sports Changetterie, Salle de La Solvadiere, ADONIS Nantes, Nantes Métropole Pôle Loire-Chézine, Centre Commercial Atlantis le Centre, Zone d'activités d'Armor, Complexe sportif de l'Angevinière, Salles de l'Angevinière, Collège Gutenberg, Médiathèque Gao Xingjian, Tour du Sillon de Bretagne, Centre Commercial Sillon de Bretagne, Collège et Lycée Saint-Dominique, Pôle Commercial Route de Vannes, Lycée Nicolas Appert, Centre Commercial Orvault – Grand Val, Salle festive Nantes Nord, Gymnase du Bout des Landes, Mosquée Rahma, Centre de détention de Nantes, Parc de l'Amande, Pôle emploi - Nantes Nord, Gymnase La géraudiere, Établissement Régional d'Enseignement Adapté, École Supérieure des Professions Immobilières de Nantes, Office Français de la Biodiversité, CGI Nantes la Rivière. |                                            |                                            |                                            |                                                                           |                                               |                                            |                                              |                                             |
| 50    | Autre : - Amplitude horaire et fréquence : - Jour bleu : de 6 h 15 à 22 h 25 avec un bus toutes les 10 à 11 minutes en heures de pointe et toutes les 18 minutes en heures creuses. - Jour vert : de 6 h 15 à 22 h 20 avec un bus toutes les 16 minutes en heures de pointe et toutes les 20 minutes en heures creuses. - Jour jaune : de 6 h 35 à 22 h 15 avec un bus toutes les 20 minutes en heures de pointe et toutes les 25 minutes en heures creuses. - Jour violet : de 6 h 30 à 22 h 15 avec un bus toutes les 25 minutes. - Jour blanc : de 8 h 50 à 19 h 40 avec un bus toutes les 60 minutes. - Particularités : - En jour blanc, la ligne ne circule qu'entre les arrêts Orvault – Morlière et Maire d'Indre. - Cette ligne fait partie des lignes de rocade terminant par 0 : elle ne passe donc pas par le centre de Nantes. - Tracé : La ligne 50 est une ligne périphérique qui relie la commune d'Indre à la porte de La Chapelle, en desservant les trois terminus des lignes de tramway 1, 2 et 3, la zone commerciale d'Atlantis, la zone d'activités d'Armor, le dépôt de Saint-Herblain de la SEMITAN, la zone commercial du Sillon de Bretagne et la zone commercial d'Orvault – Grand Val. - Histoire : Elle a remplacé la ligne 73, datant du 4 septembre 1978. Le terminus nord Rivière a été renommé Porte de la Chapelle en 2017. - Date de dernière mise à jour : 7 juillet 2021 |                                            |                                            |                                            |                                                                           |                                               |                                            |                                              |                                             |
| 50    | Dernière actualisation : — |                                            |                                            |                                            |                                                                           |                                               |                                            |                                              |                                             |
| 59    | Mendès France – Bellevue ⥋ Bout des Landes | Mendès France – Bellevue ⥋ Bout des Landes | Mendès France – Bellevue ⥋ Bout des Landes | Mendès France – Bellevue ⥋ Bout des Landes | Mendès France – Bellevue ⥋ Bout des Landes                                | Mendès France – Bellevue ⥋ Bout des Landes    | Mendès France – Bellevue ⥋ Bout des Landes | Mendès France – Bellevue ⥋ Bout des Landes   | Mendès France – Bellevue ⥋ Bout des Landes  |
| 59    | Ouverture / Fermeture 28 août 2000 / — | Longueur 14,2 km                           | Durée 35-40 min                            | Nb. d’arrêts 45                            | Matériel Citaro Facelift Lion's City A37 Citywide LF GNV                  | Jours de fonctionnement L, Ma, Me, J, V, S, D | Jour / Soir / Nuit / Fêtes O / N / N / O   | Voy. / an —                                  | Exploitant (Dépôt) STAO PL 44 (Nantes)      |
| 59    | Desserte : - Ville(s) desservie(s) : Nantes, Saint-Herblain et Orvault. - Gares et stations desservies : Mendès France – Bellevue, Néruda 1 , Beauséjour 3 , Le Cardo 2 - Principaux lieux desservis : Parc du Clos Fleuri, Collège Ernest Renan, Square de la Rabotière, Piscine Ernest Renan, Institut de la Main, Cimetière du Tillay, Polyclinique de l'Atlantique, Église Saint-Thomas, Parc de la Bégraisière, Médiathèque Charles-Gautier-Hermeland, Parc de la Chézine, Collège Le Hérault, MJC la Bouvardière, Complexe sportif du Hérault, EHPAD Beauséjour, Cimetière du Pont du Cens, Parc de La Gaudinière, Château de La Gaudinière, Église Notre-Dame de Lourdes, Espace Loisirs Inter-Âges, Salle Elia, Salle festive Nantes Nord, Crématorium de Nantes, Cimetière Parc Paysager, Golf Bluegreen Nantes-Erdre. |                                            |                                            |                                            |                                                                           |                                               |                                            |                                              |                                             |
| 59    | Autre : - Amplitude horaire et fréquence : - Jour bleu : de 6 h 25 à 21 h 5 avec un bus toutes les 19 à 22 minutes. - Jour vert : de 6 h 30 à 21 h 10 avec un bus toutes les 16 à 25 minutes. - Jour jaune : de 6 h 45 à 21 h 10 avec un bus toutes les 21 minutes en heures de pointes et toutes les 30 minutes en heures creuses. - Jour violet : de 6 h 50 à 21 h 15 avec un bus toutes les 30 minutes. - Jour blanc : de 9 h 0 à 20 h 5 avec un bus toutes les 40 minutes. - Tracé : Elle relie le pôle d'échanges Mendès France – Bellevue et le quartier du Bout des Landes au nord de Nantes via l'ouest de Nantes (Le Preux, Hermeland, le Breil, Beauséjour, Bout des Pavés, Le Cardo) - Histoire : À son ouverture, la ligne 59 circulait entre Mendès France – Bellevue et Beauséjour. Ensuite, en 2010, elle a été prolongée jusqu'au Cardo, puis jusqu'à Bout des Landes en 2012, après la création de la ligne C2 qui a remplacé la ligne 32. - Date de dernière mise à jour : 7 juillet 2021 |                                            |                                            |                                            |                                                                           |                                               |                                            |                                              |                                             |
| 59    | Dernière actualisation : — |                                            |                                            |                                            |                                                                           |                                               |                                            |                                              |                                             |

### Lignes 60 à 69
| Ligne | Caractéristiques | Caractéristiques                         | Caractéristiques                         | Caractéristiques                         | Caractéristiques                                                          | Caractéristiques                              | Caractéristiques                         | Caractéristiques                         | Caractéristiques                                               |
| 60    | Vertou ⥋ Quintaine | Vertou ⥋ Quintaine                       | Vertou ⥋ Quintaine                       | Vertou ⥋ Quintaine                       | Vertou ⥋ Quintaine                                                        | Vertou ⥋ Quintaine                            | Vertou ⥋ Quintaine                       | Vertou ⥋ Quintaine                       | Vertou ⥋ Quintaine                                             |
| ----- | --- | ---------------------------------------- | ---------------------------------------- | ---------------------------------------- | ------------------------------------------------------------------------- | --------------------------------------------- | ---------------------------------------- | ---------------------------------------- | -------------------------------------------------------------- |
| 60    | Ouverture / Fermeture 27 août 2018 / — | Longueur 6,9 km                          | Durée 15-20 min                          | Nb. d’arrêts 18                          | Matériel Urbanway 12                                                      | Jours de fonctionnement L, Ma, Me, J, V, S    | Jour / Soir / Nuit / Fêtes O / N / N / N | Voy. / an —                              | Exploitant (Dépôt) Voyages Lefort (Vertou)                     |
| 60    | Desserte : - Ville(s) desservie(s) : Vertou et Basse-Goulaine - Gares et stations desservies : Gare de Vertou. - Principaux lieux desservis : Mairie de Vertou, Cimetière de Vertou-Centre, Tennis de la Vertonne, Centre Commercial Pôle Sud (Galerie Commerciale et Cinéma), Cimetière des Landes de la Plée, Terrain des Rouleaux, Parc de la Champagnère, Centre La Grillonnais, Mairie de Basse-Goulaine, APF, Église St-Brice de Basse-Goulaine, Médiathèque René Guy Cadou, Salle Henri Michel, Gymnase Henri Michel, Cimetière du Bourg de Basse-Goulaine, Collège de Goulaine, Gymnase de Goulaine, École de Musique de Basse Goulaine, Salle Paul Bouin. |                                          |                                          |                                          |                                                                           |                                               |                                          |                                          |                                                                |
| 60    | Autre : - Amplitude horaire et fréquence : - Jour bleu : de 6 h 10 à 21 h 0 avec un bus toutes les 20 minutes en heures de pointe et toutes les 30 minutes en heures creuses. - Jour vert : de 6 h 15 à 21 h 0 avec un bus toutes les 22 minutes en heures de pointe et toutes les 30 minutes en heures creuses. - Jour jaune : de 6 h 15 à 21 h 5 avec un bus toutes les 30 minutes. - Jour violet : de 6 h 15 à 21 h 5 avec un bus toutes les 30 minutes. - Particularités : - Cette ligne fait partie des lignes de rocade terminant par 0 : elle ne passe donc pas par le centre de Nantes. - Tracé : La ligne 60 est une ligne périphérique de l'est de Nantes reliant les communes de Basse-Goulaine et de Vertou, via la RD 319 et la Gare de Vertou. - Histoire : Avec la création de la ligne C9 en 2018, la branche de la ligne 29 entre Basse-Goulaine et La Herdrie est supprimée et remplacée en partie par la ligne 60. De plus elle reprend l'ancien tracé de la ligne 42 entre Parc Bel Air et Chapeau Berger. Cette dernière passe par Bignonnet à présent. - Date de dernière mise à jour : 7 juillet 2021                                                                                   |                                          |                                          |                                          |                                                                           |                                               |                                          |                                          |                                                                |
| 60    | Dernière actualisation : — |                                          |                                          |                                          |                                                                           |                                               |                                          |                                          |                                                                |
| 66    | École Centrale – Audencia ⥋ Babinière | École Centrale – Audencia ⥋ Babinière    | École Centrale – Audencia ⥋ Babinière    | École Centrale – Audencia ⥋ Babinière    | École Centrale – Audencia ⥋ Babinière                                     | École Centrale – Audencia ⥋ Babinière         | École Centrale – Audencia ⥋ Babinière    | École Centrale – Audencia ⥋ Babinière    | École Centrale – Audencia ⥋ Babinière                          |
| 66    | Ouverture / Fermeture 25 août 2014 / — | Longueur 3,3 km                          | Durée <7 min                             | Nb. d’arrêts 7                           | Matériel Crossway LE City                                                 | Jours de fonctionnement L, Ma, Me, J, V       | Jour / Soir / Nuit / Fêtes O / N / N / N | Voy. / an —                              | Exploitant (Dépôt) Transports Brodu (Grandchamp-des-Fontaines) |
| 66    | Desserte : - Ville(s) desservie(s) : Nantes et La Chapelle-sur-Erdre - Gares et stations desservies : École Centrale – Audencia, Recteur Schmitt 2 , Gare de Babinière 1 . - Principaux lieux desservis : Audencia, Ifremer, École Centrale de Nantes, Lycée Professionnel François Arago, Institut régional d'administration de Nantes, Gymnase de la Barboire, CGI Nantes la Rivière, Office Français de la Biodiversité, École Supérieure des Professions Immobilières de Nantes, Établissement Régional d'Enseignement Adapté. |                                          |                                          |                                          |                                                                           |                                               |                                          |                                          |                                                                |
| 66    | Autre : - Amplitude horaire et fréquence : - Du lundi au vendredi (hors jours fériés) : de 5 h 0 à 22 h 30 avec un bus toutes les 9 minutes en heures de pointe et toutes les 15 minutes en heures creuses. - Particularités : - Les horaires de la ligne 66 sont synchronisés avec ceux des tram-trains en gare de Babinière et de la ligne 1 de tramway. - Cette ligne fait partie des lignes navettes. - Tracé : La ligne 66 relie la ligne 1 de la gare de Babinière à la station de la ligne 2 École Centrale – Audencia pour desservir le campus du Petit-Port via le Boulevard Martin-Luther-King. - Histoire : La ligne 66 (d'abord nommée Navette Babinière) a été créée le 25 août 2014 pour desservir la nouvelle Gare de Babinière sur la ligne de Tram-train Nantes-Châteaubriant. Le 23 mai 2025, la ligne 66 est renforcée pour améliorer la connexion des lignes 1 et 2. - Date de dernière mise à jour : 18 août 2025 |                                          |                                          |                                          |                                                                           |                                               |                                          |                                          |                                                                |
| 66    | Dernière actualisation : — |                                          |                                          |                                          |                                                                           |                                               |                                          |                                          |                                                                |
| 67    | Centre de Thouaré-sur-Loire ⥋ Le Cellier | Centre de Thouaré-sur-Loire ⥋ Le Cellier | Centre de Thouaré-sur-Loire ⥋ Le Cellier | Centre de Thouaré-sur-Loire ⥋ Le Cellier | Centre de Thouaré-sur-Loire ⥋ Le Cellier                                  | Centre de Thouaré-sur-Loire ⥋ Le Cellier      | Centre de Thouaré-sur-Loire ⥋ Le Cellier | Centre de Thouaré-sur-Loire ⥋ Le Cellier | Centre de Thouaré-sur-Loire ⥋ Le Cellier                       |
| 67    | Ouverture / Fermeture 26 août 2013 / — | Longueur 12,2 km                         | Durée 26 min                             | Nb. d’arrêts 16                          | Matériel Citibus Citelis 12 S 315 NF                                      | Jours de fonctionnement L, Ma, Me, J, V, S    | Jour / Soir / Nuit / Fêtes O / N / N / N | Voy. / an —                              | Exploitant (Dépôt) Keolis Atlantique (Nantes)                  |
| 67    | Desserte : - Villes desservies : Thouaré-sur-Loire, Mauves-sur-Loire et Le Cellier - Gares et stations desservies : Gare de Thouaré, Gare de Mauves-sur-Loire, Gare du Cellier. - Principaux lieux desservis : Église de Thouaré-sur-Loire, Mairie de Thouaré, Espace La Morvandière, Centre Équestre de Thouaré, Complexe sportif du Pré aux Oies, Fontaine Saint-Denis, Église de Mauves-sur-Loire, Mairie de Mauves-sur-Loire, Château de Bel Air, Villa de Beaulieu, Chemin de la Mare aux bouillons, Église Saint-Martin, Salle Louis de Funès, Cimetière du Cellier, Tombe de Louis de Funès, Salle William Turner, Mairie du Cellier, Médiathèque Claire Brétécher, Salle des Sports. |                                          |                                          |                                          |                                                                           |                                               |                                          |                                          |                                                                |
| 67    | Autre : - Amplitude horaire et fréquence : - Du lundi au vendredi (hors jours fériés) : de 6 h 35 à 21 h 0 avec un bus toutes les 30 minutes en heures de pointe et toutes les 60 minutes en heures creuses. - Samedis (hors jours fériés) : de 7 h 25 à 19 h 25 avec 4 départs par sens. - Particularités : - Un accord entre Nantes Métropole et le conseil départemental de la Loire-Atlantique permet aux usagers du réseau TAN d'utiliser cette ligne entre les arrêts Centre de Thouaré-sur-Loire et Droitière (à la limite est de Mauves-sur-Loire), puisque la commune du Cellier ne fait pas partie de Nantes Métropole. Au delà de cet arrêt, la ligne doit être empruntée avec un titre Aléop. - Cette ligne fait partie des lignes navettes. - Tracé : La ligne 67 relie Thouaré-sur-Loire et Le Cellier via la RD 68. - Histoire : La ligne 67 constitue l'ancienne ligne 49 des autocars départementaux du réseau Lila dont Keolis Atlantique (sous-traitant de la SEMITAN) était déjà l'exploitant. - Date de dernière mise à jour : 7 juillet 2020 |                                          |                                          |                                          |                                                                           |                                               |                                          |                                          |                                                                |
| 67    | Dernière actualisation : — |                                          |                                          |                                          |                                                                           |                                               |                                          |                                          |                                                                |
| 69    | Sautron ⥋ Orvault – Morlière | Sautron ⥋ Orvault – Morlière             | Sautron ⥋ Orvault – Morlière             | Sautron ⥋ Orvault – Morlière             | Sautron ⥋ Orvault – Morlière                                              | Sautron ⥋ Orvault – Morlière                  | Sautron ⥋ Orvault – Morlière             | Sautron ⥋ Orvault – Morlière             | Sautron ⥋ Orvault – Morlière                                   |
| 69    | Ouverture / Fermeture 24 août 2015 / — | Longueur 6,9 km                          | Durée 15-20 min                          | Nb. d’arrêts 15                          | Matériel GX 317 GNV GX 327 GNV Urbanway 12 GNV GX 427 GNV Urbanway 18 GNV | Jours de fonctionnement L, Ma, Me, J, V, S, D | Jour / Soir / Nuit / Fêtes O / O / N / O | Voy. / an —                              | Exploitant (Dépôt) SEMITAN (Saint-Herblain)                    |
| 69    | Desserte : - Ville(s) desservie(s) : Orvault et Sautron - Gares et stations desservies : Orvault – Morlière 3 . - Principaux lieux desservis : Cimetière de Sautron, Complexe Sportif de Sautron, Espace Phelippes-Beaulieux, École de Musique de Sautron, Bibliothèque municipale de Sautron, Église Saint-Jacques et Saint-Philippe, Mairie de Sautron, Espace de la Vallée, Lycée Jules Rieffel, Pôle Commercial Route de Vannes, Lycée Nicolas Appert, Centre Commercial Sillon de Bretagne. |                                          |                                          |                                          |                                                                           |                                               |                                          |                                          |                                                                |
| 69    | Autre : - Amplitude horaire et fréquence : - Jour bleu : de 6 h 45 à 22 h 15 avec un bus toutes les 10 à 12 minutes en heures de pointe et toutes les 20 minutes en heures creuses. - Jour vert : de 6 h 40 à 22 h 20 avec un bus toutes les 16 minutes en heures de pointe et toutes les 21 à 23 minutes en heures creuses. - Jour jaune : de 6 h 40 à 22 h 20 avec un bus toutes les 22 minutes. - Jour violet : de 6 h 40 à 22 h 20 avec un bus toutes les 22 minutes. - Jour blanc : de 9 h 0 à 21 h 5 avec un bus toutes les 45 minutes. - Particularités : - En jour bleu et vert, l'arrêt Lycée Rieffel en direction de Sautron n'est desservi qu'aux heures d'entrées et de sorties du lycée. - En jour jaune, violet et blanc, l'arrêt Lycée Rieffel n'est desservi qu'en direction de Orvault – Morlière. - Tracé : La ligne 69 relie la commune de Sautron à la ligne 3 par la Route de Vannes et le Lycée Rieffel. - Histoire : Elle a remplacé la ligne 90, datant du 17 avril 1979. À la rentrée 2022, la ligne est reprise provisoirement par la Semitan afin de pallier le manque de conducteurs chez l'entreprise affrétée Transdev STAO PL 44. - Date de dernière mise à jour : 31 août 2022 |                                          |                                          |                                          |                                                                           |                                               |                                          |                                          |                                                                |
| 69    | Dernière actualisation : — |                                          |                                          |                                          |                                                                           |                                               |                                          |                                          |                                                                |

### Lignes 70 à 79
| Ligne | Caractéristiques | Caractéristiques                      | Caractéristiques                      | Caractéristiques                      | Caractéristiques                                                  | Caractéristiques                              | Caractéristiques                         | Caractéristiques                      | Caractéristiques                                               |
| 71    | François Mitterrand ⥋ Bac de Couëron | François Mitterrand ⥋ Bac de Couëron  | François Mitterrand ⥋ Bac de Couëron  | François Mitterrand ⥋ Bac de Couëron  | François Mitterrand ⥋ Bac de Couëron                              | François Mitterrand ⥋ Bac de Couëron          | François Mitterrand ⥋ Bac de Couëron     | François Mitterrand ⥋ Bac de Couëron  | François Mitterrand ⥋ Bac de Couëron                           |
| ----- | --- | ------------------------------------- | ------------------------------------- | ------------------------------------- | ----------------------------------------------------------------- | --------------------------------------------- | ---------------------------------------- | ------------------------------------- | -------------------------------------------------------------- |
| 71    | Ouverture / Fermeture 24 août 2015 / — | Longueur 12,8 km                      | Durée 25-30 min                       | Nb. d’arrêts 31                       | Matériel Citaro C2 Lion's City A37                                | Jours de fonctionnement L, Ma, Me, J, V, S, D | Jour / Soir / Nuit / Fêtes O / N / N / O | Voy. / an —                           | Exploitant (Dépôt) STAO PL 44 (Couëron)                        |
| 71    | Desserte : - Ville(s) desservie(s) : Saint-Herblain et Couëron - Gares et stations desservies : François Mitterrand 1 , Bac de Couëron. - Principaux lieux desservis : Centre Commercial Atlantis le Centre, Nantes Métropole Pôle Loire-Chézine, ADONIS Nantes, Salle des Noëlles-Tesseries, Complexe Sportif Léo Lagrange, Centre médico-social, Cimetière de Couëron, Complexe sportif René-Gaudin, Stade Vélodrome Marcel-de-la-Provôté, Complexe sportif du Bourg d'Aval, Skate Park. |                                       |                                       |                                       |                                                                   |                                               |                                          |                                       |                                                                |
| 71    | Autre : - Amplitude horaire et fréquence : - Jour bleu : de 5 h 30 à 21 h 5 avec un bus toutes les 20 minutes en heures de pointe et toutes les 25 minutes en heures creuses. - Jour vert : de 5 h 30 à 21 h 10 avec un bus toutes les 25 minutes. - Jour jaune : de 6 h 5 à 21 h 10 avec un bus toutes les 25 minutes. - Jour violet : de 6 h 10 à 21 h 10 avec un bus toutes les 25 minutes. - Jour blanc : de 8 h 40 à 20 h 40 avec un bus toutes les 75 minutes. - Tracé : La ligne 71 relie le terminus de la ligne 1 François Mitterrand au bac de Couëron, en passant par la ville de Couëron. - Histoire : Cette ligne est le résultat de la fusion de l'ancienne ligne 84 (Sinière ↔ Hermeland) et de la branche de la ligne 91 vers le bac de Couëron. Elle passe également par des quartiers non desservis jusque là, comme les Vieilles Terres, la Noé Allais, et le nord/ouest du centre de Couëron. Avec le prolongement de la ligne C3 à Armor en 2018, la ligne est limitée au terminus du tramway François Mitterrand cette année-là. - Date de dernière mise à jour : 7 juillet 2021 |                                       |                                       |                                       |                                                                   |                                               |                                          |                                       |                                                                |
| 71    | Dernière actualisation : — |                                       |                                       |                                       |                                                                   |                                               |                                          |                                       |                                                                |
| 75    | Facultés ⥋ Charbonneau | Facultés ⥋ Charbonneau                | Facultés ⥋ Charbonneau                | Facultés ⥋ Charbonneau                | Facultés ⥋ Charbonneau                                            | Facultés ⥋ Charbonneau                        | Facultés ⥋ Charbonneau                   | Facultés ⥋ Charbonneau                | Facultés ⥋ Charbonneau                                         |
| 75    | Ouverture / Fermeture 26 août 2013 / — | Longueur 15,2 km                      | Durée 35-40 min                       | Nb. d’arrêts 30                       | Matériel Citaro Facelift Citaro C2 Citelis 12 Lion's City A21 GNV | Jours de fonctionnement L, Ma, Me, J, V, S, D | Jour / Soir / Nuit / Fêtes O / N / N / O | Voy. / an —                           | Exploitant (Dépôt) Keolis Atlantique (Nantes)                  |
| 75    | Desserte : - Ville(s) desservie(s) : Nantes et Carquefou - Gares et stations desservies : Facultés, École Centrale – Audencia, Recteur Schmitt 2 , Beaujoire 1 . - Principaux lieux desservis : CROUS de Nantes, Service Universitaire des Activités Physiques et Sportives, Stadium métropolitain Pierre-Quinon, Stade de rugby universitaire du Petit Port, ONISEP Pays de la Loire, C.I.O. Nantes, École Centrale de Nantes, Ifremer, Audencia, Lycée Professionnel François Arago, Institut régional d'administration de Nantes, Gymnase de la Barboire, CGI Nantes la Rivière, Office Français de la Biodiversité, École Supérieure des Professions Immobilières de Nantes, Établissement Régional d'Enseignement Adapté, Stade de la Beaujoire, Parc des expositions de la Beaujoire, Parc floral de la Beaujoire, Cimetière de Saint-Joseph de Porterie, Gymnase Jean Jahan, Campus de la Chantrerie, Jardin vivrier de Boisbonne, Ferme et Parc de la Chantrerie, École nationale vétérinaire de Nantes, IUT de Nantes - Campus La Fleuriaye, Espace Performance La Fleuriaye, Centre de Congrès de la Fleuriaye, Parc du Charbonneau, Espace Jules Verne, Collège Privé Sainte-Anne, Médiathèque Hélène Carrère d'Encausse, Église Saint-Pierre, Mairie de Carquefou, Cimetière de Carquefou, Piscine Daniel Gilard. |                                       |                                       |                                       |                                                                   |                                               |                                          |                                       |                                                                |
| 75    | Autre : - Amplitude horaire et fréquence : - Jour bleu : de 6 h 10 à 21 h 0 avec un bus toutes les 15 minutes en heures de pointe et toutes les 30 minutes en heures creuses. - Jour vert : de 6 h 10 à 21 h 0 avec un bus toutes les 15 à 17 minutes en heures de pointe et toutes les 30 minutes en heures creuses. - Jour jaune : de 6 h 15 à 21 h 5 avec un bus toutes les 20 minutes en heures de pointe et toutes les 30 minutes en heures creuses. - Jour violet : de 6 h 10 à 21 h 10 avec un bus toutes les 30 minutes. - Jour blanc : de 8 h 25 à 20 h 50 avec un bus toutes les 55 minutes. - Particularités : - En jour blanc, la ligne circule uniquement entre les arrêts Facultés et Gachet. - Tracé : La ligne 75 part des Facultés, passe par École Centrale – Audencia, par le périphérique, et remonte vers Carquefou par la Beaujoire et Saint-Joseph de Porterie. - Histoire : Cette ligne est le résultat de la fusion des lignes 72 (Facultés ↔ Gachet) et 76 (Beaujoire ↔ Gachet / Charbonneau). - Date de dernière mise à jour : 7 juillet 2021 |                                       |                                       |                                       |                                                                   |                                               |                                          |                                       |                                                                |
| 75    | Dernière actualisation : — |                                       |                                       |                                       |                                                                   |                                               |                                          |                                       |                                                                |
| 77    | Haluchère – Batignolles ⥋ Sables d'Or | Haluchère – Batignolles ⥋ Sables d'Or | Haluchère – Batignolles ⥋ Sables d'Or | Haluchère – Batignolles ⥋ Sables d'Or | Haluchère – Batignolles ⥋ Sables d'Or                             | Haluchère – Batignolles ⥋ Sables d'Or         | Haluchère – Batignolles ⥋ Sables d'Or    | Haluchère – Batignolles ⥋ Sables d'Or | Haluchère – Batignolles ⥋ Sables d'Or                          |
| 77    | Ouverture / Fermeture 26 août 2013 / — | Longueur 12,6 km                      | Durée 30-35 min                       | Nb. d’arrêts 33                       | Matériel Citaro Facelift Citaro C2 Citelis 12                     | Jours de fonctionnement L, Ma, Me, J, V       | Jour / Soir / Nuit / Fêtes O / N / N / N | Voy. / an —                           | Exploitant (Dépôt) Keolis Atlantique (Nantes)                  |
| 77    | Desserte : - Ville(s) desservie(s) : Nantes, Carquefou et Thouaré-sur-Loire - Gares et stations desservies : Haluchère – Batignolles 1 , Gare de Thouaré. - Principaux lieux desservis : Clinique Jules Verne, Piscine Jules-Verne, Pôle emploi - Nantes Haluchère, Zone Commerciale Paridis, Institut Supérieur de Management des Entreprises, Square de la Halvèque, Bibliothèque de La Halvêque, Centre commercial La Beaujoire, Zone d'activités Nant'est Entreprises, Chambre de Métiers et de l'Artisanat de Loire-Atlantique, CIFAM, Salle du Pré-Poulain, Salle de Homberg, Église de Thouaré-sur-Loire, Mairie de Thouaré, Château de Thouaré, Parc des Sports, Collège Les Sables d'Or. |                                       |                                       |                                       |                                                                   |                                               |                                          |                                       |                                                                |
| 77    | Autre : - Amplitude horaire et fréquence : - Jour bleu : de 6 h 45 à 9 h 20, puis de 11 h 55 à 14 h 10 et de 16 h 5 à 19 h 40 avec un bus toutes les 30 minutes. - Jour vert : de 6 h 45 à 9 h 15, puis de 11 h 55 à 14 h 10 et de 16 h 5 à 19 h 40 avec un bus toutes les 30 minutes. - Jour jaune : de 6 h 40 à 9 h 10, puis de 11 h 40 à 14 h 15 et de 16 h 10 à 19 h 20 avec un bus toutes les 40 minutes. - Particularités : - En jour jaune, la ligne ne circule pas le samedi. - Tracé : La ligne 77 part de Haluchère – Batignolles et remonte vers Thouaré-sur-Loire en empruntant des rues parallèles à la Route de Paris et passant dans la zone d'activités Nant'est Entreprises. - Histoire : Cette ligne est le résultat de la fusion d'un petit bout de l'ancienne ligne 71 (Beaujoire ↔ Souillarderie) et de l'ancienne ligne 78 (Haluchère – Batignolles ↔ Gare de Thouaré-sur-Loire). - Date de dernière mise à jour : 7 juillet 2021 |                                       |                                       |                                       |                                                                   |                                               |                                          |                                       |                                                                |
| 77    | Dernière actualisation : — |                                       |                                       |                                       |                                                                   |                                               |                                          |                                       |                                                                |
| 78    | Bac du Pellerin ⥋ Neustrie | Bac du Pellerin ⥋ Neustrie            | Bac du Pellerin ⥋ Neustrie            | Bac du Pellerin ⥋ Neustrie            | Bac du Pellerin ⥋ Neustrie                                        | Bac du Pellerin ⥋ Neustrie                    | Bac du Pellerin ⥋ Neustrie               | Bac du Pellerin ⥋ Neustrie            | Bac du Pellerin ⥋ Neustrie                                     |
| 78    | Ouverture / Fermeture 24 août 2015 / — | Longueur 14,8 km                      | Durée 30-35 min                       | Nb. d’arrêts 38                       | Matériel Citaro Citaro Facelift Citaro C2                         | Jours de fonctionnement L, Ma, Me, J, V, S, D | Jour / Soir / Nuit / Fêtes O / N / N / O | Voy. / an —                           | Exploitant (Dépôt) STAO PL 44 (La Montagne)                    |
| 78    | Desserte : - Ville(s) desservie(s) : Bouguenais, La Montagne, Saint-Jean-de-Boiseau et Le Pellerin - Gares et stations desservies : Bac du Pellerin, Neustrie 3 . - Principaux lieux desservis : Mairie du Pellerin, Collège Pierre & Marie Curie, Église Notre-Dame, Chapelle de Bethléem, Château du Pé, Église paroissiale de Saint-Jean-de-Boiseau, Mairie de Saint-Jean-de-Boiseau, Amicale Laïque de Saint-Jean-de-Boiseau, Mairie de La Montagne, Collège Notre-Dame, Église Notre-Dame, Cinéma Le Montagnard, Collège Saint-Exupéry, Château d'Aux, Salle Georges Brassens, Stade Municipal de La Montagne, La Roche Ballue, Bois de Beauvoir, Cinéma Le Beaulieu, Cimetière de Bouguenais, Résidence La Croix du Gué, Salle de spectacles Piano'cktail, Salle omnisports de la Baronnais, Collège La Neustrie. |                                       |                                       |                                       |                                                                   |                                               |                                          |                                       |                                                                |
| 78    | Autre : - Amplitude horaire et fréquence : - Jour bleu : de 5 h 25 à 21 h 25 avec un bus toutes les 12 minutes en heures de pointe et toutes les 20 minutes en heures creuses. - Jour vert : de 5 h 20 à 21 h 30 avec un bus toutes les 15 minutes en heures de pointe et toutes les 20 minutes en heures creuses. - Jour jaune : de 5 h 45 à 21 h 20 avec un bus toutes les 25 minutes. - Jour violet : de 6 h 0 à 21 h 20 avec un bus toutes les 30 minutes. - Jour blanc : de 8 h 20 à 20 h 15 avec un bus toutes les 75 minutes. - Particularités : - Le samedi, l'arrêt Bac du Pellerin n'est pas desservi jusqu'à 14 h 0. - Tracé : La ligne 78 relie le terminus de la ligne 3 Neustrie aux villes du sud-Loire à l'ouest de Nantes : La Montagne, Saint-Jean-de-Boiseau et Le Pellerin. - Histoire : Elle a remplacé la ligne 99, datant du 7 septembre 1981. - Date de dernière mise à jour : 7 juillet 2021 |                                       |                                       |                                       |                                                                   |                                               |                                          |                                       |                                                                |
| 78    | Dernière actualisation : — |                                       |                                       |                                       |                                                                   |                                               |                                          |                                       |                                                                |
| 79    | Orvault ⥋ Beauséjour | Orvault ⥋ Beauséjour                  | Orvault ⥋ Beauséjour                  | Orvault ⥋ Beauséjour                  | Orvault ⥋ Beauséjour                                              | Orvault ⥋ Beauséjour                          | Orvault ⥋ Beauséjour                     | Orvault ⥋ Beauséjour                  | Orvault ⥋ Beauséjour                                           |
| 79    | Ouverture / Fermeture 28 août 2000 / — | Longueur 9,6 km                       | Durée 20-25 min                       | Nb. d’arrêts 26                       | Matériel GX 337 Urbanway 12                                       | Jours de fonctionnement L, Ma, Me, J, V, S, D | Jour / Soir / Nuit / Fêtes O / N / N / O | Voy. / an —                           | Exploitant (Dépôt) Transports Brodu (Grandchamp-des-Fontaines) |
| 79    | Desserte : - Ville(s) desservie(s) : Nantes et Orvault - Gares et stations desservies : Beauséjour, Ferrière 3 , Orvault – Grand Val 2 . - Principaux lieux desservis : Chapelle Notre-Dame-des-Anges, Cimetière d'Orvault, Salle Polyvalente de la Frébaudière, Médiathèque Ormédo, Mairie d'Orvault, Square Jacques Lambert, Église Saint-Léger d'Orvault, Étang de la Rousselière, Les salons du Plessis, Complexe sportif du Bois Raguenet, Établissement Pénitentiaire pour Mineurs d'Orvault, Centre Commercial Orvault – Grand Val, Bibliothèque municipale - Petit ChantiLire, Amicale Laïque Petit Chantilly, Direction Éducation Enfance Jeunesse, Stade Municipal du Verger, Ateliers de la Gobinière, Théâtre de la Gobinière, Château de la Gobinière, L'École de Musique - Origami, Parc Michel Baudry, Centre Médico Social. |                                       |                                       |                                       |                                                                   |                                               |                                          |                                       |                                                                |
| 79    | Autre : - Amplitude horaire et fréquence : - Jour bleu : de 6 h 25 à 20 h 30 avec un bus toutes les 15 minutes en heures de pointe et toutes les 25 minutes en heures creuses. - Jour vert : de 6 h 25 à 20 h 15 avec un bus toutes les 19 à 21 minutes en heures de pointe et toutes les 25 minutes en heures creuses. - Jour jaune : de 6 h 30 à 20 h 20 avec un bus toutes les 20 minutes en heures de pointe et toutes les 30 minutes en heures creuses. - Jour violet : de 6 h 30 à 20 h 20 avec un bus toutes les 30 minutes. - Jour blanc : de 10 h 0 à 20 h 0 avec un bus toutes les 60 minutes. - Tracé : La ligne 79 est une ligne reliant le pôle multimodal Beauséjour à Orvault en desservant les quartiers de la Ferrière, la Gobinière, le nord de la Cholière, la Baronnière, le Bois Raguenet et le bourg d'Orvault. - Histoire : Cette ligne, créée en 2000 entre Beauséjour et Les Anges, n'a pas remplacée d'anciennes lignes lors de sa création, mais suit juste un bout du tracé de la ligne 87 (Beauséjour ↔ Les Anges / Bugallière) et un bout de la ligne 12 (limitée plus tard à Beauséjour). À la rentrée 2004, la ligne a été limitée entre Orvault – Morlière et Les Anges, avant d'être reprolongée à Beauséjour en 2010, avec la suppression de l'ancienne ligne 87 et la modification du terminus de la ligne 12, et adopte ainsi le tracé que l'on connais aujourd'hui. Dernière modification en date, la ligne est prolongée à un nouveau terminus, Orvault, en 2012. - Date de dernière mise à jour : 7 juillet 2021 |                                       |                                       |                                       |                                                                   |                                               |                                          |                                       |                                                                |
| 79    | Dernière actualisation : — |                                       |                                       |                                       |                                                                   |                                               |                                          |                                       |                                                                |

### Lignes 80 à 89
| Ligne | Caractéristiques | Caractéristiques                                    | Caractéristiques                                    | Caractéristiques                                    | Caractéristiques                                                                                | Caractéristiques                                    | Caractéristiques                                    | Caractéristiques                                            | Caractéristiques                                               |
| 80    | Fac de Droit ⥋ Chassay / Bellevue (Sainte-Luce) | Fac de Droit ⥋ Chassay / Bellevue (Sainte-Luce)     | Fac de Droit ⥋ Chassay / Bellevue (Sainte-Luce)     | Fac de Droit ⥋ Chassay / Bellevue (Sainte-Luce)     | Fac de Droit ⥋ Chassay / Bellevue (Sainte-Luce)                                                 | Fac de Droit ⥋ Chassay / Bellevue (Sainte-Luce)     | Fac de Droit ⥋ Chassay / Bellevue (Sainte-Luce)     | Fac de Droit ⥋ Chassay / Bellevue (Sainte-Luce)             | Fac de Droit ⥋ Chassay / Bellevue (Sainte-Luce)                |
| ----- | --- | --------------------------------------------------- | --------------------------------------------------- | --------------------------------------------------- | ----------------------------------------------------------------------------------------------- | --------------------------------------------------- | --------------------------------------------------- | ----------------------------------------------------------- | -------------------------------------------------------------- |
| 80    | Ouverture / Fermeture 26 août 2013 / — | Longueur 10,9 / 12,4 km                             | Durée 30-40 min                                     | Nb. d’arrêts 29                                     | Matériel Citaro Facelift Citaro C2 Citelis 12                                                   | Jours de fonctionnement L, Ma, Me, J, V, S, D       | Jour / Soir / Nuit / Fêtes O / N / N / O            | Voy. / an —                                                 | Exploitant (Dépôt) Keolis Atlantique (Nantes)                  |
| 80    | Desserte : - Ville(s) desservie(s) : Nantes et Sainte-Luce-sur-Loire - Gares et stations desservies : Petit Port – Facultés N3 , École Centrale – Audencia, Recteur Schmitt 2 , Ranzay, Haluchère – Batignolles 1 . - Principaux lieux desservis : Université de Nantes, IAE Nantes, Théâtre Universitaire, École Centrale de Nantes, Ifremer, Audencia, Lycée Professionnel François Arago, Institut régional d'administration de Nantes, Gymnase de la Barboire, CGI Nantes la Rivière, Office Français de la Biodiversité, École Supérieure des Professions Immobilières de Nantes, Établissement Régional d'Enseignement Adapté, Stade de la Beaujoire, Parc des expositions de la Beaujoire, Salle Festive Nantes – Erdre, Mairie annexe de Ranzay, Pôle emploi - Nantes Haluchère, Clinique Jules Verne, Piscine Jules-Verne, Zone Commerciale Paridis, Centre commercial La Beaujoire, Délégation Loire-Atlantique Croix-Rouge française, Zone d'activités Nant'est Entreprises, Salles Bonniec et Tabarly, Salle Omnisport Marcel Le Bonniec, Collège La Reinetière, Église Saint-Matthieu-sur-Loire, Salle Renée Losq, Salle Marc Jaffret, Château de Chassay, Mairie de Sainte-Luce-sur-Loire, Médiathèque René Goscinny, Bois du Chassay, Théâtre Ligeria, Parc de la Verdure. |                                                     |                                                     |                                                     |                                                                                                 |                                                     |                                                     |                                                             |                                                                |
| 80    | Autre : - Amplitude horaire et fréquence : - Jour bleu : de 6 h 25 à 21 h 30 avec un bus toutes les 12 à 15 minutes en heures de pointe et toutes les 25 minutes en heures creuses. - Jour vert : de 6 h 25 à 21 h 30 avec un bus toutes les 17 minutes en heures de pointe et toutes les 25 minutes en heures creuses. - Jour jaune : de 6 h 40 à 20 h 40 avec un bus toutes les 22 minutes en heures de pointe et toutes les 30 minutes en heures creuses. - Jour violet : de 6 h 50 à 20 h 45 avec un bus toutes les 30 minutes. - Jour blanc : de 10 h 0 à 20 h 45 avec un bus toutes les 45 minutes. - Particularités : - En jour orange, violet et blanc, la ligne ne circule qu'entre les arrêts Haluchère – Batignolles et Chassay ou Bellevue. - En jour blanc, tous les bus ont pour terminus Bellevue. - Cette ligne fait partie des lignes de rocade terminant par 0 : elle ne passe donc pas par le centre de Nantes. - Tracé : La ligne 80 est une ligne périphérique qui relie Sainte-Luce-sur-Loire aux Facultés en passant par le pôle d'échanges Haluchère – Batignolles et par le périphérique entre la porte de la Beaujoire et de la Chapelle. - Histoire : Elle a remplacé la ligne 83, datant du 1er septembre 1980. - Date de dernière mise à jour : 7 juillet 2021 |                                                     |                                                     |                                                     |                                                                                                 |                                                     |                                                     |                                                             |                                                                |
| 80    | Dernière actualisation : — |                                                     |                                                     |                                                     |                                                                                                 |                                                     |                                                     |                                                             |                                                                |
| 81    | Mendès France – Bellevue ⥋ Gare Maritime | Mendès France – Bellevue ⥋ Gare Maritime            | Mendès France – Bellevue ⥋ Gare Maritime            | Mendès France – Bellevue ⥋ Gare Maritime            | Mendès France – Bellevue ⥋ Gare Maritime                                                        | Mendès France – Bellevue ⥋ Gare Maritime            | Mendès France – Bellevue ⥋ Gare Maritime            | Mendès France – Bellevue ⥋ Gare Maritime                    | Mendès France – Bellevue ⥋ Gare Maritime                       |
| 81    | Ouverture / Fermeture 4 septembre 1978 / — | Longueur 16,9 km                                    | Durée 35-40 min                                     | Nb. d’arrêts 41                                     | Matériel Lion's City A37 Citywide LF GNV                                                        | Jours de fonctionnement L, Ma, Me, J, V, S, D       | Jour / Soir / Nuit / Fêtes O / N / N / O            | Voy. / an —                                                 | Exploitant (Dépôt) STAO PL 44 (Nantes)                         |
| 81    | Desserte : - Ville(s) desservie(s) : Nantes, Saint-Herblain et Indre - Gares et stations desservies : Mendès France – Bellevue 1 , Gare de La Basse-Indre - Saint-Herblain, Bac d'Indre, Gare de Chantenay, Bas-Chantenay N2 , Gare Maritime 1 N1 . - Principaux lieux desservis : Parc du Clos Fleuri, Jardins familiaux du Bois Jo, Église Saint-Hermeland de Saint-Herblain, Maison de retraite "La Bourgonnière", Parc de la Bourgonnière, Piscine de la Bourgonnière, Ensembles Sportifs de la Bourgonnière, Collège Anne de Bretagne, Ludothèque Haute-Chaussée, École Municipale de Musique, Mairie d'Indre, Stade, Église de Saint Hermeland, Bibliothèque municipale, Cercle Nautique d'Indre, Golf Miniature d'Indre, Salle des 3 Îles, Salle Théo Pageot, Sémaphore de Roche-Maurice, Pont de Cheviré, Parc d'activités de la Janvraie, Plaine de jeux de la Bernardière, Mosquée Osmanli, Lycée Louis-Antoine de Bougainville, Pôle emploi - Nantes Chantenay, Docks de Chantenay, Grue Noire, Pôle emploi - Direction régionale Pays de la Loire, Parc des Oblates, Carrière Miséry, Square Maurice-Schwob, Immeuble Cap 44, Lunar tree, Belvédère de L'Hermitage, Le Théâtre de Jeanne, Audencia Bachelors, Maillé-Brézé (D627). |                                                     |                                                     |                                                     |                                                                                                 |                                                     |                                                     |                                                             |                                                                |
| 81    | Autre : - Amplitude horaire et fréquence : - Jour bleu : de 5 h 25 à 21 h 15 avec un bus toutes les 15 minutes en heures de pointe et toutes les 25 minutes en heures creuses. - Jour vert : de 5 h 30 à 21 h 20 avec un bus toutes les 18 minutes en heures de pointe et toutes les 25 minutes en heures creuses. - Jour jaune : de 5 h 50 à 21 h 20 avec un bus toutes les 30 minutes. - Jour violet : de 5 h 50 à 21 h 15 avec un bus toutes les 30 minutes. - Jour blanc : de 8 h 35 à 20 h 40 avec un bus toutes les 80 minutes. - Tracé : La ligne 81 relie 2 stations de la ligne 1 (Mendès France – Bellevue et Gare Maritime), en desservant les villes de Saint-Herblain et d'Indre. - Histoire : Avant 2003, la ligne allait jusqu'à Commerce, puis elle a été limitée à Gare Maritime cette année-là. Également, en 2013, son tracé dans Saint-Herblain a été légèrement modifié avec le prolongement de la ligne 73 (remplacée par la ligne 50) à Basse-Indre. - Date de dernière mise à jour : 7 juillet 2021 |                                                     |                                                     |                                                     |                                                                                                 |                                                     |                                                     |                                                             |                                                                |
| 81    | Dernière actualisation : — |                                                     |                                                     |                                                     |                                                                                                 |                                                     |                                                     |                                                             |                                                                |
| 85    | Haluchère – Batignolles ⥋ Souchais | Haluchère – Batignolles ⥋ Souchais                  | Haluchère – Batignolles ⥋ Souchais                  | Haluchère – Batignolles ⥋ Souchais                  | Haluchère – Batignolles ⥋ Souchais                                                              | Haluchère – Batignolles ⥋ Souchais                  | Haluchère – Batignolles ⥋ Souchais                  | Haluchère – Batignolles ⥋ Souchais                          | Haluchère – Batignolles ⥋ Souchais                             |
| 85    | Ouverture / Fermeture 4 septembre 1978 / — | Longueur 12 km                                      | Durée 30 min                                        | Nb. d’arrêts 31                                     | Matériel GX 317 GNV GX 327 GNV Urbanway 12 GNV GX 427 GNV GX 427 HYB GX 437 HYB Urbanway 18 GNV | Jours de fonctionnement L, Ma, Me, J, V, S, D       | Jour / Soir / Nuit / Fêtes O / O / O / O            | Voy. / an 3 663 voyageurs / jour bleu (2 018/2 019)         | Exploitant (Dépôt) SEMITAN (Le Bêle)                           |
| 85    | Desserte : - Ville(s) desservie(s) : Nantes et Carquefou - Gares et stations desservies : Haluchère – Batignolles 1 . - Principaux lieux desservis : Clinique Jules Verne, Piscine Jules-Verne, Pôle emploi - Nantes Haluchère, Zone Commerciale Paridis, Centre commercial La Beaujoire, Zone d'activités Nant'est Entreprises, Chambre de Métiers et de l'Artisanat de Loire-Atlantique, CIFAM, Salle de la Picaudière, Collège Gérard Philipe, Plaine de Jeux de la Mainguais, Lycee Honoré d'Estienne d'Orves, Stade du Moulin Boisseau, Complexe Sportif Jean Gauvrit, Espace Jules Verne, Parc du Charbonneau, Centre de Congrès de la Fleuriaye, Espace Performance La Fleuriaye, IUT de Nantes - Campus La Fleuriaye, École Supérieure des Industries du Caoutchouc, Espace équestre de La Fleuriaye, Musée de l'Erdre, Centre des Finances Publiques, Espace Sportif du Souchais. |                                                     |                                                     |                                                     |                                                                                                 |                                                     |                                                     |                                                             |                                                                |
| 85    | Autre : - Amplitude horaire et fréquence : - Jour bleu : de 5 h 50 à 1 h 20 (3 h 20 le vendredi) avec un bus toutes les 10 minutes en heures de pointe, toutes les 20 à 25 minutes en heures creuses et toutes les 60 minutes après 21 h 30. - Jour vert : de 5 h 50 à 1 h 20 (3 h 20 le vendredi) avec un bus toutes les 12 minutes en heures de pointe, toutes les 20 à 25 minutes en heures creuses et toutes les 60 minutes après 21 h 30. - Jour jaune : de 6 h 20 à 1 h 20 (3 h 20 le vendredi et le samedi) avec un bus toutes les 20 minutes en heures de pointe, toutes les 25 minutes en heures creuses et toutes les 60 minutes après 21 h 30. - Jour violet : de 6 h 20 à 3 h 20 avec un bus toutes les 25 minutes en journée et toutes les 60 minutes après 21 h 0. - Jour blanc : de 10 h 0 à 1 h 15 avec un bus toutes les 60 à 70 minutes. - Particularités : - La ligne 85 fait partie des 6 lignes de bus régulières qui assurent un service nocturne à partir de 22 h 30. - La ligne est exploitée en bus standards le dimanche et en service nocturne, et en bus articulés le reste du temps. - Tracé : Elle relie le pôle d'échange multimodal Haluchère – Batignolles à la ville de Carquefou, par la Route de Paris et la zone d'activités Nant'est Entreprises. - Histoire : La ligne a repris l'ancien terminus de la ligne 95 Bois Saint-Lys en 2004. Son tracé a été également légèrement modifié en 2012, au niveau de la zone d'activités Nant'est Entreprises. À la rentrée 2022, son terminus est inversé avec la ligne 95 : la ligne 85 reprends donc le tracé de la ligne 95 entre les arrêts Centre de Carquefou et Souchais, et est équipée de bus articulés. - Date de dernière mise à jour : 30 août 2022 |                                                     |                                                     |                                                     |                                                                                                 |                                                     |                                                     |                                                             |                                                                |
| 85    | Dernière actualisation : — |                                                     |                                                     |                                                     |                                                                                                 |                                                     |                                                     |                                                             |                                                                |
| 86    | Bout des Pavés ⥋ La Chapelle – Aulnay / Coutancière | Bout des Pavés ⥋ La Chapelle – Aulnay / Coutancière | Bout des Pavés ⥋ La Chapelle – Aulnay / Coutancière | Bout des Pavés ⥋ La Chapelle – Aulnay / Coutancière | Bout des Pavés ⥋ La Chapelle – Aulnay / Coutancière                                             | Bout des Pavés ⥋ La Chapelle – Aulnay / Coutancière | Bout des Pavés ⥋ La Chapelle – Aulnay / Coutancière | Bout des Pavés ⥋ La Chapelle – Aulnay / Coutancière         | Bout des Pavés ⥋ La Chapelle – Aulnay / Coutancière            |
| 86    | Ouverture / Fermeture 4 septembre 1978 / — | Longueur 11,4 / 11,2 km                             | Durée 30-35 min                                     | Nb. d’arrêts 35                                     | Matériel GX 317 GNV GX 327 GNV Urbanway 12 GNV GX 427 GNV GX 427 HYB GX 437 HYB Urbanway 18 GNV | Jours de fonctionnement L, Ma, Me, J, V, S, D       | Jour / Soir / Nuit / Fêtes O / O / O / O            | Voy. / an —                                                 | Exploitant (Dépôt) SEMITAN (Saint-Herblain et Le Bêle)         |
| 86    | Desserte : - Ville(s) desservie(s) : Nantes et La Chapelle-sur-Erdre - Gares et stations desservies : Bourgeonnière, Recteur Schmitt 2 , Gare de La Chapelle-Aulnay. - Principaux lieux desservis : Lycée Gaspard Monge La Chauvinière, Cimetière de la Chauvinière, Hippodrome du Petit Port, Parc de l'Hippodrome, Gymnase de la Barboire, CGI Nantes la Rivière, Office Français de la Biodiversité, École Supérieure des Professions Immobilières de Nantes, Établissement Régional d'Enseignement Adapté, Salle Barbara, Espace Jacques Demy, Tennis Erdre Chapelain, Espace culturel Capellia, Salle de concert Le Jam, Complexe sportif de Mazaire, Collège Le Grand Beauregard, Stade Bourgoin Decombe, Mairie de La Chapelle-sur-Erdre, Église Sainte-Catherine, Salle Saint-Michel, Tennis club de La Chapelle, Salle Jean-Jaurès, Salle Balavoine, Gymnase de la Coutancière, Complexe sportif de la Coutancière, Stade Robert Mesnard, Collège La Coutancière. |                                                     |                                                     |                                                     |                                                                                                 |                                                     |                                                     |                                                             |                                                                |
| 86    | Autre : - Amplitude horaire et fréquence : - Jour bleu : de 5 h 40 à 1 h 15 (3 h 15 le vendredi) avec un bus toutes les 8 à 10 minutes en heures de pointe, toutes les 20 minutes en heures creuses et toutes les 60 minutes après 21 h 30. - Jour vert : de 5 h 40 à 1 h 15 (3 h 15 le vendredi) avec un bus toutes les 10 minutes en heures de pointe, toutes les 20 minutes en heures creuses et toutes les 60 minutes après 21 h 30. - Jour jaune : de 5 h 40 à 1 h 15 (3 h 15 le vendredi et le samedi) avec un bus toutes les 20 minutes en journée et toutes les 60 minutes après 21 h 30. - Jour violet : de 6 h 40 à 3 h 15 avec un bus toutes les 25 minutes en journée et toutes les 60 minutes après 21 h 0. - Jour blanc : de 9 h 5 à 1 h 15 avec un bus toutes les 70 minutes en journée et toutes les 60 minutes après 21 h 0. - Particularités : - Après 21 h 30, la ligne fonctionne uniquement entre les arrêts Bout des Pavés et La Chapelle-sur-Erdre. - À partir de la rentrée 2020 (le 2 novembre 2020), la ligne est exploitée à moitié par le dépôt de Saint-Herblain avec des bus standards, et à moitié par le dépôt du Bêle avec des bus articulés (ne circulent qu'en jour bleu),. - La ligne 86 fait partie des 6 lignes de bus régulières qui assurent un service nocturne à partir de 22 h 30. - Tracé : Elle relie la route de Rennes (arrêt Bout des Pavés) à la Chapelle-sur-Erdre, en passant par l'Hippodrome du Petit Port et les Facultés. - Histoire : En 2007, avec le prolongement de la ligne 73 (remplacée par la ligne 50) à Rivière (aujourd'hui Porte de la Chapelle), le tracé de la ligne 86 a été modifié pour la faire passer par Recteur – Schmitt et non plus par Santos – Dumont et le nouveau tracé de la ligne 73. Au niveau de la Chapelle, les terminus des lignes 86 et 96 ont été également inversés cette année-là : la ligne 96 effectue son terminus à L'Aulnay et la ligne 86 soit à Coutancière, soit à Perrière, branche nouvellement crée, qui fut prolongée à La Chapelle – Aulnay en 2014. En 2019, avec le nouveau contrat d'affrétement, la ligne 86 a changé d'exploitant, et passe ainsi des Transports Brodu au dépôt de St-Herblain de la Semitan. - Date de dernière mise à jour : 7 juillet 2021                |                                                     |                                                     |                                                     |                                                                                                 |                                                     |                                                     |                                                             |                                                                |
| 86    | Dernière actualisation : — |                                                     |                                                     |                                                     |                                                                                                 |                                                     |                                                     |                                                             |                                                                |
| 87    | Toutes Aides ⥋ Le Halleray | Toutes Aides ⥋ Le Halleray                          | Toutes Aides ⥋ Le Halleray                          | Toutes Aides ⥋ Le Halleray                          | Toutes Aides ⥋ Le Halleray                                                                      | Toutes Aides ⥋ Le Halleray                          | Toutes Aides ⥋ Le Halleray                          | Toutes Aides ⥋ Le Halleray                                  | Toutes Aides ⥋ Le Halleray                                     |
| 87    | Ouverture / Fermeture 26 août 2013 / — | Longueur 12,3 km                                    | Durée 30-35 min                                     | Nb. d’arrêts 33                                     | Matériel Citaro Facelift Citaro C2 Citelis 12 Lion's City A21 GNV                               | Jours de fonctionnement L, Ma, Me, J, V, S          | Jour / Soir / Nuit / Fêtes O / N / N / N            | Voy. / an Environ 1 800 voyageurs / jour bleu (2 018/2 019) | Exploitant (Dépôt) Keolis Atlantique (Nantes)                  |
| 87    | Desserte : - Ville(s) desservie(s) : Nantes, Sainte-Luce-sur-Loire et Thouaré-sur-Loire - Gares et stations desservies : Mairie de Doulon, Landreau 1 . - Principaux lieux desservis : Église Notre-Dame-de-Toutes-Aides, Square Jules Bréchoir, Parc de Broussais, Gymnase de Toutes-Aides, Mairie annexe de Doulon, Cimetière Toutes-Aides, Lycée La Colinière, Collège La Colinière, Maison de quartier de Doulon, Quartier du Vieux-Doulon, Square Abbé Derideau, Cimetière Vieux-Doulon, Le Jardin des Ronces, Pôle emploi - Nantes Sainte-Luce, Château de Bois-Briand, Zone d'activités Nant'est Entreprises, Salles Bonniec et Tabarly, Salle Omnisport Marcel Le Bonniec, Collège La Reinetière, Parc de la Minais, Château de Thouaré, Square du Belem. |                                                     |                                                     |                                                     |                                                                                                 |                                                     |                                                     |                                                             |                                                                |
| 87    | Autre : - Amplitude horaire et fréquence : - Jour bleu : de 6 h 10 à 20 h 30 avec un bus toutes les 15 à 18 minutes en heures de pointe, toutes les 25 minutes en heures creuses. - Jour vert : de 6 h 10 à 20 h 25 avec un bus toutes les 20 minutes en heures de pointe, toutes les 25 minutes en heures creuses. - Jour jaune : de 6 h 10 à 20 h 25 avec un bus toutes les 25 minutes. - Jour violet : de 6 h 10 à 20 h 25 avec un bus toutes les 32 minutes. - Tracé : La ligne 87 relie le quartier de Doulon à Sainte-Luce-sur-Loire et Thouaré-sur-Loire, en suivant la Route de Sainte-Luce par des rues parallèles à celle-ci. - Histoire : Elle a remplacé la ligne 82 (Toutes-Aides ↔ Le Halleray), en reprennant également un petit bout de l'ancienne ligne 75 (Toutes-Aides ↔ Bournière). - Date de dernière mise à jour : 7 juillet 2021 |                                                     |                                                     |                                                     |                                                                                                 |                                                     |                                                     |                                                             |                                                                |
| 87    | Dernière actualisation : — |                                                     |                                                     |                                                     |                                                                                                 |                                                     |                                                     |                                                             |                                                                |
| 88    | Château d'Aux ⥋ Neustrie | Château d'Aux ⥋ Neustrie                            | Château d'Aux ⥋ Neustrie                            | Château d'Aux ⥋ Neustrie                            | Château d'Aux ⥋ Neustrie                                                                        | Château d'Aux ⥋ Neustrie                            | Château d'Aux ⥋ Neustrie                            | Château d'Aux ⥋ Neustrie                                    | Château d'Aux ⥋ Neustrie                                       |
| 88    | Ouverture / Fermeture 25 août 1997 / — | Longueur 17,6 / 18,4 km                             | Durée 30 min                                        | Nb. d’arrêts 31                                     | Matériel Citaro Facelift Citaro LE Facelift                                                     | Jours de fonctionnement L, Ma, Me, J, V, S          | Jour / Soir / Nuit / Fêtes O / N / N / N            | Voy. / an —                                                 | Exploitant (Dépôt) STAO PL 44 (La Montagne)                    |
| 88    | Desserte : - Ville(s) desservie(s) : La Montagne, Bouaye et Bouguenais - Gares et stations desservies : Gare de Bouaye (en heure de pointe), Neustrie 3 . - Principaux lieux desservis : Château d'Aux, Salle Georges Brassens, Stade Municipal de La Montagne, Z.A.C. des Coteaux, Lycée Daniel Brottier, Lycée Alcide d'Orbigny, Salle Omnisports des Ormeaux, Stade Patrice Perrais, Tennis Club Bouaye, Stade Georges Tougeron, Collège Bellestre, Salle des Macres, Ensemble sportif de Bellestre, Cimetière de Bouaye, Collège Saint-Hermeland, Mairie de Bouaye, Église Saint-Hermeland, Amicale Laïque de Bouaye, Centre Administratif et Social, Parc des Droits de l'Homme et du Citoyen, Salle Jacqueline Auriol, Salle Eugène Levèque, Parc de la Mevellière, Jardin des naissances de Bouaye, Médiathèque de Bouaye, Salle La Gavotte, Centre Départemental du Permis de Conduire, Résidence La Croix du Gué, Cimetière de Bouguenais, Salle de spectacles Piano'cktail, Collège La Neustrie, Salle omnisports de la Baronnais. |                                                     |                                                     |                                                     |                                                                                                 |                                                     |                                                     |                                                             |                                                                |
| 88    | Autre : - Amplitude horaire et fréquence : - Jour bleu : de 6 h 25 à 21 h 0 avec un bus toutes les 20 minutes en heures de pointe, toutes les 30 minutes en heures creuses. - Jour vert : de 6 h 25 à 21 h 0 avec un bus toutes les 20 minutes en heures de pointe, toutes les 30 minutes en heures creuses. - Jour jaune : de 6 h 30 à 20 h 55 avec un bus toutes les 30 minutes. - Jour violet : de 6 h 25 à 20 h 55 avec un bus toutes les 30 minutes. - Particularités : - La branche de la gare de Bouaye n'est desservie qu'en heure de pointe en alternance avec l’autre branche. Pendant la journée, la ligne emprunte uniquement l'itinéraire via l'arrêt Pavillon. - Tracé : Elle relie le terminus de la ligne 3 Neustrie aux villes de Bouguenais (via la route D751A), Bouaye et La Montagne (arrêt Château d'Aux) en effectuant une boucle entre ces trois villes. - Histoire : La ligne reliait autrefois Pirmil à Bouaye (parfois prolongée à Lycée Bouaye selon les services). Puis, en 2001, 2 nouveaux terminus ont été créés : Saint-Léger-les-Vignes et Brains pour desservir les villes du même nom (Lycée Bouaye devient un vrai terminus). Elle a été limitée à Neustrie en 2005, année du prolongement de la ligne 2, et la branche de Lycée Bouaye est prolongée, selon les services, à ZAC des Coteaux, un nouveau terminus créé la même année. Dernière modification en date, son tracé a été légèrement modifié au niveau du Lycée d'Orbigny en 2015, et tous les bus de cette branche effectuent leur terminus à Bouaye Coteaux, nouveau nom de ZAC des Coteaux, depuis 2016. À la rentrée du réseau TAN le 30 août 2021, le tracé de la ligne est complètement revu : elle part toujours de Neustrie mais est prolongée afin de retrouver la route D751A qui lui permet de rejoindre Bouaye via le terminus de la ligne 36 Croix Jeannette. Puis, elle dessert le bourg de cette commune (et la gare en heure de pointe), remonte via le lycée d'Orbigny et la ZAC des Coteaux et rejoint son nouveau terminus Château d'Aux. Ses anciennes branches vers Brains et de Saint-Léger-les-Vignes sont maintenant desservies par la ligne 98. La ligne a également changé de couleur, passant du orange au violet. - Date de dernière mise à jour : 30 août 2021 |                                                     |                                                     |                                                     |                                                                                                 |                                                     |                                                     |                                                             |                                                                |
| 88    | Dernière actualisation : — |                                                     |                                                     |                                                     |                                                                                                 |                                                     |                                                     |                                                             |                                                                |
| 89    | Le Cardo ⥋ Beauséjour | Le Cardo ⥋ Beauséjour                               | Le Cardo ⥋ Beauséjour                               | Le Cardo ⥋ Beauséjour                               | Le Cardo ⥋ Beauséjour                                                                           | Le Cardo ⥋ Beauséjour                               | Le Cardo ⥋ Beauséjour                               | Le Cardo ⥋ Beauséjour                                       | Le Cardo ⥋ Beauséjour                                          |
| 89    | Ouverture / Fermeture 26 août 2013 / — | Longueur 14,6 km                                    | Durée 30-35 min                                     | Nb. d’arrêts 36                                     | Matériel Lion's City A21 GNV                                                                    | Jours de fonctionnement L, Ma, Me, J, V, S, D       | Jour / Soir / Nuit / Fêtes O / O / O / O            | Voy. / an —                                                 | Exploitant (Dépôt) Transports Brodu (Grandchamp-des-Fontaines) |
| 89    | Desserte : - Villes desservies : Nantes et Orvault - Gares et stations desservies : Le Cardo, Orvault – Grand Val 2 , Orvault – Morlière, Beauséjour 3 . - Principaux lieux desservis : Centre Commercial Orvault – Grand Val, Établissement Pénitentiaire pour Mineurs d'Orvault, Complexe sportif du Bois Raguenet, Les salons du Plessis, Étang de la Rousselière, Église Saint-Léger d'Orvault, Square Jacques Lambert, Mairie d'Orvault, Stade de la Bugallière, Bibliothèque de la Bugallière, Chapelle Saint-Stéphane, Salle de la Canopée, Salle de l'Odyssée, Pôle Commercial Route de Vannes, Complexe Sportif Roger-Picaud, Piscine de La Cholière, Lycée Nicolas Appert, Centre Commercial Sillon de Bretagne, Tour du Sillon de Bretagne, Mairie Annexe de Saint-Herblain, Collège et Lycée Saint-Dominique, Parc de la Chézine. |                                                     |                                                     |                                                     |                                                                                                 |                                                     |                                                     |                                                             |                                                                |
| 89    | Autre : - Amplitude horaire et fréquence : - Jour bleu : de 6 h 15 à 1 h 20 (3 h 25 le vendredi) avec un bus toutes les 12 à 15 minutes en heures de pointe, toutes les 19 à 21 minutes en heures creuses et toutes les 63 minutes après 21 h 30. - Jour vert : de 6 h 15 à 1 h 20 (3 h 25 le vendredi) avec un bus toutes les 14 à 17 minutes en heures de pointe, toutes les 20 minutes en heures creuses et toutes les 63 minutes après 21 h 30. - Jour jaune : de 6 h 15 à 1 h 20 (3 h 25 le vendredi et le samedi) avec un bus toutes les 20 minutes en heures de pointe, toutes les 25 minutes en heures creuses et toutes les 63 minutes après 21 h 30. - Jour violet : de 6 h 15 à 3 h 25 avec un bus toutes les 25 minutes en journée et toutes les 63 minutes après 21 h 30. - Jour blanc : de 9 h 35 à 1 h 20 avec un bus toutes les 37 à 41 minutes en journée et toutes les 63 minutes après 21 h 0. - Particularités : - La ligne 89 fait partie des 6 lignes de bus régulières qui assurent un service nocturne à partir de 22 h 30. - Tracé : Elle relie les pôles d'échanges Le Cardo et Beauséjour, en passant par la ville d'Orvault. - Histoire : Elle a remplacé l'ancienne ligne 80. - Date de dernière mise à jour : 7 juillet 2021 |                                                     |                                                     |                                                     |                                                                                                 |                                                     |                                                     |                                                             |                                                                |
| 89    | Dernière actualisation : — |                                                     |                                                     |                                                     |                                                                                                 |                                                     |                                                     |                                                             |                                                                |

### Lignes 90 à 99
| Ligne | Caractéristiques | Caractéristiques                                 | Caractéristiques                                 | Caractéristiques                                 | Caractéristiques                                                  | Caractéristiques                                 | Caractéristiques                                 | Caractéristiques                                 | Caractéristiques                                               |
| 91    | Couëron Bougon ⥋ Mendès France – Bellevue | Couëron Bougon ⥋ Mendès France – Bellevue        | Couëron Bougon ⥋ Mendès France – Bellevue        | Couëron Bougon ⥋ Mendès France – Bellevue        | Couëron Bougon ⥋ Mendès France – Bellevue                         | Couëron Bougon ⥋ Mendès France – Bellevue        | Couëron Bougon ⥋ Mendès France – Bellevue        | Couëron Bougon ⥋ Mendès France – Bellevue        | Couëron Bougon ⥋ Mendès France – Bellevue                      |
| ----- | --- | ------------------------------------------------ | ------------------------------------------------ | ------------------------------------------------ | ----------------------------------------------------------------- | ------------------------------------------------ | ------------------------------------------------ | ------------------------------------------------ | -------------------------------------------------------------- |
| 91    | Ouverture / Fermeture 3 septembre 1979 / — | Longueur 12,2 km                                 | Durée 25-35 min                                  | Nb. d’arrêts 38                                  | Matériel Citaro C2 Lion's City A37 Citywide LF GNV                | Jours de fonctionnement L, Ma, Me, J, V, S, D    | Jour / Soir / Nuit / Fêtes O / O / O / O         | Voy. / an —                                      | Exploitant (Dépôt) STAO PL 44 (Couëron et Nantes)              |
| 91    | Desserte : - Ville(s) desservie(s) : Nantes, Saint-Herblain et Couëron - Gares et stations desservies : Gare de Couëron, Mendès France – Bellevue, François Mitterrand (après 22 h 0) 1 . - Principaux lieux desservis : Théâtre Boris Vian, Gymnase Jules Boullery, Mairie de Couëron, Église Saint-Symphorien, Collège Privé Sainte-Philomène, Cimetière de Couëron, Lycée Jean-Jacques Audubon, Collège Paul Langevin, Piscine municipale Baptiste-Lefèvre, Stade Suzanne et Donatien Hauray, Stade de la Frémondière, Salle de l'Estuaire, Église Notre-Dame-de-Miséricorde, Gymnase Pierre-Moisan, École de Musique de Couëron, Église Saint-Éloi de la Chabossière, Château de la Patissière, Centre des Finances Publiques, Mairie de Saint-Herblain, Centre Culturel La Carrière, Cimetière de l'Orvasserie, Temple Bouddhiste, Pagode Van Hanh, Jardins familiaux du Bois Jo, Parc du Clos Fleuri. |                                                  |                                                  |                                                  |                                                                   |                                                  |                                                  |                                                  |                                                                |
| 91    | Autre : - Amplitude horaire et fréquence : - Jour bleu : de 5 h 35 à 1 h 25 (3 h 25 le vendredi) avec un bus toutes les 10 minutes en heures de pointe, toutes les 15 minutes en heures creuses et toutes les 60 minutes après 22 h 0. - Jour vert : de 5 h 35 à 1 h 25 (3 h 25 le vendredi) avec un bus toutes les 12 minutes en heures de pointe, toutes les 20 minutes en heures creuses et toutes les 60 minutes après 22 h 0. - Jour jaune : de 5 h 40 à 1 h 25 (3 h 25 le vendredi et le samedi) avec un bus toutes les 15 minutes en heures de pointe, toutes les 20 minutes en heures creuses et toutes les 60 minutes après 22 h 0. - Jour violet : de 5 h 40 à 3 h 25 avec un bus toutes les 22 minutes en journée et toutes les 60 minutes après 21 h 30. - Jour blanc : de 7 h 55 à 1 h 25 avec un bus toutes les 75 minutes en journée et toutes les 60 minutes après 22 h 0. - Particularités : - Après 22 h 0, le terminus Mendès France – Bellevue n'est plus desservi. La ligne est prolongée depuis l'arrêt Mairie de Saint-Herblain jusque François Mitterrand en desservant les arrêts Poulbot, Grimm et Solvadière. De même, le terminus Couëron Bougon n'est également plus desservi après 22 h 0. La ligne est prolongée depuis l'arrêt Moinard jusque Couëron – Océan en desservant l'arrêt Blancho. À partir de la rentrée du réseau TAN le 30 août 2021, la ligne dessert également la ville d'Indre en service de nuit en modifiant son tracé entre les arrêts Clos Ami et Chabossière pour desservir les arrêts Mairie d'Indre, Rue d'Indre, Gare d'Indre, Buzardières et Beauregard. Les arrêts Dayat et Vaillant étaient également desservis, mais ce détour a été supprimé peu de temps après la rentrée 2021. - Une partie des services de cette ligne sont exploités par le dépôt STAO PL 44 de Nantes en jours bleu et vert. - La ligne 91 fait partie des 6 lignes de bus régulières qui assurent un service nocturne à partir de 22 h 30. - Tracé : La ligne relie la ligne 1 soit à Mendès France – Bellevue en journée, soit à François Mitterrand en soirée, aux villes de Saint-Herblain et de Couëron. - Histoire : En 2015, la branche vers le bac de Couëron est reprise par la ligne 71 nouvellement crée. La ligne 91 n'a donc plus que Couëron – Bougon pour seul terminus. - Date de dernière mise à jour : 7 juillet 2021 |                                                  |                                                  |                                                  |                                                                   |                                                  |                                                  |                                                  |                                                                |
| 91    | Dernière actualisation : — |                                                  |                                                  |                                                  |                                                                   |                                                  |                                                  |                                                  |                                                                |
| 93    | Hôpital Laënnec ⥋ Bobby Sands / Hauts de Couëron | Hôpital Laënnec ⥋ Bobby Sands / Hauts de Couëron | Hôpital Laënnec ⥋ Bobby Sands / Hauts de Couëron | Hôpital Laënnec ⥋ Bobby Sands / Hauts de Couëron | Hôpital Laënnec ⥋ Bobby Sands / Hauts de Couëron                  | Hôpital Laënnec ⥋ Bobby Sands / Hauts de Couëron | Hôpital Laënnec ⥋ Bobby Sands / Hauts de Couëron | Hôpital Laënnec ⥋ Bobby Sands / Hauts de Couëron | Hôpital Laënnec ⥋ Bobby Sands / Hauts de Couëron               |
| 93    | Ouverture / Fermeture 1er septembre 1980 / — | Longueur 5,7 / 8,7 km                            | Durée 15 min                                     | Nb. d’arrêts 21                                  | Matériel Lion's City A37 Citywide LF GNV                          | Jours de fonctionnement L, Ma, Me, J, V, S, D    | Jour / Soir / Nuit / Fêtes O / N / N / O         | Voy. / an —                                      | Exploitant (Dépôt) STAO PL 44 (Nantes)                         |
| 93    | Desserte : - Ville(s) desservie(s) : Saint-Herblain et Couëron - Gares et stations desservies : François Mitterrand 1 . - Principaux lieux desservis : Hôpital Laënnec, Institut de cancérologie de l'Ouest, Zone d'activités d'Armor, Centre Commercial Atlantis le Centre, Nantes Métropole Pôle Loire-Chézine, ADONIS Nantes, Centre Industriel, ZAC de la Loire, Parc d'activités des Hauts de Couëron. |                                                  |                                                  |                                                  |                                                                   |                                                  |                                                  |                                                  |                                                                |
| 93    | Autre : - Amplitude horaire et fréquence : - Jour bleu : de 6 h 25 à 22 h 0 avec un bus toutes les 14 à 16 minutes en heures de pointe et toutes les 20 minutes en heures creuses. - Jour vert : de 6 h 25 à 22 h 0 avec un bus toutes les 16 minutes en heures de pointe et toutes les 20 minutes en heures creuses. - Jour jaune : de 6 h 15 à 21 h 50 avec un bus toutes les 20 minutes. - Jour violet : de 6 h 10 à 22 h 0 avec un bus toutes les 25 minutes. - Jour blanc : de 9 h 30 à 20 h 15 avec un bus toutes les 30 minutes. - Particularités : - La desserte de Hauts de Couëron ne s'effectue que du lundi au vendredi en heures de pointe. - Après 20 h 20, la ligne circule uniquement entre les arrêts François Mitterrand et Hôpital Laennec. - Tracé : La ligne 93 relie l'Hôpital Laënnec aux Hauts de Couëron, par le terminus de la François Mitterrand, et différents pôles d'activités. - Histoire : La ligne reliait au départ les arrêts C.H.U. Nord (aujourd'hui Hôpital Laënnec) et Bellevue par la rue des Johardières et la D75. Puis, avec le prolongement de la ligne 1 en 2000, elle a été limitée à François Mitterrand. En 2006, son tracé est modifié : la ligne part du terminus Bobby Sands, passe par François Mitterrand devenu un arrêt, passe par l'Avenue Jacques Cartier pour remonter vers l'Hôpital Laënnec, nouveau nom du terminus C.H.U. Nord, où elle effectue une boucle pour desservir les différents services. En 2010, la ligne a été prolongée de Bobby Sands à Hauts de Couëron, et l'année suivante, ce prolongement est dorénavant desservi uniquement en heures de pointe en semaine. - Date de dernière mise à jour : 7 juillet 2021 |                                                  |                                                  |                                                  |                                                                   |                                                  |                                                  |                                                  |                                                                |
| 93    | Dernière actualisation : — |                                                  |                                                  |                                                  |                                                                   |                                                  |                                                  |                                                  |                                                                |
| 95    | Haluchère – Batignolles ⥋ Bois Saint-Lys | Haluchère – Batignolles ⥋ Bois Saint-Lys         | Haluchère – Batignolles ⥋ Bois Saint-Lys         | Haluchère – Batignolles ⥋ Bois Saint-Lys         | Haluchère – Batignolles ⥋ Bois Saint-Lys                          | Haluchère – Batignolles ⥋ Bois Saint-Lys         | Haluchère – Batignolles ⥋ Bois Saint-Lys         | Haluchère – Batignolles ⥋ Bois Saint-Lys         | Haluchère – Batignolles ⥋ Bois Saint-Lys                       |
| 95    | Ouverture / Fermeture 3 septembre 1979 / — | Longueur 10 km                                   | Durée 20-25 min                                  | Nb. d’arrêts 21                                  | Matériel Citaro Facelift Citaro C2 Citelis 12 Lion's City A21 GNV | Jours de fonctionnement L, Ma, Me, J, V, S, D    | Jour / Soir / Nuit / Fêtes O / N / N / O         | Voy. / an —                                      | Exploitant (Dépôt) Keolis Atlantique (Nantes)                  |
| 95    | Desserte : - Ville(s) desservie(s) : Nantes et Carquefou - Gares et stations desservies : Haluchère – Batignolles, Halvêque 1 . - Principaux lieux desservis : Clinique Jules Verne, Piscine Jules-Verne, Pôle emploi - Nantes Haluchère, Théâtre pour Deux Mains, Square de la Halvêque, Bibliothèque de La Halvêque, Stade de la Beaujoire, Parc Gustave Eiffel, Gymnase Jean Vincent, Maison d'arrêt de Nantes-Carquefou, Zone d'activités Nant'est Entreprises, Icam Nantes, Mairie de Carquefou, Cimetière de Carquefou. |                                                  |                                                  |                                                  |                                                                   |                                                  |                                                  |                                                  |                                                                |
| 95    | Autre : - Amplitude horaire et fréquence : - Jour bleu : de 6 h 10 à 21 h 25 avec un bus toutes les 10 minutes en heures de pointe et toutes les 20 à 25 minutes en heures creuses. - Jour vert : de 6 h 10 à 21 h 25 avec un bus toutes les 12 minutes en heures de pointe et toutes les 20 minutes en heures creuses. - Jour jaune : de 6 h 15 à 21 h 25 avec un bus toutes les 20 minutes en heures de pointe et toutes les 30 minutes en heures creuses. - Jour violet : de 6 h 15 à 21 h 25 avec un bus toutes les 30 minutes. - Jour blanc : de 8 h 25 à 21 h 25 avec un bus toutes les 60 à 65 minutes. - Tracé : La ligne 95 relie le pôle d'échange multimodal Haluchère – Batignolles aux quartiers nord-est de Carquefou, par la route de Carquefou, le dépôt du Bêle de la SEMITAN et l'ouest de la zone d'activités de Nant'est Entreprises. - Histoire : En 2004, avec la création de l'Express de Carquefou, la ligne 95 (Haluchère ↔ Bois Saint-Lys) effectue donc dorénavant son terminus à Souchais, et la branche vers Bois St-Lys est reprise par la ligne 85. En 2006, pour effectuer une meilleure desserte des quartiers de la Fleuriaye et du Souchais, le tracé de la ligne ainsi que son terminus ont été modifiés dans ce secteur. En 2013 enfin, l'itinéraire de la ligne 95 voit son itinéraire modifié entre Haluchère – Batignolles et Bêle, afin de desservir la route de Carquefou. Une petite branche au niveau du Champ de manœuvre constituée de 2 arrêts, Primagaz et Cadranière, déjà desservie par quelques services, est définitivement supprimée cette année-là. À la rentrée 2022, son terminus est inversé avec la ligne 85 : la ligne 95 reprends donc le tracé de la ligne 85 entre les arrêts Schweitzer et Bois Saint-Lys, revenant à son ancien terminus d'avant 2004, et son amplitude est prolongée d'une heure en soirée. - Date de dernière mise à jour : 30 août 2022 |                                                  |                                                  |                                                  |                                                                   |                                                  |                                                  |                                                  |                                                                |
| 95    | Dernière actualisation : — |                                                  |                                                  |                                                  |                                                                   |                                                  |                                                  |                                                  |                                                                |
| 96    | Bout des Pavés ⥋ La Chapelle – Aulnay | Bout des Pavés ⥋ La Chapelle – Aulnay            | Bout des Pavés ⥋ La Chapelle – Aulnay            | Bout des Pavés ⥋ La Chapelle – Aulnay            | Bout des Pavés ⥋ La Chapelle – Aulnay                             | Bout des Pavés ⥋ La Chapelle – Aulnay            | Bout des Pavés ⥋ La Chapelle – Aulnay            | Bout des Pavés ⥋ La Chapelle – Aulnay            | Bout des Pavés ⥋ La Chapelle – Aulnay                          |
| 96    | Ouverture / Fermeture 3 septembre 1979 / — | Longueur 9,4 km                                  | Durée 21 min                                     | Nb. d’arrêts 20                                  | Matériel GX 327 GX 337                                            | Jours de fonctionnement L, Ma, Me, J, V, S       | Jour / Soir / Nuit / Fêtes O / N / N / N         | Voy. / an —                                      | Exploitant (Dépôt) Transports Brodu (Grandchamp-des-Fontaines) |
| 96    | Desserte : - Ville(s) desservie(s) : Nantes, Orvault et La Chapelle-sur-Erdre - Gares et stations desservies : Beauséjour 3 , Boissière, Santos Dumont, Chêne des Anglais, René Cassin 2 , Gare de La Chapelle-Aulnay. - Principaux lieux desservis : EHPAD Beauséjour, Cimetière du Pont du Cens, Parc de La Gaudinière, Château de La Gaudinière, Église Notre-Dame de Lourdes, Lycée Gaspard Monge La Chauvinière, Cimetière de la Chauvinière, Église protestante de Nantes-Boissière, Église Saint-Dominique, Maison de l'Emploi de la Métropole Nantaise, Salle Santos Dumont, Gymnase de la Géraudiere, Pôle emploi - Nantes Nord, Collège Stendhal, Parc et stade de l'Amande, Médiathèque Luce-Courville, Centre de détention de Nantes, Mosquée Rahma, Gymnase du Bout des Landes, Jardins familiaux des Églantiers, Golf Bluegreen Nantes-Erdre, Salle de concert Le Jam, Complexe sportif de Mazaire, Collège Le Grand Beauregard, Stade Bourgoin Decombe, Mairie de La Chapelle-sur-Erdre, Église Sainte-Catherine, Salle Saint-Michel. |                                                  |                                                  |                                                  |                                                                   |                                                  |                                                  |                                                  |                                                                |
| 96    | Autre : - Amplitude horaire et fréquence : - Jour bleu : de 6 h 20 à 20 h 50 avec un bus toutes les 16 minutes en heures de pointe et toutes les 22 minutes en heures creuses. - Jour vert : de 6 h 25 à 20 h 45 avec un bus toutes les 18 minutes en heures de pointe et toutes les 22 minutes en heures creuses. - Jour jaune : de 6 h 30 à 20 h 40 avec un bus toutes les 25 minutes. - Jour violet : de 6 h 45 à 20 h 40 avec un bus toutes les 30 minutes. - Tracé : La ligne 96 relie les lignes 2 et 3 du tramway à la ville de La Chapelle-sur-Erdre, par la RD69. - Histoire : En 2007, la ligne a vu son terminus de La Chapelle inversé avec celui de la ligne 86 : L'Aulnay, auparavant desservi par la ligne 86, revient à la ligne 96, et Coutancière passe de la ligne 96 à la 86. L'itinéraire de la ligne 96 a également été légèrement modifié cette année là, et passe depuis par l'arrêt Géraudière. En 2014, la ligne 96 fut rejoint par la 86 à L'Aulnay, avec le prolongement de cette ligne à cette gare. À la rentrée 2022, la ligne est limitée à Bout des Pavés et ne dessert donc plus le tronçon entre Bout des Pavés et Beauséjour. - Date de dernière mise à jour : 31 août 2022 |                                                  |                                                  |                                                  |                                                                   |                                                  |                                                  |                                                  |                                                                |
| 96    | Dernière actualisation : — |                                                  |                                                  |                                                  |                                                                   |                                                  |                                                  |                                                  |                                                                |
| 97    | Trentemoult ⥋ Vertou | Trentemoult ⥋ Vertou                             | Trentemoult ⥋ Vertou                             | Trentemoult ⥋ Vertou                             | Trentemoult ⥋ Vertou                                              | Trentemoult ⥋ Vertou                             | Trentemoult ⥋ Vertou                             | Trentemoult ⥋ Vertou                             | Trentemoult ⥋ Vertou                                           |
| 97    | Ouverture / Fermeture 1er septembre 1980 / — | Longueur 12,4 km                                 | Durée 30-35 min                                  | Nb. d’arrêts 34                                  | Matériel GX 317 GNV Urbanway 12 GNV                               | Jours de fonctionnement L, Ma, Me, J, V, S, D    | Jour / Soir / Nuit / Fêtes O / N / N / O         | Voy. / an —                                      | Exploitant (Dépôt) SEMITAN (Trentemoult)                       |
| 97    | Desserte : - Ville(s) desservie(s) : Rezé et Vertou - Gares et stations desservies : 8 Mai 3 . - Principaux lieux desservis : Quartier de Trentemoult, Centre Commercial Atout Sud, Église Saint-Pierre de Rezé, Mairie de Rezé, Square de la Fraternité, Maison Radieuse, Collège Privé Sainte-Anne, Chapelle Saint-Lupien, Musée Le Chronographe, Cimetière Saint-Pierre, Lycée Notre-Dame, Collège Pont Rousseau, Théâtre Municipal de Rezé, Gymnase Julien-Douillard, Cimetière Saint-Paul, Parc de La Morinière, Coteau du Chêne, Chaussée des Moines, Île de la Placelière, Écluse à bateaux, Pont du Chêne, Bassin du Chêne, Parc de la Sèvre, Parc du Loiry, Skatepark du Loiry, Camping du Loiry, Canoë Kayak Vertou, Centre Médico Social, Stade Vertou, Salle Sèvre et Maine, Gymnase Jean-Pierre Morel, Piscine municipale de Vertou, Collège Saint-Blaise, Cimetière de Vertou-Centre, Bibliothèque Libre Cour, Église Saint-Martin, Mairie de Vertou. |                                                  |                                                  |                                                  |                                                                   |                                                  |                                                  |                                                  |                                                                |
| 97    | Autre : - Amplitude horaire et fréquence : - Jour bleu : de 5 h 45 à 21 h 25 avec un bus toutes les 10 à 15 minutes en heures de pointe et toutes les 20 à 25 minutes en heures creuses. - Jour vert : de 5 h 45 à 21 h 25 avec un bus toutes les 15 minutes en heures de pointe et toutes les 25 minutes en heures creuses. - Jour jaune : de 6 h 0 à 21 h 30 avec un bus toutes les 25 minutes. - Jour violet : de 6 h 0 à 21 h 25 avec un bus toutes les 30 minutes. - Jour blanc : de 8 h 45 à 21 h 25 avec un bus toutes les 70 minutes. - Tracé : La ligne 97 relie le dépôt de Trentemoult à Vertou, via Rezé. - Histoire : La ligne était au départ limitée entre 8 Mai et Vertou. Puis, en novembre 2006, avec la création de la ligne 4, elle fut prolongée jusqu'à Trentemoult en reprenant l'itinéraire de l'ancienne ligne 38 (Trentemoult ↔ Robinière / L'Aufrère). - Date de dernière mise à jour : 29 mai 2020 |                                                  |                                                  |                                                  |                                                                   |                                                  |                                                  |                                                  |                                                                |
| 97    | Dernière actualisation : — |                                                  |                                                  |                                                  |                                                                   |                                                  |                                                  |                                                  |                                                                |
| 98    | Brains / Saint-Léger-les-Vignes ⥋ Neustrie | Brains / Saint-Léger-les-Vignes ⥋ Neustrie       | Brains / Saint-Léger-les-Vignes ⥋ Neustrie       | Brains / Saint-Léger-les-Vignes ⥋ Neustrie       | Brains / Saint-Léger-les-Vignes ⥋ Neustrie                        | Brains / Saint-Léger-les-Vignes ⥋ Neustrie       | Brains / Saint-Léger-les-Vignes ⥋ Neustrie       | Brains / Saint-Léger-les-Vignes ⥋ Neustrie       | Brains / Saint-Léger-les-Vignes ⥋ Neustrie                     |
| 98    | Ouverture / Fermeture 7 septembre 1981 / — | Longueur 19,1 / 18,3 km                          | Durée —                                          | Nb. d’arrêts 37                                  | Matériel GX 317 GNV Urbanway 12 GNV                               | Jours de fonctionnement L, Ma, Me, J, V, S, D    | Jour / Soir / Nuit / Fêtes O / N / N / O         | Voy. / an —                                      | Exploitant (Dépôt) SEMITAN (Trentemoult)                       |
| 98    | Desserte : - Ville(s) desservie(s) : Brains, Saint-Léger-les-Vignes, Bouaye, Saint-Aignan-de-Grand-Lieu et Bouguenais - Gares et stations desservies : Gare de Bouaye, Neustrie 3 . - Principaux lieux desservis : Mairie de Brains, Salle Polyvalente des Prés, Espace des Primevères, Église Notre-Dame de l'Assomption, Complexe Sportif de la rive, Église de Saint-Léger-les-Vignes, Cimetière de Saint-Léger-les-Vignes, Mairie de Saint-Léger-les-Vignes, Villa du Châtelier, Cimetière de Bouaye, Collège Saint-Hermeland, Mairie de Bouaye, Église Saint-Hermeland, Amicale Laïque de Bouaye, Centre Administratif et Social, Parc des Droits de l'Homme et du Citoyen, Salle Jacqueline Auriol, Salle Eugène Levèque, Parc de la Mevellière, Jardin des naissances de Bouaye, Médiathèque de Bouaye, Salle de la Pavelle, Salle de l'Heronnière, Église de Saint-Aignan-de-Grand-Lieu, Mairie de Saint-Aignan-de-Grand-Lieu, Château de la Plinguetière, Aéroport de Nantes-Atlantique, Pôle d'activités de l'Aéroport, Salle omnisports de la Baronnais, Collège La Neustrie. |                                                  |                                                  |                                                  |                                                                   |                                                  |                                                  |                                                  |                                                                |
| 98    | Autre : - Amplitude horaire et fréquence : - Jour bleu : de 6 h 15 à 21 h 0 avec un bus toutes les 15 à 20 minutes en heures de pointe et toutes les 40 minutes en heures creuses. - Jour vert : de 6 h 15 à 21 h 0 avec un bus toutes les 20 minutes en heures de pointe et toutes les 40 minutes en heures creuses. - Jour jaune : de 6 h 20 à 21 h 5 avec un bus toutes les 45 minutes. - Jour violet : de 6 h 20 à 21 h 5 avec un bus toutes les 45 minutes. - Jour blanc : de 10 h 5 à 20 h 10 avec un bus toutes les 90 minutes. - Tracé : La ligne 98 part du pôle d'échanges Neustrie en direction de l'Aéroport de Nantes-Atlantique et le parc d'activités environnant, puis dessert les villes de Saint-Aignan-de-Grand-Lieu et Bouaye avant de former deux branches : l'une desservant Brains et l'autre Saint-Léger-les-Vignes. - Histoire : La ligne fut prolongée de Pirmil à Greneraie en 2006 avec la création de la ligne 4, sans autre modifications de son itinéraire. À la rentrée du réseau TAN le 30 août 2021, le tracé de la ligne est complètement revu : elle part dorénavant de Neustrie (au lieu de Greneraie) puis emprunte l'itinéraire de l'ancienne ligne 48 jusqu'à l'aéroport avant de reprendre son ancien tracé jusqu'à Saint-Aignan-de-Grand-Lieu ou elle effectue une nouvelle boucle à l'intérieur de la commune, puis reprend le tracé de l'ancienne ligne 68 jusqu'à Bouaye avant de reprendre les branches de Brains et de Saint-Léger-les-Vignes de la ligne 88 (qui a été également modifiée). À la rentrée 2022, la ligne est reprise provisoirement par la Semitan afin de pallier le manque de conducteurs chez l'entreprise affrétée Transdev STAO PL 44. - Date de dernière mise à jour : 31 août 2022 |                                                  |                                                  |                                                  |                                                                   |                                                  |                                                  |                                                  |                                                                |
| 98    | Dernière actualisation : — |                                                  |                                                  |                                                  |                                                                   |                                                  |                                                  |                                                  |                                                                |

### Lignes Express
Les lignes Express sont des lignes reliant des communes densément peuplées mais éloignées des stations de tramway ou de busway. Elles utilisent principalement des voies rapides et n'effectuent donc que très peu d'arrêts. Elles circulent uniquement du lundi au vendredi pendant les heures de pointe du matin et du soir.
Depuis la rentrée 2013, ces lignes « Express » sont désignées par la lettre E accompagné d'un chiffre correspondant à la zone géographique mentionnée plus haut.
| Ligne | Caractéristiques | Caractéristiques              | Caractéristiques              | Caractéristiques              | Caractéristiques                                                   | Caractéristiques                        | Caractéristiques                         | Caractéristiques              | Caractéristiques                              |
| E1    | Couëron Océan ⥋ Gare Maritime | Couëron Océan ⥋ Gare Maritime | Couëron Océan ⥋ Gare Maritime | Couëron Océan ⥋ Gare Maritime | Couëron Océan ⥋ Gare Maritime                                      | Couëron Océan ⥋ Gare Maritime           | Couëron Océan ⥋ Gare Maritime            | Couëron Océan ⥋ Gare Maritime | Couëron Océan ⥋ Gare Maritime                 |
| ----- | --- | ----------------------------- | ----------------------------- | ----------------------------- | ------------------------------------------------------------------ | --------------------------------------- | ---------------------------------------- | ----------------------------- | --------------------------------------------- |
| E1    | Ouverture / Fermeture 27 août 2007 / — | Longueur 15,8 km              | Durée 30 min                  | Nb. d’arrêts 13               | Matériel Lion's City A37                                           | Jours de fonctionnement L, Ma, Me, J, V | Jour / Soir / Nuit / Fêtes O / N / N / N | Voy. / an —                   | Exploitant (Dépôt) STAO PL 44 (Couëron)       |
| E1    | Desserte : - Ville(s) desservie(s) : Couëron – Indre – Nantes - Gares et stations desservies : Gare de Chantenay, Gare Maritime 1 . - Principaux lieux desservis : Complexe sportif René-Gaudin, Stade Vélodrome Marcel-de-la-Provôté, Complexe sportif du Bourg d'Aval, Skate Park, Mairie de Couëron, Église Saint-Symphorien, Collège Privé Sainte-Philomène, Cimetière de Couëron, Lycée Jean-Jacques Audubon, Collège Paul Langevin, Piscine municipale Baptiste-Lefèvre, Stade Suzanne et Donatien Hauray, Stade de la Frémondière, Salle de l'Estuaire, Église Notre-Dame-de-Miséricorde, Gymnase Pierre-Moisan, École de Musique de Couëron, Stade d'Indre, Mairie d'Indre, École Municipale de Musique, Mosquée Osmanli, Lycée Louis-Antoine de Bougainville, Pôle emploi - Nantes Chantenay, Audencia Bachelors, Maillé-Brézé (D627). |                               |                               |                               |                                                                    |                                         |                                          |                               |                                               |
| E1    | Autre : - Amplitude horaire et fréquence : - Jour bleu : de 6 h 30 à 9 h 30 et de 15 h 50 à 20 h 0 avec un bus toutes les 10 minutes. - Jour vert : de 6 h 25 à 9 h 30 et de 15 h 50 à 19 h 50 avec un bus toutes les 12 minutes. - Jour jaune : de 6 h 30 à 9 h 20 et de 16 h 0 à 19 h 50 avec un bus toutes les 20 minutes. - Particularités : - En jour jaune, la ligne ne circule pas le samedi. - Tracé : La ligne part de la station de la ligne 1 Gare Maritime, passe par la Gare de Chantenay puis part vers Couëron via la RD 107. - Histoire : La ligne Express Couëron (Gare Maritime <> Mairie de Couëron), aujourd'hui E1, fut prolongée à un nouvel arrêt, Couëron en 2013, qui devient Couëron Océan en 2015. - Date de dernière mise à jour : 7 juillet 2021 |                               |                               |                               |                                                                    |                                         |                                          |                               |                                               |
| E1    | Dernière actualisation : — |                               |                               |                               |                                                                    |                                         |                                          |                               |                                               |
| E4    | Porte de Vertou ⥋ Vertou | Porte de Vertou ⥋ Vertou      | Porte de Vertou ⥋ Vertou      | Porte de Vertou ⥋ Vertou      | Porte de Vertou ⥋ Vertou                                           | Porte de Vertou ⥋ Vertou                | Porte de Vertou ⥋ Vertou                 | Porte de Vertou ⥋ Vertou      | Porte de Vertou ⥋ Vertou                      |
| E4    | Ouverture / Fermeture 6 novembre 2006 / — | Longueur 4,4 km               | Durée 7-8 min                 | Nb. d’arrêts 6                | Matériel Urbanway 12 Citelis 12                                    | Jours de fonctionnement L, Ma, Me, J, V | Jour / Soir / Nuit / Fêtes O / N / N / N | Voy. / an —                   | Exploitant (Dépôt) Voyages Lefort (Vertou)    |
| E4    | Desserte : - Ville(s) desservie(s) : Vertou - Gares et stations desservies : Porte de Vertou 4 . - Principaux lieux desservis : Centre Hospitalier Sèvre et Loire, Parc industriel de la Vertonne, Collège Lucie Aubrac, Cimetière paysager, Salle des Échalonnière, Complexe Sportif des Échalonnières, Stade des Échalonnières, Cimetière de Vertou-Centre, Bibliothèque Libre Cour, Église Saint-Martin, Mairie de Vertou. |                               |                               |                               |                                                                    |                                         |                                          |                               |                                               |
| E4    | Autre : - Amplitude horaire et fréquence : - Jour bleu : de 7 h 0 à 8 h 45 et de 16 h 0 à 19 h 25 avec un bus toutes les 10 minutes. - Jour vert : de 7 h 0 à 8 h 45 et de 16 h 0 à 19 h 20 avec un bus toutes les 13 minutes. - Jour jaune : de 7 h 0 à 8 h 40 et de 16 h 0 à 19 h 10 avec un bus toutes les 13 minutes. - Particularités : - En jour jaune, la ligne ne circule pas le samedi. - Tracé : La ligne relie la Porte de Vertou, terminus de la ligne 4, à la commune de Vertou, via la RD 59 et le quartier du Bignonnet. - Histoire : La ligne Express Vertou, aujourd'hui E4, fut créée en novembre 2006 avec le lancement de la ligne 4, afin de relier le terminus Porte de Vertou de la ligne 4 à la commune de Vertou. Son itinéraire de desserte de Vertou a été légèrement modifié en 2010, afin de desservir le Bignonnet. - Date de dernière mise à jour : 7 juillet 2021 |                               |                               |                               |                                                                    |                                         |                                          |                               |                                               |
| E4    | Dernière actualisation : — |                               |                               |                               |                                                                    |                                         |                                          |                               |                                               |
| E5    | Fac de Droit ⥋ Carquefou | Fac de Droit ⥋ Carquefou      | Fac de Droit ⥋ Carquefou      | Fac de Droit ⥋ Carquefou      | Fac de Droit ⥋ Carquefou                                           | Fac de Droit ⥋ Carquefou                | Fac de Droit ⥋ Carquefou                 | Fac de Droit ⥋ Carquefou      | Fac de Droit ⥋ Carquefou                      |
| E5    | Ouverture / Fermeture 23 août 2004 / — | Longueur 12,2 km              | Durée 25-35 min               | Nb. d’arrêts 12               | Matériel Citaro Facelift Citaro C2 Crossway LE City Citelis 12     | Jours de fonctionnement L, Ma, Me, J, V | Jour / Soir / Nuit / Fêtes O / N / N / N | Voy. / an —                   | Exploitant (Dépôt) Keolis Atlantique (Nantes) |
| E5    | Desserte : - Ville(s) desservie(s) : Nantes et Carquefou - Gares et stations desservies : École Centrale – Audencia, Recteur Schmitt 2 . - Principaux lieux desservis : Université de Nantes, IAE Nantes, Théâtre Universitaire, École Centrale de Nantes, Ifremer, Audencia, Lycée Professionnel François Arago, Institut régional d'administration de Nantes, Gymnase de la Barboire, CGI Nantes la Rivière, Office Français de la Biodiversité, École Supérieure des Professions Immobilières de Nantes, Établissement Régional d'Enseignement Adapté, Campus de la Chantrerie, IUT de Nantes - Campus La Fleuriaye, Espace Performance La Fleuriaye, Centre de Congrès de la Fleuriaye, Parc du Charbonneau, Collège Privé Sainte-Anne, Médiathèque Hélène Carrère d'Encausse, Église Saint-Pierre, Mairie de Carquefou, Cimetière de Carquefou. |                               |                               |                               |                                                                    |                                         |                                          |                               |                                               |
| E5    | Autre : - Amplitude horaire et fréquence : - Jour bleu : de 6 h 30 à 9 h 30 et de 15 h 45 à 19 h 40 avec un bus toutes les 10 minutes. - Jour vert : de 6 h 30 à 9 h 10 et de 15 h 45 à 19 h 35 avec un bus toutes les 10 minutes. - Jour jaune : de 6 h 45 à 9 h 25 et de 15 h 45 à 19 h 25 avec un bus toutes les 15 minutes. - Particularités : - En jour jaune, la ligne ne circule pas le samedi. - Tracé : La ligne relie les Facultés à Carquefou, en passant par l'Autoroute A11. - Histoire : L'Express Carquefou reliait, lors de son ouverture, le terminus de la ligne 1 Beaujoire à Carquefou. Puis, en 2011, elle a été prolongée à Haluchère – Batignolles, avant de voir son itinéraire modifié en 2013, afin de relier Carquefou aux Facultés via l'Autoroute A11. - Date de dernière mise à jour : 7 juillet 2021 |                               |                               |                               |                                                                    |                                         |                                          |                               |                                               |
| E5    | Dernière actualisation : — |                               |                               |                               |                                                                    |                                         |                                          |                               |                                               |
| E8    | La Cochère ⥋ Greneraie | La Cochère ⥋ Greneraie        | La Cochère ⥋ Greneraie        | La Cochère ⥋ Greneraie        | La Cochère ⥋ Greneraie                                             | La Cochère ⥋ Greneraie                  | La Cochère ⥋ Greneraie                   | La Cochère ⥋ Greneraie        | La Cochère ⥋ Greneraie                        |
| E8    | Ouverture / Fermeture 23 août 2010 / — | Longueur 22,9 km              | Durée 40-45 min               | Nb. d’arrêts 14               | Matériel GX 327 Citaro Citaro Facelift Citaro LE Facelift S 415 NF | Jours de fonctionnement L, Ma, Me, J, V | Jour / Soir / Nuit / Fêtes O / N / N / N | Voy. / an —                   | Exploitant (Dépôt) STAO PL 44 (La Montagne)   |
| E8    | Desserte : - Ville(s) desservie(s) : Nantes, Bouguenais, La Montagne, Saint-Jean-de-Boiseau et Le Pellerin - Gares et stations desservies : Pirmil 2 3 , Greneraie 4 . - Principaux lieux desservis : Église Notre-Dame, Église paroissiale de Saint-Jean-de-Boiseau, Mairie de Saint-Jean-de-Boiseau, Mairie de La Montagne, Collège Notre-Dame, Église Notre-Dame, Cinéma Le Montagnard, Collège Saint-Exupéry, Château d'Aux, Salle Georges Brassens, Stade Municipal de La Montagne, Cimetière de Bouguenais, Résidence La Croix du Gué, Place Pirmil, Jardin Confluent, Hôpital Saint-Jacques, École d'Infirmière. |                               |                               |                               |                                                                    |                                         |                                          |                               |                                               |
| E8    | Autre : - Amplitude horaire et fréquence : - Jour bleu : de 6 h 25 à 9 h 20 et de 16 h 30 à 20 h 10 avec un bus toutes les 12 minutes. - Jour vert : de 6 h 30 à 8 h 55 et de 16 h 30 à 20 h 5 avec un bus toutes les 15 minutes. - Jour jaune : de 6 h 30 à 8 h 45 et de 16 h 30 à 20 h 5 avec un bus toutes les 20 minutes. - Particularités : - En jour jaune, la ligne ne circule pas le samedi. - Tracé : La ligne relie les pôles d'échanges de Greneraie et de Pirmil aux villes du sud-Loire à l'ouest de Nantes : La Montagne, Saint-Jean-de-Boiseau et Le Pellerin. Elle emprunte la Route de Pornic et la Route de Paimbœuf entre Pirmil et La Montagne. - Histoire : La ligne Express du Pellerin fut créée en 2010 afin de relier rapidement les villes du sud-Loire à Nantes. À la rentrée 2022, une expérimentation de prolongement sur une durée de deux ans a été mise en place jusqu'au lieu-dit de « La Cochère », avec comme objectif d'atteindre les 70 montées par jour en moyenne sur ce prolongement,. - Date de dernière mise à jour : 30 août 2022 |                               |                               |                               |                                                                    |                                         |                                          |                               |                                               |
| E8    | Dernière actualisation : — |                               |                               |                               |                                                                    |                                         |                                          |                               |                                               |

### Navette Aéroport
La navette Aéroport relie Hôtel-dieu dans le centre ville à l'Aéroport de Nantes-Atlantique, via la Gare Sud et Le Lieu unique. Elle possède ses propres tarifs.
Depuis 2015, les véhicules circulant sur la ligne sont visibles sur l'application pour smartphone « Zenbus », et depuis le 30 mai 2017, les usagers de la ligne disposent d'un accès Wi-Fi gratuit appelé « Nantes Wifi Public ».
| Ligne                                       | Caractéristiques | Caractéristiques    | Caractéristiques    | Caractéristiques    | Caractéristiques         | Caractéristiques                              | Caractéristiques                         | Caractéristiques                          | Caractéristiques                         |
| Accessible aux personnes à mobilité réduite | Navette Aéroport | Navette Aéroport    | Navette Aéroport    | Navette Aéroport    | Navette Aéroport         | Navette Aéroport                              | Navette Aéroport                         | Navette Aéroport                          | Navette Aéroport                         |
| Accessible aux personnes à mobilité réduite | Commerce ⥋ Aéroport | Commerce ⥋ Aéroport | Commerce ⥋ Aéroport | Commerce ⥋ Aéroport | Commerce ⥋ Aéroport      | Commerce ⥋ Aéroport                           | Commerce ⥋ Aéroport                      | Commerce ⥋ Aéroport                       | Commerce ⥋ Aéroport                      |
| ------------------------------------------- | --- | ------------------- | ------------------- | ------------------- | ------------------------ | --------------------------------------------- | ---------------------------------------- | ----------------------------------------- | ---------------------------------------- |
| Accessible aux personnes à mobilité réduite | Ouverture / Fermeture 2 janvier 1987 / — | Longueur 10,5 km    | Durée 20 min        | Nb. d’arrêts 5      | Matériel Urbanway 12 GNV | Jours de fonctionnement L, Ma, Me, J, V, S, D | Jour / Soir / Nuit / Fêtes O / O / N / O | Voy. / an 25 000 voyageurs / mois (2 015) | Exploitant (Dépôt) SEMITAN (Trentemoult) |
| Accessible aux personnes à mobilité réduite | Desserte : - Ville(s) desservie(s) : Nantes et Bouguenais - Gares et stations desservies : Commerce 1 2 3 , Gare Sud 5 . - Principaux lieux desservis : Place du Commerce, Île Feydeau, CHU de Nantes, Le Lieu unique, Tour LU, Le Jardin Unique, Aéroport de Nantes-Atlantique, Pôle d'activités de l'Aéroport. |                     |                     |                     |                          |                                               |                                          |                                           |                                          |
| Accessible aux personnes à mobilité réduite | Autre : - Amplitude horaire et fréquence : - Du lundi au samedi : de 5 h 30 à 23 h 40 avec un bus toutes les 20 minutes. - Dimanches et fêtes : de 6 h 15 à 23 h 40 avec un bus toutes les 20 minutes. - Particularités : - La ligne dispose d'une tarification spécifique. Seul le ticket Navette Aéroport est accepté sur la ligne. - Tracé : La ligne part de Commerce, prend l'Allée Baco, dessert le Lieu unique, la Cité des congrès de Nantes et la Gare Sud, puis elle emprunte le Pont de Tbilissi, le Quai André-Morice, le Pont Général-Audibert, le Boulevard Gustave-Roch, le Pont des Trois-Continents, la Route de Pornic, le périphérique avant de rejoindre l'Aéroport de Nantes-Atlantique via la RD 85. - Histoire : La ligne, autrefois nommée "TAN'Air" (et numérotée en interne 09), n'a pas eu de changements notables sur son tracé, ne serait-ce qu'elle a desservi entre 2010 (après la fermeture de la ligne 37) et 2016 (avant l'ouverture de la ligne 48) le terminus du tramway Neustrie afin de le relier à l'aéroport (on pouvait d'ailleurs l'emprunter avec un titre TAN entre Neustrie et l'aéroport pendant cette période). Puis elle a arrêté de desservir Neustrie à partir de 2016, et adopte donc un tracé direct entre le centre-ville et l'aéroport. Au fil des années, elle a reçu de nombreux types de matériels comme des Gruau MG 36, des GX 117, des GX 317 GNV ou des Urbanway 12 GNV actuellement en circulation. À la rentrée 2020 (qui a lieu exceptionnellement le 2 novembre 2020 à cause de la crise sanitaire), le terminus Commerce situé auparavant Quai Brancas est déplacé à un nouvel arrêt créé à côté de la Place de la Petite-Hollande en raison de la fermeture du Quai Brancas. Le terminus Nantes Atlantique a été renommé Aéroport à la rentrée du réseau TAN le 30 août 2021. - Date de dernière mise à jour : 30 septembre 2020 |                     |                     |                     |                          |                                               |                                          |                                           |                                          |
| Accessible aux personnes à mobilité réduite | Dernière actualisation : — |                     |                     |                     |                          |                                               |                                          |                                           |                                          |

### Navette évènementielle
Cette navette est mise en service uniquement lors de la tenue de la Folle Journée à la Cité des Congrès de Nantes à la fin janvier ou début février. Elle est équipée de deux bus (plus un en renfort en cas de forte fréquentation) qui sont, pour l'occasion, pelliculés par la société Graphibus, et des arrêts provisoires aux couleurs de la navette sont posés aux différentes haltes du parcours.
| Ligne | Caractéristiques | Caractéristiques           | Caractéristiques           | Caractéristiques           | Caractéristiques           | Caractéristiques                | Caractéristiques                         | Caractéristiques           | Caractéristiques                         |
| FJ    | Navette Folle Journée | Navette Folle Journée      | Navette Folle Journée      | Navette Folle Journée      | Navette Folle Journée      | Navette Folle Journée           | Navette Folle Journée                    | Navette Folle Journée      | Navette Folle Journée                    |
| FJ    | Delorme ⥋ Cité des Congrès | Delorme ⥋ Cité des Congrès | Delorme ⥋ Cité des Congrès | Delorme ⥋ Cité des Congrès | Delorme ⥋ Cité des Congrès | Delorme ⥋ Cité des Congrès      | Delorme ⥋ Cité des Congrès               | Delorme ⥋ Cité des Congrès | Delorme ⥋ Cité des Congrès               |
| ----- | --- | -------------------------- | -------------------------- | -------------------------- | -------------------------- | ------------------------------- | ---------------------------------------- | -------------------------- | ---------------------------------------- |
| FJ    | Ouverture / Fermeture 10 février 1996, / — | Longueur 3,2 km            | Durée 11-14 min            | Nb. d’arrêts 4             | Matériel GX 327 GNV        | Jours de fonctionnement V, S, D | Jour / Soir / Nuit / Fêtes O / N / N / N | Voy. / an —                | Exploitant (Dépôt) SEMITAN (Trentemoult) |
| FJ    | Desserte : - Ville(s) desservie(s) : Nantes - Gares et stations desservies : Commerce 1 2 3 , Cité des Congrès 4 . - Principaux lieux desservis : Place Delorme, Basilique Saint-Nicolas de Nantes, Place du Commerce, Île Feydeau, Cité des congrès de Nantes. |                            |                            |                            |                            |                                 |                                          |                            |                                          |
| FJ    | Autre : - Amplitude horaire et fréquence : - Vendredi : de 8 h 15 à 0 h 0 avec un bus toutes les 15 minutes. - Samedi : de 8 h 0 à 0 h 15 avec un bus toutes les 15 minutes. - Dimanche : de 8 h 0 à 22 h 30 avec un bus toutes les 15 minutes. - Tracé : La navette part de la Place Delorme, descend la Rue du Calvaire, dessert les arrêts Saint-Nicolas et Commerce puis se dirige vers la Cité des congrès de Nantes via le Quai Moncousu. - Histoire : Jusqu'en 2012, la navette remontait jusqu'à la Place Graslin. Puis, avec les travaux de réaménagement et de piétonnisation de la place, la ligne fut limitée à Delorme. Côté matériel, plusieurs modèles de véhicules ont effectué des services sur cette navette, comme des CBM 220, des Heuliez GX 44 et des Heuliez GX 317 diesel et GNV. - Date de dernière mise à jour : 15 juin 2020 |                            |                            |                            |                            |                                 |                                          |                            |                                          |
| FJ    | Dernière actualisation : — |                            |                            |                            |                            |                                 |                                          |                            |                                          |

### Navette Basse-Indre
La Navette Basse-Indre est un service de transport dominical fonctionnant entre 7 h 40 et 13 h 45, et permettant de relier le marché d'Indre à Couëron, Saint-Herblain et Haute-Indre. La navette est assurée par un Mercedes-Benz Sprinter City 65.
| Ligne | Caractéristiques | Caractéristiques                                  | Caractéristiques                                  | Caractéristiques                                  | Caractéristiques                                  | Caractéristiques                                  | Caractéristiques                                  | Caractéristiques                                  | Caractéristiques                                  |
| NBI   | Navette Basse-Indre | Navette Basse-Indre                               | Navette Basse-Indre                               | Navette Basse-Indre                               | Navette Basse-Indre                               | Navette Basse-Indre                               | Navette Basse-Indre                               | Navette Basse-Indre                               | Navette Basse-Indre                               |
| NBI   | Basse-Indre ⥋ Chabossière / Arcades / Haute-Indre | Basse-Indre ⥋ Chabossière / Arcades / Haute-Indre | Basse-Indre ⥋ Chabossière / Arcades / Haute-Indre | Basse-Indre ⥋ Chabossière / Arcades / Haute-Indre | Basse-Indre ⥋ Chabossière / Arcades / Haute-Indre | Basse-Indre ⥋ Chabossière / Arcades / Haute-Indre | Basse-Indre ⥋ Chabossière / Arcades / Haute-Indre | Basse-Indre ⥋ Chabossière / Arcades / Haute-Indre | Basse-Indre ⥋ Chabossière / Arcades / Haute-Indre |
| ----- | --- | ------------------------------------------------- | ------------------------------------------------- | ------------------------------------------------- | ------------------------------------------------- | ------------------------------------------------- | ------------------------------------------------- | ------------------------------------------------- | ------------------------------------------------- |
| NBI   | Ouverture / Fermeture 2 janvier 2022 / 29 juillet 2024 | Longueur 9 km                                     | Durée 12-14 min                                   | Nb. d’arrêts 19                                   | Matériel Sprinter City 65                         | Jours de fonctionnement D                         | Jour / Soir / Nuit / Fêtes O / N / N / N          | Voy. / an —                                       | Exploitant (Dépôt) STAO PL 44 (Couëron)           |
| NBI   | Desserte : - Ville(s) desservie(s) : Indre, Couëron et Saint-Herblain - Gares et stations desservies : Gare de La Basse-Indre - Saint-Herblain. - Principaux lieux desservis : Marché d'Indre, Cercle Nautique d'Indre, Golf Miniature d'Indre, Salle des 3 Îles, Salle Théo Pageot, Église de Saint Hermeland, Mairie d'Indre, Stade, École Municipale de Musique, Ludothèque Haute-Chaussée, Parc de la Bourgonnière, Piscine de la Bourgonnière, Ensembles Sportifs de la Bourgonnière, Collège Anne de Bretagne, Maison de retraite "La Bourgonnière", Centre des Finances Publiques, Gymnase Pierre-Moisan, École de Musique de Couëron.                                                                                                 |                                                   |                                                   |                                                   |                                                   |                                                   |                                                   |                                                   |                                                   |
| NBI   | Autre : - Horaires : - Dimanche : de 7 h 40 à 13 h 45, circulation en continu et en alternance sur trois tracés (vers Chabossière, Arcades ou Haute-Indre). - Tracé : La navette part du terminus Basse-Indre puis remonte pour desservir l'arrêt Mairie d'Indre avant de se diriger soit vers l'arrêt Chabossière à Couëron, soit vers l'arrêt Arcades à Saint-Herblain, soit vers l'arrêt Haute-Indre en effectuant une boucle dans les rues alentour. - Histoire : La navette est lancée le 2 janvier 2022 et est exploitée avec des minibus (puisque la voirie sur Basse-Indre empêche l'utilisation de véhicules plus capacitaires), avec l'objectif d'atteindre les 150 montées par jour. - Date de dernière mise à jour : 19 juin 2024 |                                                   |                                                   |                                                   |                                                   |                                                   |                                                   |                                                   |                                                   |
| NBI   | Dernière actualisation : — |                                                   |                                                   |                                                   |                                                   |                                                   |                                                   |                                                   |                                                   |

### Circuits de la Chapelle
En heure de pointe, à la place du TAD La Chapelle, est mis en place trois circuits internes à la ville de la Chapelle-sur-Erdre. Appelés « Circuits de la Chapelle », ils fonctionnent uniquement du lundi au vendredi en période scolaire.
| Ligne | Caractéristiques | Caractéristiques                                                                                   | Caractéristiques                                                                                   | Caractéristiques                                                                                   | Caractéristiques                                                                                   | Caractéristiques                                                                                   | Caractéristiques                                                                                   | Caractéristiques                                                                                   | Caractéristiques                                                                                   |
| LCE   | La Chapelle - Circuit Est | La Chapelle - Circuit Est                                                                          | La Chapelle - Circuit Est                                                                          | La Chapelle - Circuit Est                                                                          | La Chapelle - Circuit Est                                                                          | La Chapelle - Circuit Est                                                                          | La Chapelle - Circuit Est                                                                          | La Chapelle - Circuit Est                                                                          | La Chapelle - Circuit Est                                                                          |
| LCE   | (Circulaire) La Chapelle-sur-Erdre ⥋ via La Vrière, Erdre Active ou La Desnerie, Cotalard, La Haie | (Circulaire) La Chapelle-sur-Erdre ⥋ via La Vrière, Erdre Active ou La Desnerie, Cotalard, La Haie | (Circulaire) La Chapelle-sur-Erdre ⥋ via La Vrière, Erdre Active ou La Desnerie, Cotalard, La Haie | (Circulaire) La Chapelle-sur-Erdre ⥋ via La Vrière, Erdre Active ou La Desnerie, Cotalard, La Haie | (Circulaire) La Chapelle-sur-Erdre ⥋ via La Vrière, Erdre Active ou La Desnerie, Cotalard, La Haie | (Circulaire) La Chapelle-sur-Erdre ⥋ via La Vrière, Erdre Active ou La Desnerie, Cotalard, La Haie | (Circulaire) La Chapelle-sur-Erdre ⥋ via La Vrière, Erdre Active ou La Desnerie, Cotalard, La Haie | (Circulaire) La Chapelle-sur-Erdre ⥋ via La Vrière, Erdre Active ou La Desnerie, Cotalard, La Haie | (Circulaire) La Chapelle-sur-Erdre ⥋ via La Vrière, Erdre Active ou La Desnerie, Cotalard, La Haie |
| ----- | --- | -------------------------------------------------------------------------------------------------- | -------------------------------------------------------------------------------------------------- | -------------------------------------------------------------------------------------------------- | -------------------------------------------------------------------------------------------------- | -------------------------------------------------------------------------------------------------- | -------------------------------------------------------------------------------------------------- | -------------------------------------------------------------------------------------------------- | -------------------------------------------------------------------------------------------------- |
| LCE   | Ouverture / Fermeture 25 août 1997 / — | Longueur 8,9 km                                                                                    | Durée 16 min                                                                                       | Nb. d’arrêts 17                                                                                    | Matériel Crossway LE City                                                                          | Jours de fonctionnement L, Ma, Me, J, V                                                            | Jour / Soir / Nuit / Fêtes O / N / N / N                                                           | Voy. / an —                                                                                        | Exploitant (Dépôt) Transports Brodu (Grandchamp-des-Fontaines)                                     |
| LCE   | Desserte : - Ville(s) desservie(s) : La Chapelle-sur-Erdre - Gares et stations desservies : Gare d'Erdre-Active, Gare de La Chapelle-Centre. - Principaux lieux desservis : Église Sainte-Catherine, Mairie de La Chapelle-sur-Erdre, Stade Bourgoin Decombe, Collège Le Grand Beauregard, Complexe sportif de Mazaire, Salle de concert Le Jam, Zone d'activités Erdre-Active, Château de la Poterie, Complexe sportif du Buisson de la Grolle. | | | | | | | | |
| LCE   | Autre : - Horaires : - Du lundi au vendredi : de 7 h 10 à 9 h 5 avec un bus toutes les 19 à 20 minutes, et de 16 h 40 à 18 h 50 avec un bus toutes les 14 à 23 minutes. - Particularités : - Les services du matin effectuent un tour dans le sens horaire, et ceux de l'après-midi dans le sens antihoraire. - Le matin, un départ supplémentaire est assuré à 7 h 40 de Erdre Active vers La Chapelle-sur-Erdre par La Cogne. - Le premier départ de l'après-midi à 16 h 40 par Desnerie n'est pas assuré le mercredi. - Les départs de 7 h 30 et 16 h 40 passent par Desnerie (et donc pas par Erdre Active). - Le mercredi, un départ supplémentaire part à 12 h 5 de La Chapelle-sur-Erdre et fait un tour complet dans le sens antihoraire en passant par Desnerie. - Tracé : Le circuit part de La Chapelle-sur-Erdre, suit les lignes 86 et 96 jusqu'à La Cogne, puis dessert la zone commerciale et la gare d'Erdre Active, le Cotalard, La Haie, puis remonte jusqu'à La Chapelle-sur-Erdre par la Gare de La Chapelle-Centre. Certains départs passent par Desnerie et ne desservent donc pas la Gare d'Erdre-Active. - Histoire : La ligne a été créée en 1997 pour desservir le sud et l'est de La Chapelle en heure de pointe, à la place du TAD La Chapelle. Elle était autrefois numérotée 136. - Date de dernière mise à jour : 16 juin 2020 | | | | | | | | |
| LCE   | Dernière actualisation : — | | | | | | | | |
| LCN   | La Chapelle - Circuit Nord | La Chapelle - Circuit Nord                                                                         | La Chapelle - Circuit Nord                                                                         | La Chapelle - Circuit Nord                                                                         | La Chapelle - Circuit Nord                                                                         | La Chapelle - Circuit Nord                                                                         | La Chapelle - Circuit Nord                                                                         | La Chapelle - Circuit Nord                                                                         | La Chapelle - Circuit Nord                                                                         |
| LCN   | La Chapelle-sur-Erdre ⥋ Pont Pilet | | | | | | | | |
| LCN   | Ouverture / Fermeture 25 août 1997 / — | Longueur 7,6 km                                                                                    | Durée 15 min                                                                                       | Nb. d’arrêts 10                                                                                    | Matériel Crossway LE City                                                                          | Jours de fonctionnement L, Ma, Me, J, V                                                            | Jour / Soir / Nuit / Fêtes O / N / N / N                                                           | Voy. / an —                                                                                        | Exploitant (Dépôt) Transports Brodu (Grandchamp-des-Fontaines)                                     |
| LCN   | Desserte : - Ville(s) desservie(s) : La Chapelle-sur-Erdre - Gares et stations desservies : Gare de La Chapelle-Aulnay. - Principaux lieux desservis : Église Sainte-Catherine, Salle Saint-Michel. | | | | | | | | |
| LCN   | Autre : - Horaires : - Du lundi au vendredi : 2 départs à 6 h 45 et 8 h 0 de Pont Pilet vers La Chapelle-sur-Erdre. - Lundi, mardi, jeudi, vendredi : 3 départs à 17 h 35, 18 h 5 et 18 h 40 de La Chapelle-sur-Erdre vers Pont Pilet. - Mercredi : 3 départs à 13 h 0, 18 h 5 et 18 h 40 de La Chapelle-sur-Erdre vers Pont Pilet. - Tracé : Le circuit part de La Chapelle-sur-Erdre, remonte par la Rue de Sucé pour rejoindre la Rue des Réfractaires au S.T.O. et ainsi traverser les voies du tram-train et rejoindre l'entrée est de la Gare de La Chapelle-Aulnay. Elle emprunte ensuite l'Avenue du Manoir, l'Avenue de l'Orangerie, la Rue du Port aux Cerises et la RD 69 pour rejoindre la rue de la Charlière et ainsi desservir les petits bourgs au nord de La Chapelle via la Rue de la Hillet, la Rue du Vivier et la RD 39. - Histoire : La ligne a été créée en 1997 pour desservir le nord de La Chapelle en heure de pointe, à la place du TAD La Chapelle. Elle était autrefois numérotée 156. - Date de dernière mise à jour : 16 juin 2020 | | | | | | | | |
| LCN   | Dernière actualisation : — | | | | | | | | |
| LCO   | La Chapelle - Circuit Ouest | La Chapelle - Circuit Ouest                                                                        | La Chapelle - Circuit Ouest                                                                        | La Chapelle - Circuit Ouest                                                                        | La Chapelle - Circuit Ouest                                                                        | La Chapelle - Circuit Ouest                                                                        | La Chapelle - Circuit Ouest                                                                        | La Chapelle - Circuit Ouest                                                                        | La Chapelle - Circuit Ouest                                                                        |
| LCO   | La Chapelle-sur-Erdre ⥋ René Cassin | | | | | | | | |
| LCO   | Ouverture / Fermeture 25 août 1997 / — | Longueur 8,3 km                                                                                    | Durée 19 min                                                                                       | Nb. d’arrêts 13                                                                                    | Matériel Crossway LE City                                                                          | Jours de fonctionnement L, Ma, Me, J, V                                                            | Jour / Soir / Nuit / Fêtes O / N / N / N                                                           | Voy. / an —                                                                                        | Exploitant (Dépôt) Transports Brodu (Grandchamp-des-Fontaines)                                     |
| LCO   | Desserte : - Ville(s) desservie(s) : Nantes et La Chapelle-sur-Erdre - Gares et stations desservies : René Cassin 2 . - Principaux lieux desservis : Église Sainte-Catherine, Mairie de La Chapelle-sur-Erdre, Stade Bourgoin Decombe, Centre de détention de Nantes, Mosquée Rahma, Gymnase du Bout des Landes. | | | | | | | | |
| LCO   | Autre : - Horaires : - Du lundi au vendredi : 2 départs à 7 h 5 et 8 h 15 de La Chapelle-sur-Erdre vers René Cassin. - Lundi, mardi, jeudi, vendredi : 2 départs à 17 h 45 et 18 h 20 de René Cassin vers La Chapelle-sur-Erdre. - Mercredi : 2 départs à 12 h 35 et 18 h 20 de René Cassin vers La Chapelle-sur-Erdre. - Tracé : Le circuit part de La Chapelle-sur-Erdre, emprunte la Rue Louis Maisonneuve pour desservir les lieux-dits de l'Évardière, Massigné, Le caillou blanc, La Rouaudière, Le Gray et la Noue Verrière, avant de redescendre vers René Cassin par la Route de la Chapelle-sur-Erdre. - Histoire : La ligne a été créée en 1997 pour desservir l'ouest de La Chapelle en heure de pointe, à la place du TAD La Chapelle. Elle était autrefois numérotée 146. - Date de dernière mise à jour : 16 juin 2020 | | | | | | | | |
| LCO   | Dernière actualisation : — | | | | | | | | |

## Service Luciole
Dans les nuits du jeudi au vendredi et du samedi au dimanche, de septembre à juin (pas de service dans la nuit du 30 avril au 1er mai), un service nocturne constitué de quatre lignes prend le relai du réseau de jour entre 2 h 45 et 4 h 45. Ce service permet de relier les discothèques situées à la pointe ouest de l'Île de Nantes aux différents pôles étudiants de l'agglomération.

### Le service avant 2019
Jusqu'à la rentrée 2019, il existait deux lignes « Luciole » qui assuraient un service nocturne :
- La navette du jeudi était une petite navette qui effectuait une liaison entre le Hangar à bananes et Commerce dans la nuit du jeudi au vendredi. Elle avait un départ toutes les 30 minutes entre 4 h 15 et 5 h 45 dans la nuit du samedi au dimanche (hors période estivale), afin de relier le Hangar à Bananes à Commerce. Elle a été créée le 21 octobre 2011[22] et était affectée au dépôt de Trentemoult de la SEMITAN. Elle a été remplacée par la « Luciole Chantrerie » qui a été prologée au campus de la Chantrerie.
- Le circuit du samedi était une ligne circulaire qui partait du Hangar à bananes, passait par Commerce, puis desservait les quartiers nord de Nantes, en passant notamment par la Place Maréchal-Foch, le Rond-point de Paris, les campus du Petit-Port, Beauséjour, les Dervallières, le quartier de Bellevue et la Gare Maritime. Elle avait un départ toutes les trente minutes du Hangar à Bananes dans la nuit du samedi au dimanche (hors période estivale) entre 2 h 15 et 6 h 15, plus deux autres départ à 6 h 45 et 7 h 15 qui effectuaient leur terminus à Commerce. Elle a été créée le 6 novembre 2004[22] et était affectée au dépôt de Saint-Herblain de la SEMITAN.
La ligne a eu une fréquentation en baisse constante pendant ses quatre premières années : 180 clients par nuit en 2005, puis 130 en 2006, 110 en 2007 et 105 en 2008. À partir du 12 septembre 2009, la ligne effectue une boucle dans un seul sens uniquement et a vu son tracé modifié avec les changements de la géographie des lieux nocturnes nantais[23].

### Les quatre nouveaux circuits
À la rentrée 2019, le service « Luciole » a été modifié et se décline depuis en quatre circuits, qui partent tous du Hangar à bananes et desservent spécifiquement les principaux lieux festifs nocturnes de l'agglomération Nantaise, tels que les bars, les discothèques et les résidences étudiantes. Ce service fonctionne de septembre à fin juin, y compris pendant les vacances scolaires (hors jour férié) et ne circule pas dans la nuit du 30 avril au 1er mai.

#### Service du jeudi
La « Luciole Chantrerie », nouveau nom de la « Navette du jeudi », fonctionne dans la nuit du jeudi au vendredi avec un unique départ à 4 h 00 depuis le Hangar à bananes vers le campus de la Chantrerie.
| Ligne | Caractéristiques | Caractéristiques                               | Caractéristiques                               | Caractéristiques                               | Caractéristiques                               | Caractéristiques                               | Caractéristiques                               | Caractéristiques                               | Caractéristiques                               |
| LC    | Luciole Chantrerie | Luciole Chantrerie                             | Luciole Chantrerie                             | Luciole Chantrerie                             | Luciole Chantrerie                             | Luciole Chantrerie                             | Luciole Chantrerie                             | Luciole Chantrerie                             | Luciole Chantrerie                             |
| LC    | Hangar à Bananes ⥋ Chantrerie – Grandes Écoles | Hangar à Bananes ⥋ Chantrerie – Grandes Écoles | Hangar à Bananes ⥋ Chantrerie – Grandes Écoles | Hangar à Bananes ⥋ Chantrerie – Grandes Écoles | Hangar à Bananes ⥋ Chantrerie – Grandes Écoles | Hangar à Bananes ⥋ Chantrerie – Grandes Écoles | Hangar à Bananes ⥋ Chantrerie – Grandes Écoles | Hangar à Bananes ⥋ Chantrerie – Grandes Écoles | Hangar à Bananes ⥋ Chantrerie – Grandes Écoles |
| ----- | --- | ---------------------------------------------- | ---------------------------------------------- | ---------------------------------------------- | ---------------------------------------------- | ---------------------------------------------- | ---------------------------------------------- | ---------------------------------------------- | ---------------------------------------------- |
| LC    | Ouverture / Fermeture 7 septembre 2019 / — | Longueur 17,3 km                               | Durée 40 min                                   | Nb. d’arrêts 32                                | Matériel GX 427 GNV Citaro G GNV               | Jours de fonctionnement J                      | Jour / Soir / Nuit / Fêtes N / N / O / N       | Voy. / an —                                    | Exploitant (Dépôt) SEMITAN (Trentemoult)       |
| LC    | Desserte : - Ville(s) desservie(s) : Nantes - Principaux lieux et quartiers desservis : Boîtes de nuit du Hangar à bananes, Île de Nantes, Quartier Feydeau, Centre-Ville, Quartier Hauts-Pavés - Saint-Félix, Quartier Nantes Nord, Campus et Résidences étudiantes du Petit-Port, Résidences étudiantes de la Porte de la Chapelle, Quartier Beaujoire, Saint-Joseph de Porterie, Campus de la Chantrerie. |                                                |                                                |                                                |                                                |                                                |                                                |                                                |                                                |
| LC    | Autre : - Horaires : Dans la nuit du jeudi au vendredi, un départ du Hangar à bananes à 4 h 0. - Tracé : Le circuit part des boîtes de nuit du Hangar à bananes, passe par l'ancien M.I.N. via le Quai Président-Wilson, puis remonte vers Commerce en suivant le tracé de la ligne 2. Il emprunte ensuite la Rue de l'Hôtel-de-Ville vers la Place Maréchal-Foch puis redescend vers l'Erdre par la Rue Sully, suit le Quai Henri-Barbusse, remonte vers Michelet et le campus du Petit-Port par le Boulevard Amiral-Courbet, descend à la porte de la Chapelle par le Boulevard Martin Luther King, emprunte le périphéique vers la porte de la Beaujoire, et enfin remonte vers le campus de la Chantrerie en desservant Saint-Joseph de Porterie. - Histoire : La « navette du jeudi » a été renommée « Luciole Chantrerie » en 2019, et a été prolongé au campus de la Chantrerie via l'ancien M.I.N. et le campus du Petit-Port. - Date de dernière mise à jour : 15 juin 2020 |                                                |                                                |                                                |                                                |                                                |                                                |                                                |                                                |
| LC    | Dernière actualisation : — |                                                |                                                |                                                |                                                |                                                |                                                |                                                |                                                |

#### Service du samedi
Les trois autres circuits fonctionnent durant la nuit du samedi à dimanche avec un départ de Hangar à Bananes pour chaque ligne à 2 h 45, 3 h 45 et 4 h 45. Elles effectuent ensuite une boucle dans leur secteur défini (Nord, Ouest ou Sud) dans le sens des aiguilles d'une montre.
| Ligne | Caractéristiques | Caractéristiques | Caractéristiques | Caractéristiques | Caractéristiques | Caractéristiques | Caractéristiques | Caractéristiques | Caractéristiques |
| LN    | Luciole Nord | Luciole Nord | Luciole Nord | Luciole Nord | Luciole Nord | Luciole Nord | Luciole Nord | Luciole Nord | Luciole Nord |
| LN    | (Circulaire) Hangar à Bananes ⥋ via Commerce, Foch – Cathédrale, Michelet, Porte de la Chapelle, Haluchère – Batignolles, Rond-point de Paris | (Circulaire) Hangar à Bananes ⥋ via Commerce, Foch – Cathédrale, Michelet, Porte de la Chapelle, Haluchère – Batignolles, Rond-point de Paris | (Circulaire) Hangar à Bananes ⥋ via Commerce, Foch – Cathédrale, Michelet, Porte de la Chapelle, Haluchère – Batignolles, Rond-point de Paris | (Circulaire) Hangar à Bananes ⥋ via Commerce, Foch – Cathédrale, Michelet, Porte de la Chapelle, Haluchère – Batignolles, Rond-point de Paris | (Circulaire) Hangar à Bananes ⥋ via Commerce, Foch – Cathédrale, Michelet, Porte de la Chapelle, Haluchère – Batignolles, Rond-point de Paris | (Circulaire) Hangar à Bananes ⥋ via Commerce, Foch – Cathédrale, Michelet, Porte de la Chapelle, Haluchère – Batignolles, Rond-point de Paris | (Circulaire) Hangar à Bananes ⥋ via Commerce, Foch – Cathédrale, Michelet, Porte de la Chapelle, Haluchère – Batignolles, Rond-point de Paris | (Circulaire) Hangar à Bananes ⥋ via Commerce, Foch – Cathédrale, Michelet, Porte de la Chapelle, Haluchère – Batignolles, Rond-point de Paris | (Circulaire) Hangar à Bananes ⥋ via Commerce, Foch – Cathédrale, Michelet, Porte de la Chapelle, Haluchère – Batignolles, Rond-point de Paris |
| ----- | --- | --- | --- | --- | --- | --- | --- | --- | --- |
| LN    | Ouverture / Fermeture 7 septembre 2019 / — | Longueur 20,4 km | Durée 46 min | Nb. d’arrêts 34 | Matériel GX 317 GNV GX 327 GNV Urbanway 12 GNV                                                                                                | Jours de fonctionnement S | Jour / Soir / Nuit / Fêtes N / N / O / N | Voy. / an — | Exploitant (Dépôt) SEMITAN (Le Bêle) |
| LN    | Desserte : - Ville(s) desservie(s) : Nantes - Principaux lieux et quartiers desservis : Boîtes de nuit du Hangar à bananes, Île de Nantes, Quartier Feydeau, Centre-Ville, Quartier Hauts-Pavés - Saint-Félix, Quartier Nantes Nord, Campus et Résidences étudiantes du Petit-Port, Résidences étudiantes de la Porte de la Chapelle, Quartier Beaujoire, Quartier Nantes Erdre, Quartier Doulon - Bottière, Quartier Malakoff - Saint-Donatien, IUT de Nantes - Campus Centre-Ville. | | | | | | | | |
| LN    | Autre : - Horaires : Dans la nuit du samedi au dimanche, 3 départs du Hangar à bananes à 2 h 45, 3 h 45 et 4 h 45. - Tracé : Le circuit part des boîtes de nuit du Hangar à bananes et remonte jusqu'à Commerce par le Boulevard de la Prairie-au-Duc et le Pont Haudaudine. Il suit ensuite le parcours de la « Luciole Chantrerie » à travers le quartier de Michelet, le campus du Petit Port, la Porte de la Chapelle et le quartier de la Beaujoire. Il rejoint ensuite la Haluchère, puis redescend vers le centre par le Boulevard Jules-Verne, la Rue du Général-Buat, la Rue du Maréchal-Joffre et reprend son itinéraire entre la Place Maréchal-Foch et le Hangar à bananes. - Histoire : Ce circuit, comme la Luciole Ouest et la Luciole Sud, a remplacé l'ancien « circuit du samedi ». - Date de dernière mise à jour : 15 juin 2020                            | | | | | | | | |
| LN    | Dernière actualisation : — | | | | | | | | |
| LO    | Luciole Ouest | Luciole Ouest | Luciole Ouest | Luciole Ouest | Luciole Ouest | Luciole Ouest | Luciole Ouest | Luciole Ouest | Luciole Ouest |
| LO    | (Circulaire) Hangar à Bananes ⥋ via Gare Maritime, Mairie de Chantenay, Tertre, Dervallières, Beauséjour, Rond-point de Rennes, 50 Otages, Commerce | | | | | | | | |
| LO    | Ouverture / Fermeture 7 septembre 2019 / — | Longueur 19,6 km | Durée 47 min | Nb. d’arrêts 47 | Matériel GX 317 GNV GX 327 GNV Urbanway 12 GNV                                                                                                | Jours de fonctionnement S | Jour / Soir / Nuit / Fêtes N / N / O / N | Voy. / an — | Exploitant (Dépôt) SEMITAN (Saint-Herblain)                                                                                                   |
| LO    | Desserte : - Ville(s) desservie(s) : Nantes et Saint-Herblain - Principaux lieux et quartiers desservis : Boîtes de nuit du Hangar à bananes, Île de Nantes, Quartier Bellevue - Chantenay - Sainte-Anne, Quartier Dervallières - Zola, Quartier Breil - Barberie, Quartier Hauts-Pavés - Saint-Félix, Centre-Ville. | | | | | | | | |
| LO    | Autre : - Horaires : Dans la nuit du samedi au dimanche, 3 départs du Hangar à bananes à 2 h 45, 3 h 45 et 4 h 45. - Tracé : Le circuit part des boîtes de nuit du Hangar à bananes et remonte vers le Square Jean-Baptiste-Daviais par le Boulevard de la Prairie-au-Duc et le Pont Haudaudine. Il emprunte le Quai de la Fosse puis le Quai Marquis-d'Aiguillon vers la Gare de Chantenay, remonte le Boulevard de la Liberté puis suit la ligne 1 jusqu'à Jamet. Il suit ensuite la ligne C20 jusqu'à Beauséjour, où il reprend la ligne 12 jusqu'au centre-ville en passant par le Boulevard Robert-Schuman et la Rue Paul-Bellamy, puis reprend son itinéraire entre le Square Daviais et le Hangar à bananes. - Histoire : Ce circuit, comme la Luciole Nord et la Luciole Sud, a remplacé l'ancien « circuit du samedi ». - Date de dernière mise à jour : 15 juin 2020 | | | | | | | | |
| LO    | Dernière actualisation : — | | | | | | | | |
| LS    | Luciole Sud | Luciole Sud | Luciole Sud | Luciole Sud | Luciole Sud | Luciole Sud | Luciole Sud | Luciole Sud | Luciole Sud |
| LS    | (Circulaire) Hangar à Bananes ⥋ via Hôtel Dieu, Gare Sud, Haubans, Beaulieu, Greneraie, Joliverie, La Carrée, Espace Diderot, Mairie de Rezé | | | | | | | | |
| LS    | Ouverture / Fermeture 7 septembre 2019 / — | Longueur 18,2 km | Durée 42 min | Nb. d’arrêts 40 | Matériel GX 317 GNV Urbanway 12 GNV | Jours de fonctionnement S | Jour / Soir / Nuit / Fêtes N / N / O / N | Voy. / an — | Exploitant (Dépôt) SEMITAN (Trentemoult) |
| LS    | Desserte : - Ville(s) desservie(s) : Nantes et Rezé - Principaux lieux et quartiers desservis : Boîtes de nuit du Hangar à bananes, Île de Nantes, Quartier Malakoff - Saint-Donatien, Quartier Nantes Sud, Quartier de la Blordière, Quartier de la Houssais, Quartier de la Trocardière, Trentemoult. | | | | | | | | |
| LS    | Autre : - Horaires : Dans la nuit du samedi au dimanche, trois départs du Hangar à bananes à 2 h 45, 3 h 45 et 4 h 45. - Tracé : Le circuit part des boîtes de nuit du Hangar à bananes et remonte vers l'Hôtel-Dieu par le Boulevard de la Prairie-au-Duc et le Pont Haudaudine. Il emprunte ensuite l'Allée Baco vers la Gare Sud, suit la ligne 5 jusqu'à Conservatoire, puis suit la ligne 4 jusqu'à Joliverie et la ligne 30 jusqu'à Seil en desservant les différents quartiers de Rezé. Il remonte ensuite vers le Hangar à bananes par le Pont des Trois-Continents. - Histoire : Ce circuit, comme la Luciole Nord et la Luciole Ouest, a remplacé l'ancien « circuit du samedi ». - Date de dernière mise à jour : 15 juin 2020 | | | | | | | | |
| LS    | Dernière actualisation : — | | | | | | | | |

## Dessertes scolaires
En complément des lignes régulières, il existe sur l'agglomération 3 services de desserte scolaire.

### Les lignes scolaires
Les lignes scolaires sont des lignes qui fonctionnent uniquement en période scolaire pour desservir les écoles, collèges et lycées ayant une faible desserte régulière (elles ne passent donc pas ou très peu dans le centre de Nantes). Elles sont accessibles à tout usager présentant un titre Tan valide. Il existe 39 lignes numérotées de 101 à 199.
| Ligne | Parcours | Matériel            | Exploitant (Dépôt)                          | Date d'ouverture   | Jours de fonctionnement |
| ----- | --- | ------------------- | ------------------------------------------- | ------------------ | ----------------------- |
| 101   | Mairie de Couëron → Sinière | Standards           | STAO PL 44 (Couëron)                        | 25 août 2014       | L, Ma, Me, J, V         |
| 102   | Chalonges ↔ René Bernier Le service du matin fonctionnant le LMaJV est prolongé à Bretonnière.                                                                                        | Standards           | Voyages Lefort                              | 25 août 2014       | L, Ma, Me, J, V         |
| 104   | Les Sorinières ↔ Petite Lande | Articulés           | SEMITAN (Trentemoult)                       | 25 août 2014       | L, Ma, Me, J, V         |
| 105   | Centre de Thouaré ↔ Collège Sainte-Anne | Standards           | Transports Brodu (Loroux-Bottereau)         | 30 août 2021       | L, Ma, Me, J, V         |
| 107   | Bournière → Reinetière | Standards           | Keolis Atlantique                           | 25 août 2014       | L, Ma, Me, J, V         |
| 108   | Matin : Saint-Léger-les-Vignes → Saint-Hermeland Après-midi : Lycée d'Orbigny → Saint-Léger-les-Vignes                                                                                | Standards           | Voyages Quérard (Bouguenais)                | 27 août 2018       | L, Ma, Me, J, V         |
| 109   | Matin : Pomme de Pin → Ferrière Après-midi : Ferrière → Couchant | Standards           | STAO PL 44 (Nantes)                         | 25 août 2014       | L, Ma, Me, J, V         |
| 111   | Matin : Ambroise Paré → F. Mitterrand → Bobby Sands → Lycée Appert Après-midi : Bobby Sands → Lycée Appert → Ambroise Paré Cette ligne dessert uniquement les arrêts cités ci-dessus. | Standards           | SEMITAN (Saint-Herblain)                    | 1er septembre 2016 | L, Ma, Me, J, V         |
| 112   | Profondine ↔ Saint-Blaise | Articulés           | SEMITAN (Trentemoult)                       | 25 août 2014       | L, Ma, Me, J, V         |
| 115   | Beaujoire ↔ Lycée de Carquefou | Standards           | SEMITAN (Le Bêle)                           | 28 août 2017       | L, Ma, Me, J, V         |
| 116   | Coutancière ↔ Cholière | Standards/Articulés | SEMITAN (Saint-Herblain)                    | 25 août 2014       | L, Ma, Me, J, V         |
| 117   | Reinetière → Le Halleray | Standards           | Keolis Atlantique                           | 25 août 2014       | L, Ma, J, V             |
| 118   | Saint-Léger-les-Vignes ↔ Pirmil | Standards           | STAO PL 44 (La Montagne)                    | 30 août 2021       | L, Ma, Me, J, V         |
| 119   | Angevinière → Mairie d'Orvault | Standards           | Transports Brodu (Grandchamp-des-Fontaines) | 25 août 2014       | L, Ma, J, V             |
| 122   | Savarières ↔ Saint-Blaise | Articulés           | SEMITAN (Trentemoult)                       | 25 août 2014       | L, Ma, Me, J, V         |
| 126   | Bout des Pavés → Coutancière | Standards           | Transports Brodu (Grandchamp-des-Fontaines) | 25 août 2014       | Me                      |
| 127   | Colinière → Monteverdi par Reinetière | Standards           | SEMITAN (Le Bêle)                           | 25 août 2014       | Me                      |
| 128   | Pé de Buzay ↔ Lycée d'Orbigny | Standards           | STAO PL 44 (La Montagne)                    | 25 août 2014       | L, Ma, Me, J, V         |
| 129   | Angevinière → Mairie d'Orvault | Standards           | Transports Brodu (Grandchamp-des-Fontaines) | 25 août 2014       | Me                      |
| 131   | Bac de Couëron ↔ Mendès France — Bellevue | Standards           | STAO PL 44 (Couëron)                        | 24 août 2015       | L, Ma, Me, J, V         |
| 135   | Collège Sainte-Anne → Petits Champs Blancs | Standards           | Transports Brodu (Loroux-Bottereau)         | 30 août 2021       | L, Ma, J, V             |
| 137   | Matin : Chinon → Toutes Aides Après-midi : Toutes Aides / Mairie de Doulon / Colinière → Monteverdi                                                                                   | Articulés           | SEMITAN (Le Bêle)                           | 25 août 2014       | L, Ma, Me, J, V         |
| 138   | Le Pellerin ↔ Lycée d'Orbigny | Articulés           | STAO PL 44 (La Montagne)                    | 25 août 2014       | L, Ma, Me, J, V         |
| 139   | Sautron → Angevinière par Bugallière | Articulés           | SEMITAN (Saint-Herblain)                    | 25 août 2014       | L, Ma, Me, J, V         |
| 142   | Porte de Vertou ↔ C.A.T. Vertonne Cette ligne dessert uniquement les arrêts cités ci-dessus.                                                                                          | Standards           | SEMITAN (Trentemoult)                       | 1er septembre 2016 | L, Ma, Me, J, V         |
| 147   | Bournière ↔ Toutes Aides | Standards           | Keolis Atlantique                           | 25 août 2014       | L, Ma, Me, J, V         |
| 148   | Matin : Écoles → Lycée Bois Tillac Après-midi : Lycée Bois Tillac → Tour Eiffel Cette ligne dessert uniquement les arrêts cités ci-dessus.                                            | Standards           | STAO PL 44 (La Montagne)                    | 25 août 2014       | L, Ma, Me, J, V         |
| 149   | Sautron → Cheverny | Standards           | STAO PL 44 (Nantes)                         | 25 août 2014       | L, Ma, Me, J, V         |
| 152   | Pirmil → La Herdrie | Standards           | SEMITAN (Trentemoult)                       | 1er septembre 2016 | L, Ma, Me, J, V         |
| 157   | Le Halleray → Toutes Aides | Standards           | Keolis Atlantique                           | 25 août 2014       | L, Ma, Me, J, V         |
| 158   | Clos Roux ↔ Lycée d'Orbigny | Articulés           | STAO PL 44 (La Montagne)                    | 25 août 2014       | L, Ma, Me, J, V         |
| 159   | Sautron ↔ Angevinière | Standards           | STAO PL 44 (Couëron)                        | 25 août 2014       | L, Ma, Me, J, V         |
| 162   | Pirmil ↔ La Herdrie | Standards/Articulés | SEMITAN (Trentemoult)                       | 27 août 2018       | L, Ma, Me, J, V         |
| 169   | Cheverny → Sautron | Articulés           | SEMITAN (Saint-Herblain)                    | 25 août 2014       | L, Ma, Me, J, V         |
| 172   | Pirmil ↔ René Bernier | Standards/Articulés | SEMITAN (Trentemoult)                       | 27 août 2018       | L, Ma, Me, J, V         |
| 179   | Matin : Pomme de Pin / Doucet → Orvault Morlière Après-midi : Orvault Morlière → Les Anges                                                                                            | Standards           | Transports Brodu (Grandchamp-des-Fontaines) | 25 août 2014       | L, Ma, Me, J, V         |
| 187   | Matin : Haluchère-Batignolles → C.I.F.A.M. Après-midi : C.I.F.A.M. → Souillarderie Cette ligne dessert uniquement les arrêts cités ci-dessus.                                         | Standards           | Keolis Atlantique                           | 27 août 2018       | L, Ma, Me, J, V         |
| 189   | Pont Marchand → Angevinière | Articulés           | SEMITAN (Saint-Herblain)                    | 25 août 2014       | L, Ma, Me, J, V         |
| 192   | Matin : Porte de Vertou → Jean Monnet Après-midi : Saint-Blaise → Porte de Vertou | Articulés           | SEMITAN (Trentemoult)                       | 26 août 2019       | L, Ma, Me, J, V         |

Date de dernière mise à jour du tableau : 30 août 2021

### Les renforts des lignes régulières
Les renforts des lignes régulières sont des services supplémentaires sur des lignes régulières lorsque celles-ci reçoivent une forte fréquentation, principalement due à l'entrée ou à la sortie des écoles ou des entreprises. Ces renforts ne font parfois pas toute la ligne, et fonctionnent uniquement en semaine de période scolaire.
Il existe, au 30 août 2021, 19 lignes qui bénéficient d'un ou plusieurs renforts :
- 2 lignes Chronobus : C3 et C20 ;
- 16 lignes régulières : 10, 28, 30, 36, 42, 50, 59, 69, 78, 81, 85, 86, 91, 93, 96 et 97 ;
- 1 ligne Express : E8.

### Les cars scolaires
Les cars scolaires sont des circuits réservés aux enfants qui ont été inscrits auprès de leur mairie ou de leur commune. L'inscription peut également se faire sur internet.
Il existe en 2018, 285 circuits scolaires assurés par des affrétés, qui utilisent des cars pour assurer ces circuits. Ils sont numérotés de 201 à 599.

## Transport à la demande
La métropole dispose de deux services de transport à la demande, dont un (le TAD) divisé en trois secteurs afin de desservir trois villes.

### Service Proxibus

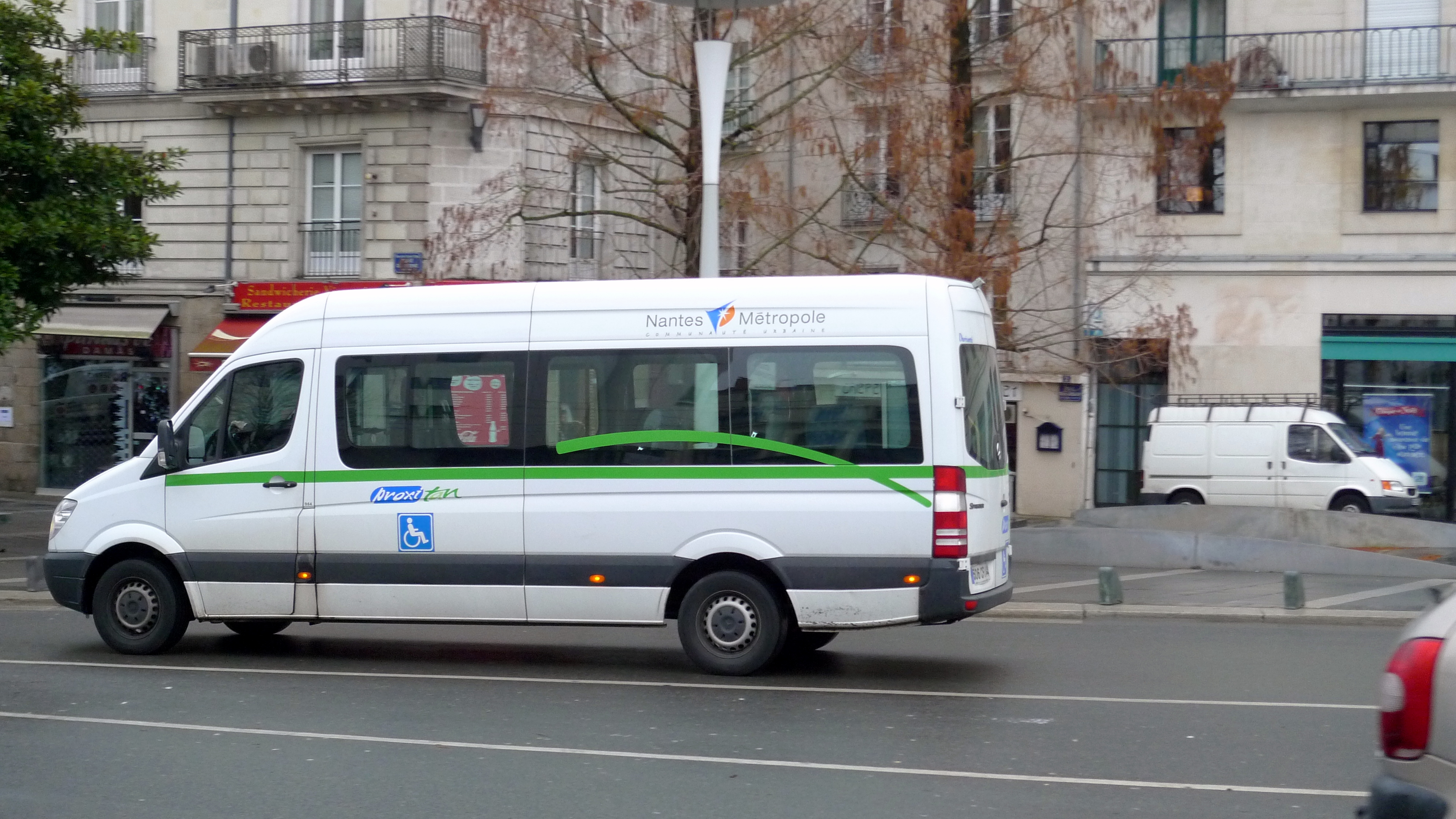
Mercedes-Benz Sprinter « Proxitan » sur le cours des 50-Otages.

La ville de Nantes dispose d'un service de transport à la demande, appelé « Handitan » puis renommé « Proxitan » en 2005, et enfin Proxibus quand le réseau TAN est devenu Naolib , destiné aux personnes titulaires d’une carte d’invalidité à 80% minimum. Ce service est accessible sur inscription gratuite puis sur réservation de courses, et fonctionne 7 jours sur 7 (hors 1er mai) pour des déplacements réguliers ou occasionnels sur l’ensemble de la métropole Nantaise. Il est accessible avec n'importe quel titre TAN (sauf titres combinés). Une correspondance est également possible avec les lignes régulières TAN pour les personnes dont la mobilité le permet.
Ce service est assuré par 21 Mercedes-Benz Sprinter et par 18 Iveco Daily GNV basés au dépôt du Bêle de la SEMITAN. Certaines courses sont par ailleurs sous-traitées à deux autres partenaires, Transdev VAD et Monamiligo (groupe Keolis Santé), qui utilisent leurs propres véhicules.
En 2020, la SEMITAN a décidé de remplacer onze Sprinter (les plus anciens) par du matériel neuf, des Iveco Daily au gaz naturel (une première en France pour ce type de véhicules), fournis par l'entreprise Trouillet Cars et Bus,. Un investissement de 1,6 million d'euros par la SEMITAN et Nantes Métropole a été nécessaire à leur financement.
En 2019, avec 3 116 personnes inscrites, 169 000 courses ont été assurées, soit 750 courses en moyenne par jour.

### Service Transport À la Demande (TAD)
En plus de ce service à la demande sur l'ensemble de la métropole, les communes de Basse-Goulaine, La Chapelle-sur-Erdre et Vertou possèdent également une desserte à la demande spécifique à ces communes, appelée « Transport À la Demande (TAD) », afin de desservir les hameaux et zones peu denses où il y a très peu de voyageurs en heure creuse. Ce service, accessible avec un titre de transport TAN, dessert des arrêts définis à partir d'un arrêt de départ pour assurer une correspondance avec des lignes régulières. Ces trois services spécifiques ont été créés en 2005.
Ce service fonctionne :
- Du lundi au vendredi en période scolaire de 9 h 0 à 16 h 15 et de 19 h 0 à 22 h 0 ;
- Du lundi au vendredi en vacances scolaires de 7 h 0 à 22 h 0 ;
- Le samedi de 7 h 0 à 22 h 0 (sauf pour le TAD Vertou).

Voici la liste des services TAD, avec le ou les arrêts de départ et les arrêts desservis par secteur dans la rubrique « Desserte » :
| Ligne                                       | Caractéristiques | Caractéristiques                      | Caractéristiques                      | Caractéristiques                      | Caractéristiques                      | Caractéristiques                           | Caractéristiques                         | Caractéristiques                      | Caractéristiques                                               |
| Accessible aux personnes à mobilité réduite | TAD Basse-Goulaine | TAD Basse-Goulaine                    | TAD Basse-Goulaine                    | TAD Basse-Goulaine                    | TAD Basse-Goulaine                    | TAD Basse-Goulaine                         | TAD Basse-Goulaine                       | TAD Basse-Goulaine                    | TAD Basse-Goulaine                                             |
| Accessible aux personnes à mobilité réduite | Grignon ⥋ L'Île Chaland / Les Vallées | Grignon ⥋ L'Île Chaland / Les Vallées | Grignon ⥋ L'Île Chaland / Les Vallées | Grignon ⥋ L'Île Chaland / Les Vallées | Grignon ⥋ L'Île Chaland / Les Vallées | Grignon ⥋ L'Île Chaland / Les Vallées      | Grignon ⥋ L'Île Chaland / Les Vallées    | Grignon ⥋ L'Île Chaland / Les Vallées | Grignon ⥋ L'Île Chaland / Les Vallées                          |
| ------------------------------------------- | --- | ------------------------------------- | ------------------------------------- | ------------------------------------- | ------------------------------------- | ------------------------------------------ | ---------------------------------------- | ------------------------------------- | -------------------------------------------------------------- |
| Accessible aux personnes à mobilité réduite | Ouverture / Fermeture 3 novembre 2005 / — | Longueur —                            | Durée —                               | Nb. d’arrêts 7                        | Matériel Minibus                      | Jours de fonctionnement L, Ma, Me, J, V, S | Jour / Soir / Nuit / Fêtes O / N / N / N | Voy. / an —                           | Exploitants SEMITAN (Le Bêle) Transdev VAD Monamiligo (Keolis) |
| Accessible aux personnes à mobilité réduite | Desserte : - Commune desservie : Basse-Goulaine Arrêts desservis depuis l'arrêt Grignon : - L'Île Chaland : Moulin, Rivaudières, Guivettes, Framboisiers. - Les Vallées : Trois Cheminées, Chaussin Robinet. |                                       |                                       |                                       |                                       |                                            |                                          |                                       |                                                                |
| Accessible aux personnes à mobilité réduite | Autre : - Le Transport À la Demande (TAD) de Basse-Goulaine est un service de transport sur réservation au départ de l'arrêt Grignon (ligne C9). Il permet de desservir le hameau de l'Île Chaland et des Vallées, du lundi au samedi, en et hors période scolaire. Il n'y a aucun service le dimanche et jours fériés. - Date de dernière mise à jour : 23 avril 2020 |                                       |                                       |                                       |                                       |                                            |                                          |                                       |                                                                |
| Accessible aux personnes à mobilité réduite | Dernière actualisation : — |                                       |                                       |                                       |                                       |                                            |                                          |                                       |                                                                |
| Accessible aux personnes à mobilité réduite | TAD La Chapelle-sur-Erdre | TAD La Chapelle-sur-Erdre             | TAD La Chapelle-sur-Erdre             | TAD La Chapelle-sur-Erdre             | TAD La Chapelle-sur-Erdre             | TAD La Chapelle-sur-Erdre                  | TAD La Chapelle-sur-Erdre                | TAD La Chapelle-sur-Erdre             | TAD La Chapelle-sur-Erdre                                      |
| Accessible aux personnes à mobilité réduite | La Chapelle-sur-Erdre ⥋ Circuit Est / Circuit Nord / Circuit Ouest |                                       |                                       |                                       |                                       |                                            |                                          |                                       |                                                                |
| Accessible aux personnes à mobilité réduite | Ouverture / Fermeture 3 novembre 2005 / — | Longueur —                            | Durée —                               | Nb. d’arrêts 29                       | Matériel Minibus                      | Jours de fonctionnement L, Ma, Me, J, V, S | Jour / Soir / Nuit / Fêtes O / N / N / N | Voy. / an —                           | Exploitants SEMITAN (Le Bêle) Transdev VAD Monamiligo (Keolis) |
| Accessible aux personnes à mobilité réduite | Desserte : - Commune desservie : La Chapelle-sur-Erdre Arrêts desservis depuis l'arrêt La Chapelle-sur-Erdre : - Circuit Est : Viv'Erdre, Utrecht, Toscane, Flandres, Erdre Active, La Desnerie, La Chesnaie, Cotalard, La Haie, Clépette. - Circuit Nord : Gandonnière, La Chapelle Aulnay, Port aux Cerises, Charlière, Mouline, La Brosse, Chauvais, Pont Pilet. - Circuit Ouest : Le Cèdre, Evardière, Massigné, Caillou Blanc, Rouaudière, Gergaudière, Le Gray 1, Le Gray 2, Champ de l'Alouette, Grasse Noue. |                                       |                                       |                                       |                                       |                                            |                                          |                                       |                                                                |
| Accessible aux personnes à mobilité réduite | Autre : - Le Transport À la Demande (TAD) de La Chapelle-sur-Erdre est un service de transport sur réservation découpé en trois circuits (cf. Circuits de la Chapelle). Ces circuits sont exploités en service régulier en heure de pointe du lundi au vendredi en période scolaire, et à la demande en heures creuses du lundi au samedi, en et hors période scolaire. Certains arrêts des circuits réguliers ne sont pas desservis par le TAD. Il n'y a aucun service le dimanche et jours fériés. - Date de dernière mise à jour : 23 avril 2020 |                                       |                                       |                                       |                                       |                                            |                                          |                                       |                                                                |
| Accessible aux personnes à mobilité réduite | Dernière actualisation : — |                                       |                                       |                                       |                                       |                                            |                                          |                                       |                                                                |
| Accessible aux personnes à mobilité réduite | TAD Vertou | TAD Vertou                            | TAD Vertou                            | TAD Vertou                            | TAD Vertou                            | TAD Vertou                                 | TAD Vertou                               | TAD Vertou                            | TAD Vertou                                                     |
| Accessible aux personnes à mobilité réduite | Vertou / Europe ⥋ Villages Nord / Villages Sud / Quartier Beautour |                                       |                                       |                                       |                                       |                                            |                                          |                                       |                                                                |
| Accessible aux personnes à mobilité réduite | Ouverture / Fermeture 2005 / — | Longueur —                            | Durée —                               | Nb. d’arrêts 57                       | Matériel Minibus                      | Jours de fonctionnement L, Ma, Me, J, V    | Jour / Soir / Nuit / Fêtes O / N / N / N | Voy. / an —                           | Exploitants SEMITAN (Le Bêle) Transdev VAD Monamiligo (Keolis) |
| Accessible aux personnes à mobilité réduite | Desserte : - Commune desservie : Vertou Arrêts desservis depuis les arrêts Vertou ou Europe : - Villages Nord : Bignonnet, Foresterie, Grand-Noë, Bouteillerie, Ville Henri, Denillère, Massonnière, Pas Baril, Visonnière, Mortiers, Ville au Blanc, Chevrue, Basse Canterie, Pâtis Vinet 1, Pâtis Vinet 2, Brillaudière, La Louée. - Villages Sud : Landas, Clouet, Grassinière, Champonnière, Criport, Gobets, Barrière Noire, Bourrelière, Butte des Landes, Noë Rocard, Perdriaux, Barbinière, Frémoire, Drouillet, Bon Acquet, Quilterie, Barigaudais, Herbray, Mandon, Boutière, Haudrière, Portillon, Bastière, Buronnerie, Bauche Malo, Pégers, Lilas, Reigniers, Chobletèrie, Pâtis Viaud, Angebert. - Quartier Beautour : Beautour, Cale de Beautour, Epinette, Hameçon, Cimetière de Beautour, Poste de Beautour, Bussaudière. |                                       |                                       |                                       |                                       |                                            |                                          |                                       |                                                                |
| Accessible aux personnes à mobilité réduite | Autre : - Le Transport À la Demande (TAD) de Vertou est un service de transport sur réservation au départ du pôle d'échanges de Vertou ou de l'arrêt Europe. Il permet de desservir les villages Nord et Sud de Vertou et le quartier Beautour (en remplacement de la Navette Beautour), du lundi au vendredi, en et hors période scolaire. En heure de pointe, la desserte des Villages Sud s'effectue par la ligne 47. Il n'y a aucun service le samedi, dimanche et jours fériés. - Date de dernière mise à jour : 23 avril 2020 |                                       |                                       |                                       |                                       |                                            |                                          |                                       |                                                                |
| Accessible aux personnes à mobilité réduite | Dernière actualisation : — |                                       |                                       |                                       |                                       |                                            |                                          |                                       |                                                                |

## Anciennes lignes
Liste non exhaustive des lignes de bus supprimées ou remplacées.